# Energiewende

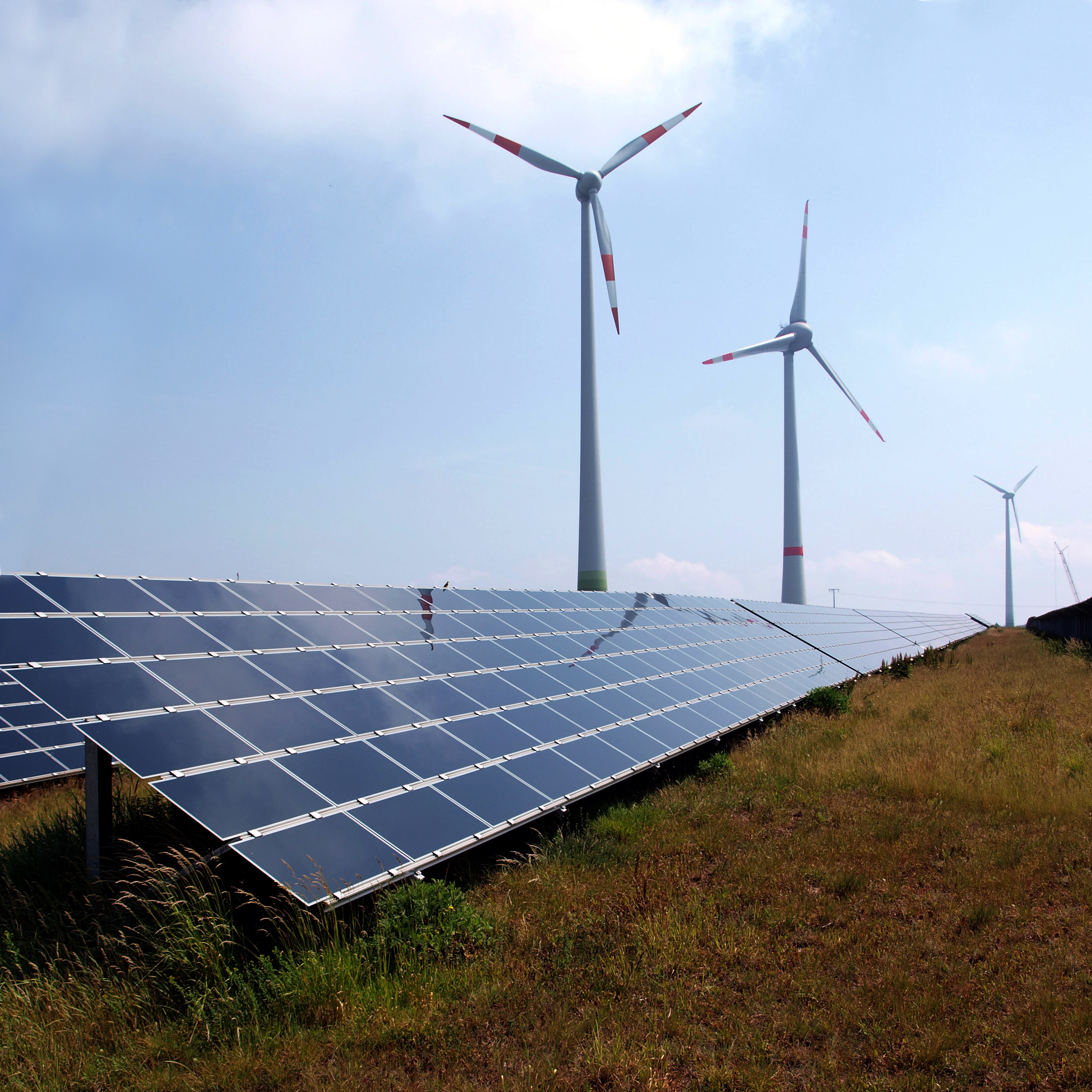
Die Einbindung von Solarstrom und Windenergie erfordert auch neues Denken: z. B. kann durch Laststeuerung auf Verbraucherseite und die stärkere Nutzung von Smart Grids die Stromnachfrage flexibilisiert werden.

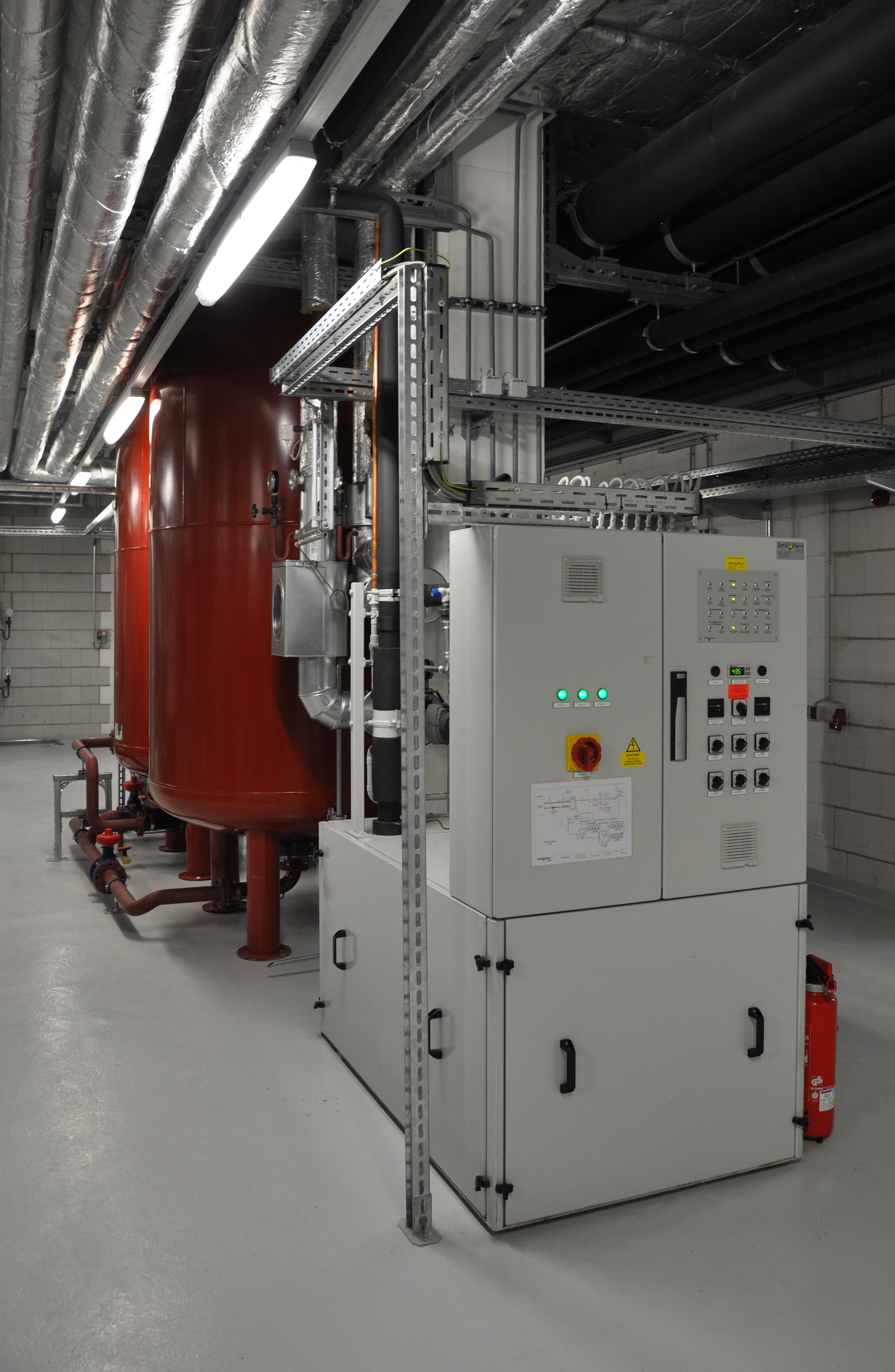
Elektrisch betriebene Wärmepumpenheizungen stellen eine wichtige Säule eines zukünftigen sektorübergreifend vernetzten, flexiblen Energiesystems dar.

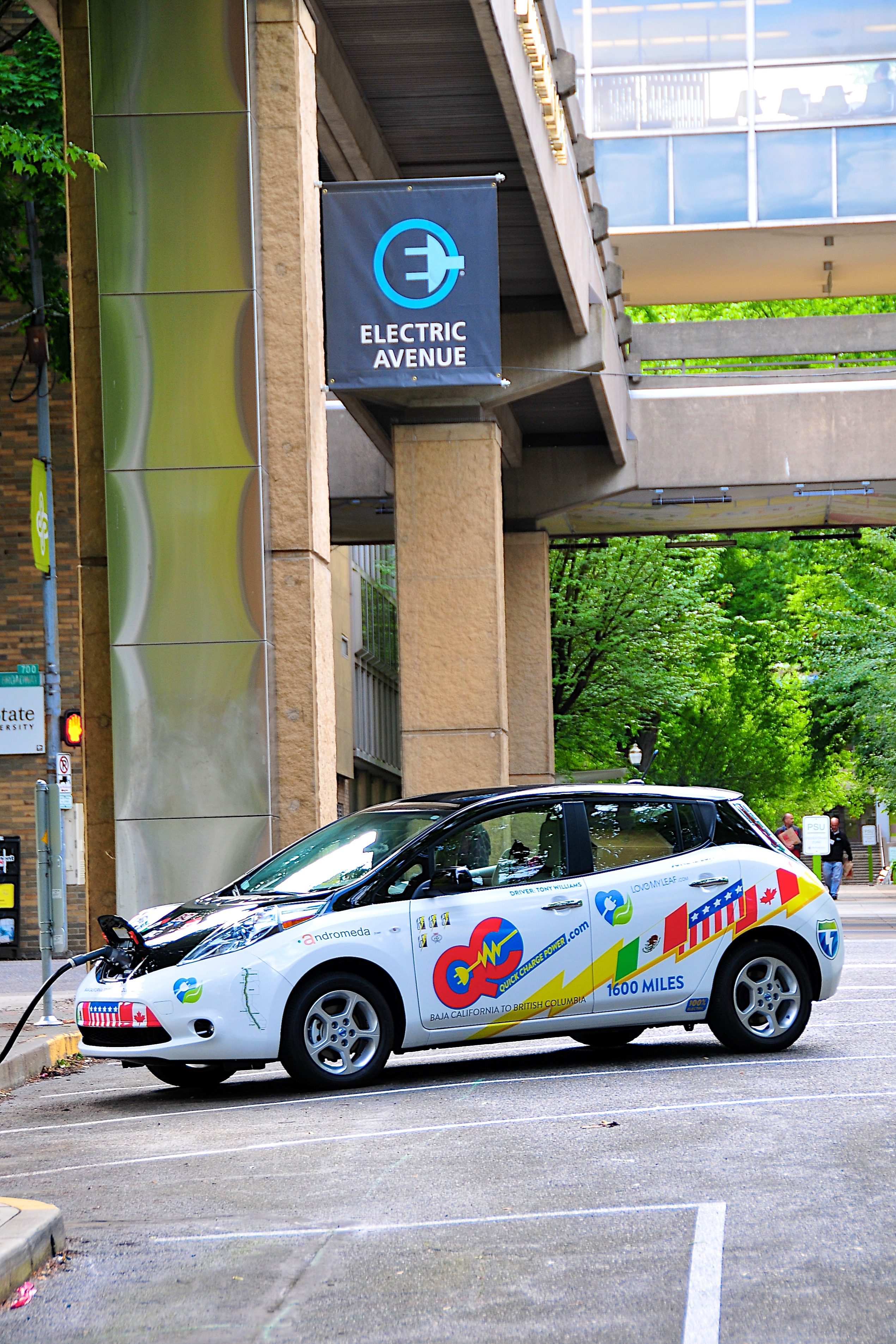
Neue Technologien wie das Elektroauto und neue Konzepte zur Nutzung wie das Carsharing sind Themen bei der Energiewende.

Energiewende ist der deutschsprachige Begriff für den Übergang von einer nicht-nachhaltigen Nutzung fossiler Energieträger und der Kernenergie zu einer nachhaltigen Energieversorgung mittels erneuerbarer Energien. Der Begriff wurde nach dem 1980 erschienenen Buch Energiewende – Wachstum und Wohlstand ohne Erdöl und Uran des Öko-Instituts kulturell rezipiert und teilweise als Lehnwort in andere Sprachen übernommen (beispielsweise „The German Energiewende“ oder „A Energiewende alemã“).
Ziel der Energiewende ist, die von der konventionellen Energiewirtschaft verursachten ökologischen, gesellschaftlichen und gesundheitlichen Probleme zu minimieren und die dabei anfallenden, bisher im Energiemarkt kaum eingepreisten, externen Kosten vollständig zu internalisieren. Angesichts der maßgeblich vom Menschen verursachten Globalen Erwärmung ist heutzutage besonders die Dekarbonisierung der Energiewirtschaft durch Beendigung der Nutzung von fossilen Energieträgern wie Erdöl, Kohle und Erdgas von Bedeutung. Ebenso stellen die Endlichkeit fossiler Energieträger sowie die Gefahren der Kernenergie wichtige Gründe für die Energiewende dar. Die Lösung des globalen Energieproblems gilt als zentrale Herausforderung des 21. Jahrhunderts.
Die Energiewende umfasst die drei Sektoren Strom, Wärme und Verkehr, ferner auch die perspektivische Abkehr von fossilen Rohstoffen etwa zur Herstellung von Kunststoff oder zur Stickstoffdünger-Synthese (Haber-Bosch-Verfahren). Ein mit der Energiewende verbundener Kohle- und Ölausstieg bedeutet auch, dass wesentliche Mengen dieser vorhandenen Energieträger nicht gefördert werden dürfen. Wesentliche Elemente der Wende sind der Ausbau der erneuerbaren Energien, verbunden mit dem Aufbau von Energiespeichern, die Steigerung der Energieeffizienz sowie Energieeinsparung. Zu den erneuerbaren Energien zählen Bioenergie, Erdwärme, Wasserkraft, Meeresenergie, Sonnenenergie (Solarthermie, Photovoltaik) und Windenergie. Konzeptionell kommt nach Ansicht von Experten der Sektorenkopplung eine wichtige Rolle zu, insbesondere der Elektrifizierung des Wärmesektors mittels Wärmepumpen und des Verkehrswesens durch Elektromobilität.
Der Übergang von konventionellen Brennstoffen zu erneuerbaren Energien ist in vielen Staaten der Welt im Gang (Energiewende nach Ländern), wobei Länder wie Frankreich, Finnland, Polen und Südkorea in ihren Versionen der Energiewende zusätzlich auf die Unterstützung durch Kernkraft setzen. Die Internationale Energieagentur (IEA) betonte Anfang 2024 die Rolle, welche die grundlastfähige Kernenergie bei der Verringerung der Abhängigkeit von fossilen Brennstoffen spielen könne.
Die Konzepte für die Energiewende, wie auch die dafür in Frage kommenden Technologien, sind bekannt. Aus technischer Sicht wurde bereits 2011 eine vollständige weltweite Energiewende bis 2030 für realisierbar gehalten. Politische und praktische Probleme lassen jedoch erst eine Umsetzung bis 2050 möglich erscheinen, wobei das Fehlen politischen Willens als größte Hürde erachtet wird. Sowohl auf globaler Ebene als auch für Deutschland kamen Studien zu dem Ergebnis, dass die Energiekosten in einem regenerativen Energiesystem auf gleichem Niveau wie in einem konventionellen fossil-nuklearen Energiesystem lägen oder günstiger sein würden. Weltweit werden hierbei gesamtwirtschaftliche Gewinne durch einen schnellstmöglichen Wechsel zu erneuerbaren Energien selbst ohne Einbeziehung erwartbarer Schäden durch Klimafolgen auf 12 Billionen US-Dollar geschätzt.
Als Pionier der Energiewende gilt Dänemark, das im Jahr 2012 bereits 30 % seines Strombedarfs mittels Windenergie deckte. Bis 2050 strebt Dänemark eine vollständig regenerative Energieversorgung in allen drei Sektoren an. Internationale Aufmerksamkeit und Zustimmung, aber auch Skepsis und Kritik zog die Ankündigung Deutschlands auf sich, sowohl aus fossilen als auch aus nuklearen Energieträgern auszusteigen. Obwohl sie zu Unrecht häufig mit dem zweiten Atomausstieg 2011 verbunden wird, begann die Energiewende in Deutschland bereits in den 1980er Jahren mit dem Ausbau der erneuerbaren Energien und der Suche nach Alternativen zu Kernkraftwerken. Während über die grundsätzliche Notwendigkeit des Ausbaus der erneuerbaren Energien, der Steigerung der Energieeffizienz und der Einsparung von Energie in der Wissenschaft Einigkeit herrscht, sind die konkreten Maßnahmen oft politisch umstritten. Die öffentliche Diskussion reduziert den Begriff der Energiewende häufig auf den Stromsektor, welcher in Deutschland nur rund 20 % des Energieverbrauchs umfasst. Ebenso wird in der politischen und öffentlichen Debatte oft nicht beachtet, dass zum Gelingen der Energiewende neben dem Ausbau von erneuerbaren Energien und der Steigerung der Energieeffizienz auch Verhaltensänderungen im Sinne von Energiesuffizienz erforderlich sind, d. h. Energieeinsparung durch eine Veränderung der Konsumgewohnheiten.

## Geschichte

### Vorgeschichte der Energiewende
Historisch sind bereits lange vor den modernen Bestrebungen dezentrale wie zentralistische Ansätze für eine aus verschiedenen Hintergründen propagierte Abkehr von fossilen Rohstoffen hin zu (aus moderner Sicht) alternativen Energiequellen vorgeschlagen worden. Die Erforschung früherer Transformationen des Energiesystems hat vor dem Hintergrund der Umwälzungen der frühen 2010er-Jahre an Bedeutung gewonnen.

#### Endlichkeit fossiler Energieträger und Grundlagen der Klimawissenschaft
Einzelne Dokumente weisen darauf hin, dass auch schon vor der Industriellen Revolution vereinzelt die Endlichkeit fossiler Rohstoffe bekannt war oder vermutet wurde. Zum Beispiel waren in Großbritannien im 16. Jahrhundert Befürchtungen laut geworden, die Vorräte an Steinkohle könnten bald erschöpft sein. Daher wurden in den Parlamenten Exportverbote für Kohle debattiert und in Schottland 1563 tatsächlich auch beschlossen. Jedoch war noch bis zum 18. Jahrhundert die Auffassung verbreitet, dass die Kohlevorräte unerschöpflich seien. Ab dem späten 18. Jahrhundert kam es erneut zu mehreren, z. T. auch öffentlich geführten Debatten über die Endlichkeit der Kohlevorräte und ihre Reichweite, wobei diese Debatten auch von Großbritannien auf den Kontinent ausstrahlten. Dabei gingen noch die meisten Ökonomen des frühen 19. Jahrhunderts, wie z. B. Adam Smith, nicht von einem permanenten Wirtschaftswachstum aus, sondern von einem auf Dauer durch natürliche Umstände aufgezwungenen stationären Zustand.

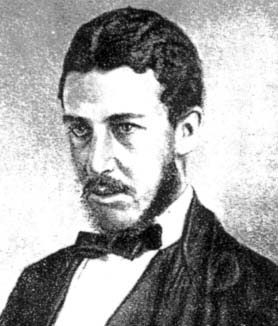
William Stanley Jevons

Bedeutsam wurde schließlich der Beitrag des englischen Ökonomen William Stanley Jevons (1835–1882). Während zuvor angestellte Prognosen über den Kohleverbrauch entweder die zu dieser Zeit aktuellen jährlichen Kohleverbräuche unverändert in der Zukunft fortschrieben oder die absolute Steigerung linear fortsetzten, formulierte Jevons in einer 1865 erschienenen Schrift als Erster, dass der Kohleverbrauch exponentiell steigen würde, wobei er die Wachstumsrate mit 3,5 % jährlich ansetzte. Daraus folgerte er, dass dieses exponentielle Wachstum nach einer bestimmten Anzahl von Jahren zu derart gewaltigen Zahlen führen müsste, dass sich jede endliche Rohstoffquelle nach einer Weile erschöpfen würde, ganz gleich, wie groß die Vorräte tatsächlich wären.
In Deutschland gab es ab dem ausgehenden 19. Jahrhundert ebenfalls eine größere Debatte über einen möglichen Energiemangel, auch wurde über die Ressourcenkapazität der Erde diskutiert. Unter anderem äußerte sich beispielsweise der Physiker Rudolf Clausius in seiner 1885 erschienenen Schrift Ueber die Energievorräthe der Natur und ihre Verwerthung zum Nutzen der Menschheit besorgt über die Endlichkeit insbesondere der Kohlevorräte. Aus diesen Überlegungen heraus drängte er darauf, „eine weise Oekonomie einzuführen“ und mahnte „dasjenige, was wir als Hinterlassenschaft früherer Zeitepochen im Erdboden vorfinden, und was durch nichts wieder ersetzt werden kann, nicht verschwenderisch zu verschleudern“. Je schneller eine Wendung einsetze, desto besser sei es für die Zukunft. Die These von dem verschwenderischen Umgang mit den Kohlevorräten wurde dabei weithin geteilt.
Max Weber sah das Ende der fossilen Energieträger gleichbedeutend mit dem Ende der modernen Wirtschaftsordnung an. Werner Sombart hielt hingegen nach dem Ende der Kohle einen Fortbestand der Zivilisation auf Basis der Solarenergie für wahrscheinlich. 1909 sprach der Chemie-Nobelpreisträger Wilhelm Ostwald über den auf Kohle basierenden Anteil der Energiewirtschaft und forderte, dass die „dauerhafte Wirtschaft ausschließlich auf die regelmäßige Benutzung der jährlichen Strahlungsenergie [der Sonne] begründet werden“ müsse. Die Kohle verhalte sich „wie eine unverhoffte Erbschaft […], welche den Erben veranlaßt, die Grundsätze einer dauerhaften Wirtschaft vorläufig aus den Augen zu setzen, und in den Tag hinein zu leben“. Auch ein sparsamerer Umgang mit der Kohle könne ihre unvermeidbare Erschöpfung nicht verhindern, sondern nur hinauszögern. Oswald Spengler dagegen wies den Untergang der Zivilisation durch einen Mangel an Kohle per se zurück. Grundsätzlich war damit das Problem der Endlichkeit fossiler Energieträger bereits im 19. Jahrhundert bekannt, allerdings führte dieses Wissen noch nicht zu konkreten Verhaltensänderungen.
1912 hielt der italienische Chemiker Giacomo Ciamician ein später auch in Science veröffentlichte Vorlesung, in der er auf die Vorzüge der direkten Solarenergienutzung durch Künstliche Photosynthese gegenüber der Kohleverbrennung hinwies. So könne die Nutzung von Solarenergie in sonnenreichen, aber unterentwickelten Staaten des Südens das schon zur damaligen Zeit existierende Nord-Süd-Gefälle zwischen den reichen Staaten des Nordens und armen Staaten des Südens ausgleichen und letztere wirtschaftlich zum Florieren bringen. Zudem würde die Gesellschaft in einer Zukunft, in der die Kohle ausginge, von diesem Umstand nicht negativ betroffen sein, da die Zivilisation so lange bestehen bleiben könne, solange die Sonne existiere. Seinen Vortrag schloss er mit den Worten, dass es nicht schädlich für den Fortschritt und das menschliche Glück sei, wenn die „schwarze und nervöse Kohlegesellschaft“ durch eine „ruhigere Solarenergiegesellschaft“ abgelöst würde.
Zudem wurde bereits im 19. Jahrhundert die Grundlage der Klimaforschung gelegt. Der Treibhauseffekt von Kohlenstoffdioxid war bereits Mitte des 19. Jahrhunderts durch John Tyndall entdeckt worden. 1896 wies Svante Arrhenius in einer aufsehenerregenden Publikation nicht nur erstmals auf den klimatologisch relevanten Einfluss von Kohlenstoffdioxid in der Erdatmosphäre hin, sondern verstand überdies, dass eine Nutzung fossiler Brennstoffe aufgrund der damit verbundenen globalen Erwärmung nur vorübergehender Natur sein dürfe. Er erkannte die für die Globale Erwärmung relevanten physikalisch-chemischen Grundlagen und gleichzeitig die Notwendigkeit einer Energiewende, obwohl die globalen Emissionen seiner Zeit weniger als ein Zehntel der Emissionen des beginnenden 21. Jahrhunderts betrugen und eine dadurch verursachte Klimaveränderung Jahrhunderte weit weg erschien.

#### Das fossile Zeitalter: Regenerative Energien als Nischentechnologie
Mit der Industrialisierung im Laufe des 19. Jahrhunderts drängte die Kohle die zuvor genutzten regenerativen Energien (hauptsächlich Biomasse in Form von Brennholz und Tierfutter) zunehmend in eine Nischenposition. Dennoch wurden bereits im 19. Jahrhundert – parallel zum Ausbau der Kohlenutzung – von verschiedener Seite Anstrengungen unternommen, solare Energien als Kraftquelle zu nutzen. So reicht z. B. die Geschichte der Solarthermiekraftwerke bis in die zweite Hälfte des 19. Jahrhunderts zurück, als Erfinder wie William Grylls Adams, Augustin Mouchot, Alessandro Battaglia oder John Ericsson verschiedene Anlagen zur Sonnenenergiekonversion wie Solarkocher, solarbetriebene Destillationapparate, Kältemaschinen und Kessel für solarbetriebene Dampfmaschinen bauten. Ein erstes Solarthermiekraftwerk wurde schließlich 1913 in Ägypten errichtet. Mouchot gelang es 1860 ebenfalls einen effizienten Solarofen zu bauen und konstruierte später eine funktionierende Solar-Dampfmaschine, die sich jedoch als zu unhandlich für den praktischen Einsatz erwies. Es dauerte bis 1945, bis von dem indischen Pionier Sri M.K. Ghosh erste kommerzielle Solarkocher gefertigt wurden.
Die Windenergie wurde deutlich schneller zur Stromerzeugung umfunktioniert. Bereits Ende des 19. Jahrhunderts, nur wenige Jahre nach dem Bau des ersten damals noch als „Kraftzentrale“ bezeichneten Kohlekraftwerks, wurden die ersten stromerzeugenden Windmühlen gebaut. Diese knüpften damit sowohl an die dezentrale Tradition der noch zu dieser Zeit weit verbreiteten Windmühlen als auch der Wassermühlen an, die während der Industrialisierung noch weit bis in die Zweite Hälfte des 19. Jahrhunderts hinein und noch vor den teureren Dampfmaschinen die wichtigsten gewerblichen Kraftquellen waren. Tatsächlich wird der Höhepunkt der als mechanische Kraftquellen genutzten Wasserräder und Windmühlen von Historikern in Deutschland erst in die 1880er Jahre datiert. In Nischen, beispielsweise verkehrlich schlecht erschlossenen Regionen, hielten sich diese dezentralen Energiequellen bis in die 1950er Jahre.
Die auf diesen mechanischen Vorgängern aufbauenden stromerzeugenden Windmühlen erfuhren schließlich im frühen 20. Jahrhundert insbesondere in ländlichen Gebieten, die bei der Elektrifizierung den Städten deutlich hinterher hinkten, eine z. T. relativ große Verbreitung. Vorreiter war Dänemark, aber auch in den USA und Deutschland fanden die Anlagen Absatz; bis in die 30er Jahre wurden etwa 3.600 Windmühlen in Deutschland gebaut, die teils als Pumpen und teils der Stromerzeugung dienten. In Dänemark hingegen, wo Poul la Cour bereits seit dem späten 19. Jahrhundert die Windenergienutzung theoretisch wie praktisch entscheidend vorantrieb, lieferten Windkraftanlagen bereits 1918 circa 3 % des Strombedarfs. Hierbei ist zu berücksichtigen, dass die Elektrizitätsversorgung bis deutlich ins 20. Jahrhundert hinein dezentral geprägt war, erst mit den ersten Großkraftwerken im zweiten Drittel des 20. Jahrhunderts verschob sich die Balance in Richtung zentraler Energieversorgung.

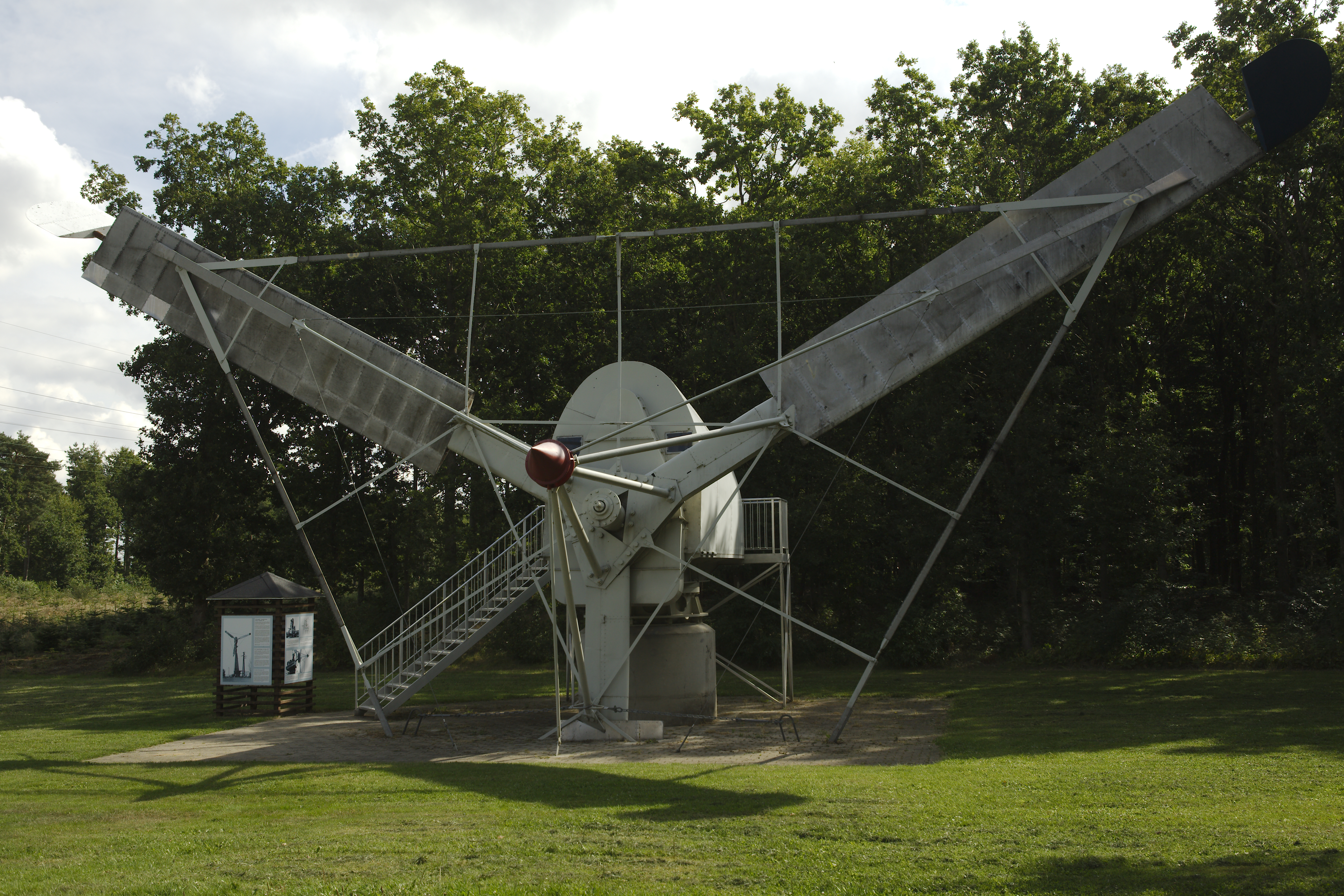
Die 1957 errichtete Windkraftanlage im dänischen Gedser, heute ausgestellt im Außengelände des Energiemuseums Gudenaacentralen in Bjerringbro, gilt als Archetyp der „dänischen Windkraftanlage“, eines Designs, das die Frühzeit der Windenergienutzung ab ca. 1973 entscheidend prägte.

In den 1920er und 30er Jahren wurden schließlich die technischen und physikalischen Grundlagen der modernen Windenergienutzung gelegt. Neben der Masse der dezentralen Kleinanlagen wurden dabei auch Großanlagen mit bis zu 20 MW Leistung angedacht. Von diesen selbst nach heutigen Maßstäben gewaltigen Anlagen wurde durch den Beginn des Zweiten Weltkrieges jedoch keine Prototypen gebaut. Allerdings ging in den USA 1941 mit der Smith-Pullman-Anlage eine Windkraftanlage mit bereits 1,25 MW in Betrieb, die zwar von großen technischen Problemen geplagt war, jedoch vier Jahre lang in Betrieb blieb. Parallel dazu gab es in Deutschland während des NS-Regimes Planungen, die Energieversorgung der sogenannten Wehrbauern u. a. dezentral mit Windenergie zu decken. Das hieran beteiligte Unternehmen Ventimotor, dessen Chefkonstrukteur Ulrich W. Hütter war, der später wichtige Beiträge zur Entwicklung der modernen Windkraftanlagentechnik leistete, installierte jedoch nur sechs Prototypen in Weimar. Zu einer Serienfertigung kam es nicht mehr.
Auch in anderen Staaten wurden Forschung und Windanlagenbau vorangetrieben. In den USA konzentrierte man sich vor der flächendeckenden ländlichen Elektrifizierung auf den Bau von dezentralen Kleinanlagen, die zum Aufladen von Akkumulatoren dienten. Infolgedessen wurden ab 1920 und bis 1960 Zehntausende Kleinwindräder mit einer Leistung von 1,8–3 kW installiert. Nach der Elektrifizierung ging die Tendenz Richtung netzgekoppelter Großanlage. 1941 ging in Vermont eine Anlage mit 1,25 MW und einem Rotordurchmesser von 53,4 Metern in Betrieb, eine Serienfertigung dieser sowie noch größerer Nachfolgeanlagen unterblieb jedoch.

### Weltweite Entwicklung

#### Wahrnehmung der Umwelt- und Energiekrise ab den 1970er Jahren

Aufruf zum Energiesparen an einem Interstate Highway im US-Bundesstaat Oregon während der Ölkrise 1973

Die Debatte um die weltweit auftretenden ökologischen, ökonomischen und sozialen Probleme, die durch die Industrialisierung, Globalisierung und das Energiesystem ausgelöst wurden, wird in Wissenschaft und Gesellschaft seit den 1970er Jahren geführt; in Deutschland begann sie 1973 während der ersten Ölkrise. Zuvor, in den 1950er und 1960er Jahren, war Energiepolitik vor allem unter dem Gesichtspunkt der Wirtschaftlichkeit gesehen worden. Nach dem Zweiten Weltkrieg war es in Europa zu einem relativen Sinken der Energiepreise gekommen, die zu einem historisch beispiellosen Anstieg des Energieverbrauches führte. Zwischen 1950 und 1973 nahm der Energieverbrauch jährlich um 4,5 % zu, wobei insbesondere dem Erdöl die entscheidende Rolle zukam, das in dieser Periode wichtigster Energieträger wurde. Zwischen 1948 und 1972 stieg der Verbrauch von Erdöl in Westeuropa um Faktor 15 an. Gleichzeitig wurde der Energieverbrauch als zentraler Indikator für wirtschaftlichen Wohlstand wahrgenommen, was bis hin zu großen Ängsten vor wirtschaftlichem Verfall führte, da der Energieverbrauch in Westeuropa nicht so schnell wuchs wie in Osteuropa. Bis zur ersten Ölkrise war die Energiepolitik der Industriestaaten durch das von Leon N. Lindberg beschriebene Energiesyndrom geprägt; das zu einem Systemversagen im Energiesektor führte. Kennzeichnende Elemente des Energiesyndroms waren:
- die Notwendigkeit einer stetig steigenden Energieversorgung
- die Abwesenheit einer umfassenden staatlichen Energiepolitik bei parallel existierender Dominanz der Energieproduzenten
- die Blockade von Alternativen durch Bürokratismus und Industrialismus

#### Beginn der modernen Energieforschung
Dieses Syndrom begann sich in den 1970er Jahren aufzulösen. Parallel wurde die Forschung zu Energiefragen intensiviert, wobei sich zunehmend auch Sozialwissenschaftler dem Thema Energie annahmen. Mit Human Ecology, Annual Review of Energy und Energy Policy entstanden international bedeutsame interdisziplinäre Wissenschaftliche Fachzeitschriften, die die Grundlage für die Institutionalisierung der Energieforschung legten, und auch in den Universitäten nahmen sich nun verschiedene Fächer dem Bereich an. In den USA entstand vor dem Hintergrund der Ölkrise unter Präsident Jimmy Carter eine frühe Bewegung, die einen Wandel des Energiesystems und den Ausbau der erneuerbaren Energien zum Ziel hatte. 1976 prägte der US-amerikanische Physiker Amory Lovins den Ausdruck Soft Energy Path und beschrieb darin einen Weg von einem zentralisierten, auf fossilen und nuklearen Brennstoffen beruhenden Energiesystem allmählich durch Energieeffizienz und erneuerbare Energiequellen fortzukommen und dieses schließlich völlig zu ersetzen. Ein Jahr später veröffentlichte er sein heute als bahnbrechend geltendes Buch Soft Energy Paths. Toward a Durable Peace, das zu einer Zeit erschien, als die Energiepolitik vieler Industriestaaten von dem massiven Ausbau der Kernenergie dominiert wurde.
Lovins war jedoch nicht der erste, der ein Szenario für eine vollständige regenerative Energieversorgung entwickelte. Bereits 1975 hatte der dänische Physiker Bent Sørensen in der Zeitschrift Science einen Plan für den Umstieg Dänemarks ausschließlich auf Wind- und Solarenergie vorgeschlagen, der bis zum Jahr 2050 verwirklicht werden könne. Getrieben von der enormen Ölabhängigkeit des dänischen Staates, der 1972 92 % seiner Primärenergie in Form von Erdöl importierte und mit der Ölkrise 1973 durch die Verdreifachung der Erdölpreise schwer getroffen wurde, griff die dänische Politik viele Vorschläge auf: Bereits 1974 wurden die Steuern auf Benzin, Diesel und Heizöl erhöht; 1985, als die Ölpreise fielen, folgte eine weitere Steuererhöhung. 1982 wurde eine Steuer auf Kohle eingeführt, 1992 die Produktion von Kohlenstoffdioxid mit einer Abgabe belegt. Kraft-Wärme-Kopplungs-Anlagen auf Basis von Erdgas und Biomasse (darunter Abfälle und Stroh) wurden gebaut und liefern mittlerweile einen großen Teil des Wärmebedarfs sowie einen Teil des Strombedarfs des Staates. 1981 wurde eine Einspeisevergütung für erneuerbare Energien festgesetzt, infolgedessen Dänemark nach dem Anteil an der Stromversorgung sowie per Kopf zum erfolgreichsten Windenergieland der Welt wurde. Die zunächst zur Diversifizierung der Primärenergiebasis ebenfalls geplanten Kernkraftwerksprojekte wurden nach starken Protesten aufgegeben und schließlich 1985 die Möglichkeit zum Bau von Kernkraftwerken gesetzlich ausgeschlossen.

#### Klimaschutz und Nachhaltigkeit werden politische Ziele

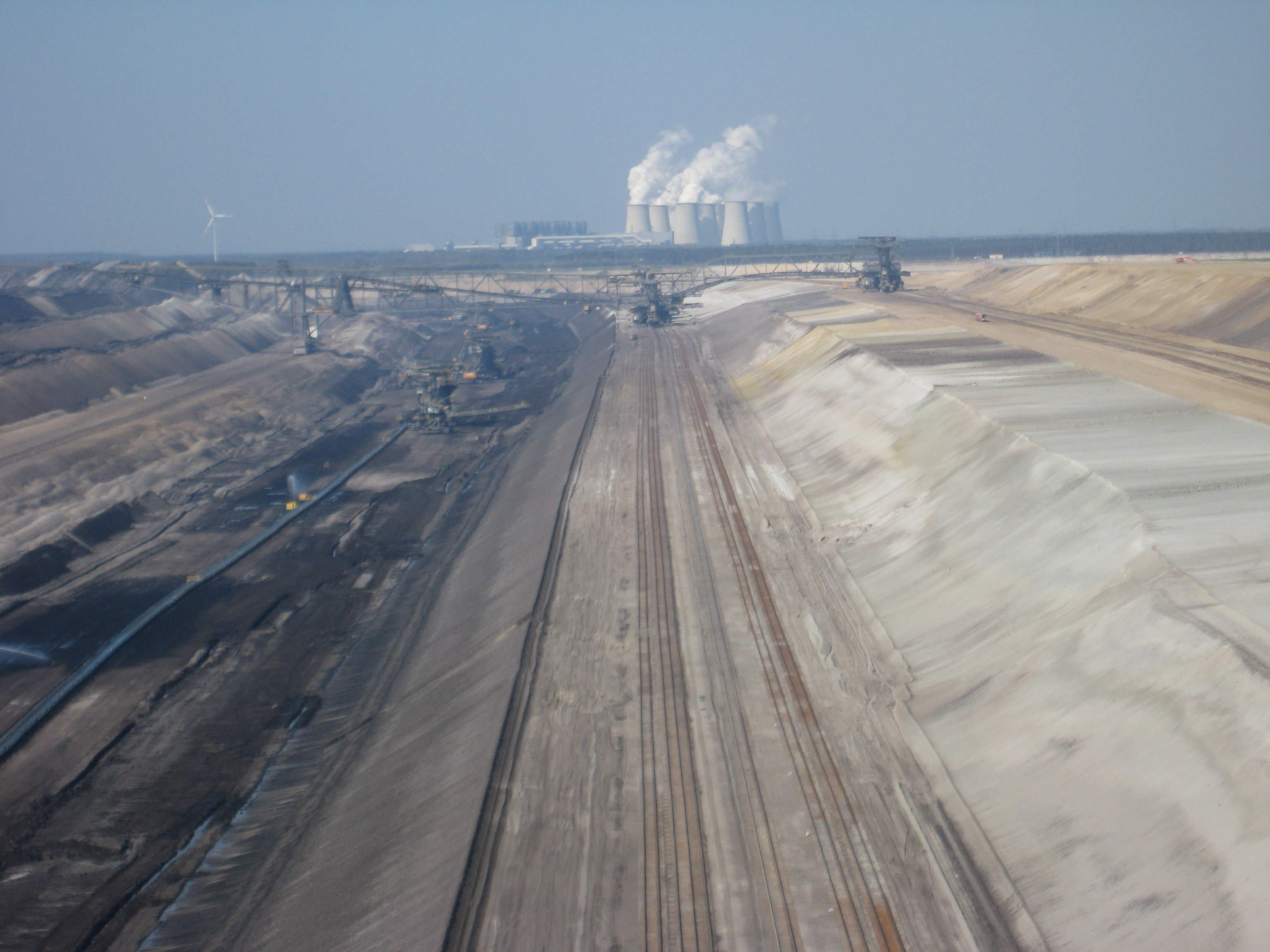
Kein Beispiel für nachhaltige und klimaschonende Energieproduktion: Kraftwerk Jänschwalde mit zugehörigem Tagebau

Anfang der 1990er Jahre wurde zudem der Klimaschutz ein wichtiges Ziel der globalen Politik, nachdem in der Wissenschaft bereits seit den 1970er Jahren die Erwärmung vorausgesagt wurde. 1992 fand in Rio de Janeiro die Konferenz der Vereinten Nationen über Umwelt und Entwicklung (UNCED) statt, bei der sich 154 Staaten in der Klimarahmenkonvention der Vereinten Nationen verpflichteten, eine gefährliche Störung des Klimasystems zu verhindern und die Globale Erwärmung zu verlangsamen sowie ihre Folgen zu mildern. Dieser Konvention traten später weitere Staaten bei. Weitere wichtige Ergebnisse der UNCED waren die Agenda 21, die Rio-Erklärung über Umwelt und Entwicklung, die „Forest Principles“ und die Biodiversitätskonvention. Nicht zuletzt wurde in der Politik das Konzept der Nachhaltigkeit verankert, wenn auch die konkrete Umsetzung in die politische Praxis nur sehr bedingt erfolgte (siehe unten).
1997 wurde das Kyoto-Protokoll verabschiedet, das 2005 in Kraft trat und erstmals völkerrechtlich verbindliche Zielwerte für den Treibhausgasausstoß in den Industriestaaten festlegte. Dieses Protokoll wurde von allen Staaten mit Ausnahme der USA ratifiziert, jedoch gelten die in ihm festgelegten Ziele als nur wenig ambitioniert und unzureichend für effektiven Klimaschutz, zumal Entwicklungs- und Schwellenländern keine Verpflichtungen auferlegt wurden.

#### Energiewende in der Forschung. Von der Nische zum Mainstream
Ebenfalls seit Beginn der 1990er Jahre ist sowohl in relativ als auch absoluten Zahlen ein exponentielles Wachstum der weltweiten wissenschaftlichen Forschung zu nachhaltigen Energiesystemen festzustellen. Lag die Zahl der wissenschaftlichen Publikationen zu erneuerbaren Energien noch 1992 bei rund 500 Arbeiten jährlich, so wurden im Jahr 2011 im Web of Science bereits knapp 9.000 neue (englischsprachige) Publikationen registriert. Das am stärksten bearbeitete Forschungsgebiet war die Solarenergie.
1998 erschien schließlich die erste Studie zu einem weitgehend regenerativen Energiesystem, in der erstmals in zwei Szenarien mit 80 bzw. 95 % erneuerbaren Energien Energieproduktion und Energieverbrauch nicht nur rechnerisch, sondern auch im tatsächlichen Jahresverlauf aufeinander abgestimmt wurden. Nach einer Reihe ähnlicher Arbeiten legte Gregor Czisch 2006 in seiner Dissertation erstmals eine Arbeit vor, die für den Großraum Europa und Nordafrika in stündlicher Auflösung die Machbarkeit einer vollständig erneuerbaren Energieversorgung demonstrierte. Zwischen 2006 und 2009 publizierte Henrik Lund mehrere Arbeiten zu einer weitgehend oder vollständig regenerativen Energieversorgung für Dänemark bis zum Jahr 2036 und analysierte zugleich, wie der Mix aus verschiedenen regenerativen Energien für eine möglichst zweckmäßige Umsetzung dieses Ziel aussehen sollte. Parallel erschienen weltweit weitere Studien mit ähnlichen Zielstellungen und Ergebnissen für verschiedene Staaten und Regionen der Erde.
Ein deutlicher Bewusstseinswandel fand um 2010 statt. In diesem Jahr erschienen neun sehr detaillierte Arbeiten zu einer vollständigen regenerativen Energieversorgung für verschiedene Staaten der Erde, wobei die Machbarkeit einer vollständigen oder nahezu vollständigen Versorgung erstmals nicht nur von Fachwissenschaftlern, sondern ebenfalls von staatlichen Beratergremien wie auch von Beratungsfirmen wie PWC als realistisch eingeschätzt wurde. 2011 folgten zehn weitere ähnlich gelagerte Studien, darunter ein Sonderbericht des IPCC zu erneuerbaren Energien und die Energy Roadmap der EU-Kommission mit einem 97-%-Szenario bis zum Jahr 2050. Ebenfalls 2011 veröffentlichten Jacobson und Delucchi eine zweiteilige Arbeit, in der sie ein Szenario einer vollständig regenerativen Versorgung der gesamten Weltwirtschaft darlegen, während Liu et al ein 100-%-Szenario für die Volksrepublik China untersuchten. 2012 und 2013 nahm die Anzahl der Publikationen zu ähnlichen Szenarien weiter zu, wobei unter anderem die Machbarkeit sehr hoher regenerativer Energien in verschiedenen europäischen Staaten (u. a. Griechenland, Italien, Mazedonien, Großbritannien) sowie Australien, Japan den USA demonstriert wurde.

#### Entwicklung seit den 2010er Jahren

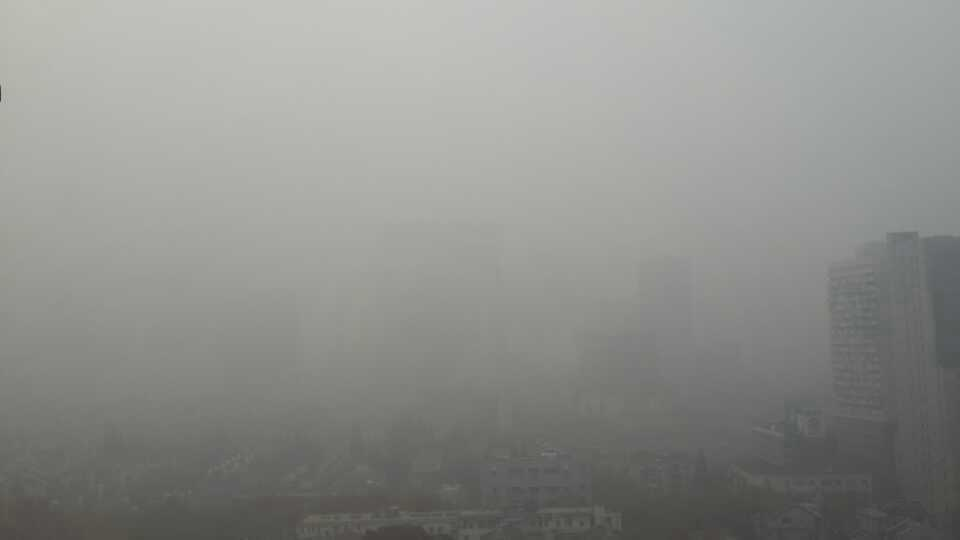
Für Schwellenländer ist die Umweltbelastung aus der Verbrennung fossiler Energieträger ein wichtiger Grund für die Energiewende. Hier massiver Smog in Shanghai

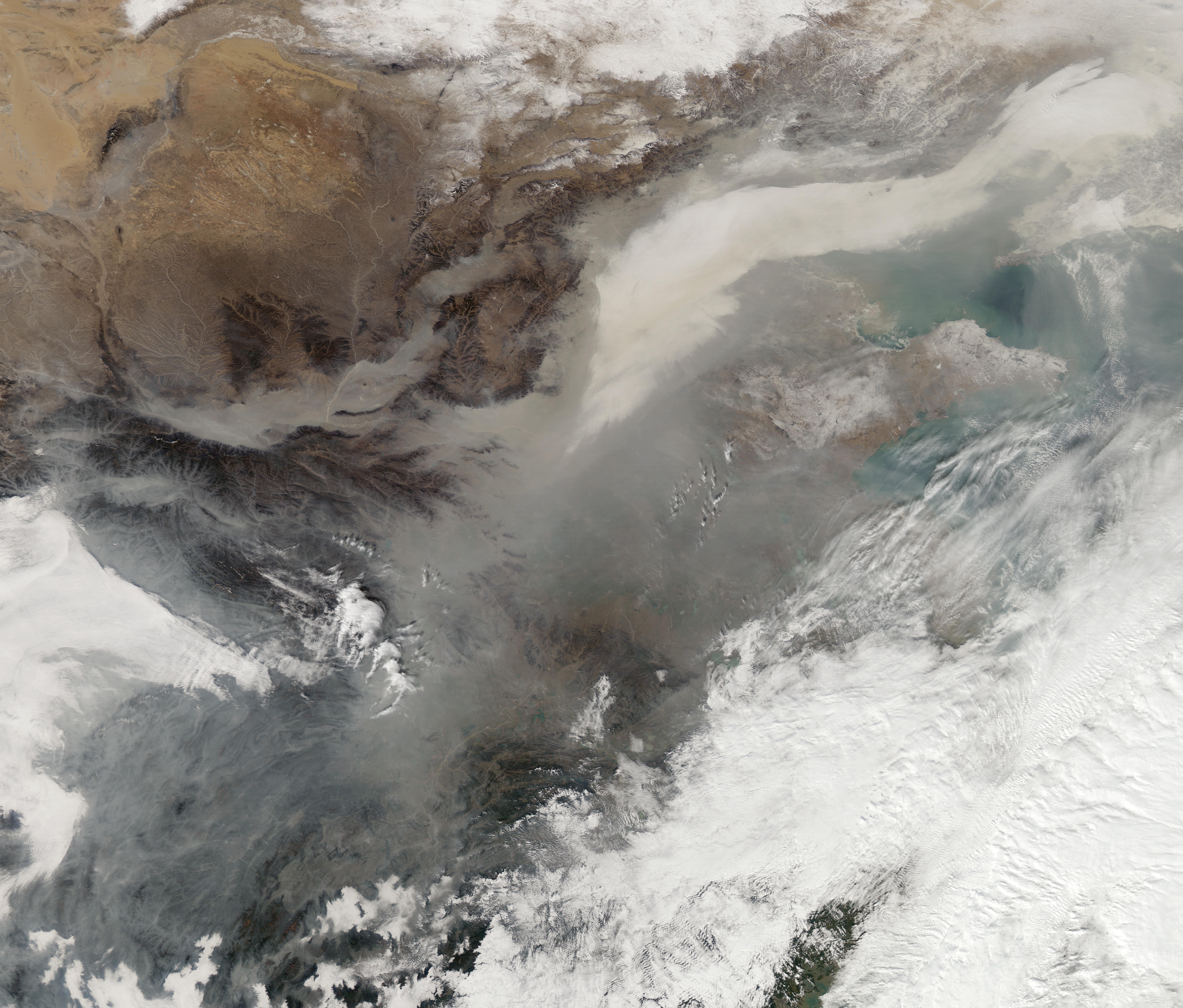
Smog über China. Satellitenbild der NASA vom Januar 2013

Im ersten Drittel der 2010er-Jahre fand in vielen Industriestaaten und Schwellenländern ein massiver Ausbau erneuerbarer Energien statt, wobei die Motivation in den einzelnen Staaten unterschiedlicher Natur war. Während in den Industriestaaten das Hauptaugenmerk auf der Reduktion von Treibhausgasemissionen sowie der Abhängigkeit von Energieimporten aus politisch instabilen Regionen lag, wurden in den Schwellenländern aufgrund des starken Wirtschaftswachstums, das wiederum einen steigenden Strombedarf zur Folge hat, alle Arten der Energiegewinnung ausgebaut.
Die v. a. mit dem Betrieb von Kohlekraftwerken einhergehenden gravierenden Umweltschädigungen haben jedoch in jenen Jahren gerade in China zu einem Umdenken geführt, das sich in schärferen, staatlich verordneten Umweltschutzmaßnahmen und einem Vorantreiben von erneuerbaren Energien und Energieeffizienz äußert. 2013 war China Weltmarktführer in der Herstellung und im Einsatz von Windkraftanlagen, Solarzellen und Smart-Grid-Technologien; zudem ist das Land sowohl der größte Investor in regenerative Energien als auch der weltweit bedeutendste Ökostromproduzent.
Insbesondere nach dem „Verschmutzungsschock“ 2013 und 2014, als teilweise Hunderte Millionen Chinesen unter starkem Smog und Feinstaubbelastung litten und aufgrund dessen die Luftverschmutzung ein großes ökonomisches und soziales Thema in dem Staat war, wurden die Bemühungen intensiviert und eine Reihe von Maßnahmen hin zu einem umweltfreundlicheren Energiesystem eingeleitet. So wurde unter anderem ein Plan verabschiedet, die Feinstaub- und Smogbelastung zu reduzieren; zudem wurde in besonders schwer belasteten Regionen ein Neubauverbot für Kohlekraftwerke erlassen und für 2015 die Einführung der Euro-5-Norm im Verkehrssektor festgelegt, um Fahrzeuge mit besonders hoher Luftverschmutzung von den Straßen zu entfernen. National tritt die Euro-5-Norm 2017 in Kraft. Bis 2030 soll zudem der Anteil der Kohle am gesamten Energieverbrauch von 66,6 % auf unter 50 % fallen, während der Anteil der erneuerbaren Energien von knapp 10 % im Jahr 2012 auf 25 % im Jahr 2030 gesteigert werden soll. Obwohl die Maßnahmen vor allem zur Reduzierung der Umweltverschmutzung beschlossen wurden, hätte das Erreichen dieser Ziele zugleich auch deutlich rückläufigen Treibhausgasausstoß zur Folge.
Daneben spielt für viele Staaten weltweit die Einsparung fossiler Brennstoffe eine zentrale Rolle für den Umstieg auf erneuerbare Energien, da sie so in der Lage sind, Energieimporte zu reduzieren und parallel an Versorgungssicherheit zu gewinnen. Zugleich wird die Gefahr von militärischen Konflikten um Energieressourcen reduziert. Die Abkehr vom „nuklear-fossilen Zeitalter“ wird als Reaktion auf eine „Vielfachkrise“ gesehen, die geprägt ist von der Nuklearkatastrophe von Fukushima (die wieder einmal nach Tschernobyl die Verletzlichkeit der atomaren Energiegewinnung zeigt), dem Klimawandel, Nahrungsmittelkrisen aufgrund der Produktion von Agrotreibstoffen und Spekulationen (siehe Flächenkonkurrenz und Nahrungsmittelpreiskrise 2007–2008) und Luftverschmutzung in großen Metropolen (siehe auch Transnationale Umweltverschmutzung in Ostasien). Diese Vielfachkrise erfordere Umstellungen und Lösungen.
Die Umgestaltung der Energieversorgung wird auf supranationaler Ebene durch viele Institutionen befürwortet und unterstützt. Zur besseren Koordination der unterschiedlichen Wege wurde 2010 die Internationale Organisation für erneuerbare Energien IRENA gegründet. Sie versteht sich als „treibende Kraft“, den großflächigen und verstärkten Einsatz und die nachhaltige Nutzung von erneuerbaren Energien weltweit zu fördern. Im Jahr 2011 gründeten die Vereinten Nationen die Initiative „Sustainable Energy for All“. Im Dezember 2012 erklärte die Vollversammlung der Vereinten Nationen einstimmig die Dekade 2014–2024 zur Dekade für „Nachhaltige Energie für alle“. Im Juli 2014 gab UN-Generalsekretär Ban Ki-moon einen Report mit dem Titel Pathways to Deep Decarbonization heraus, der unter anderem auch Pfade für nachhaltige Entwicklung und Dekarbonisierung von zwölf Industriestaaten enthält.
Auf dem G7-Gipfel auf Schloss Elmau 2015 vereinbarten die G7-Staaten, die weltweiten Treibhausgasemissionen bis 2050 um 70 % zu reduzieren und die Weltwirtschaft bis 2100 vollständig zu dekarbonisieren. Im Anschluss daran meldeten mehrere Staaten verschärfte Klimaziele. Unter anderem verkündete der amerikanische Präsident Barack Obama neue Richtlinien, welche die Treibhausgasemissionen amerikanischer Kraftwerke bis 2030 um 32 % gegenüber dem Basisjahr 2005 senken sollen. Bei der UN-Klimakonferenz in Paris 2015 einigten sich alle knapp 200 UN-Mitgliedsstaaten im Übereinkommen von Paris darauf, die Erderwärmung auf deutlich unter 2 °C zu begrenzen. Angestrebt werden soll ein Anstieg um 1,5 °C gegenüber dem vorindustriellen Wert; 1 °C waren zu diesem Zeitpunkt bereits erreicht. Das Abkommen trat am 4. November 2016 in Kraft.
Nach Einschätzung des Berichts der Vereinten Nationen von 2017 wird das Ziel des Erreichens einer nachhaltigen Energie für alle durch den Bevölkerungszuwachs der Welt gefährdet. Der für 2030 angestrebte, flächendeckende Zugang zu sauberen Kochmöglichkeiten mit Strom droht demnach zu scheitern. Mehr als drei Milliarden Menschen kochten zum Zeitpunkt des UN-Berichtes mit schädlichen Brennstoffen wie Holz oder Dung.
Als Pionier der Energiewende gilt Dänemark, das im Jahr 2012 bereits 30 % seines Strombedarfs mittels Windenergie deckte. Bereits vor dem Ende 2015 geschlossenen Übereinkommen von Paris strebte Dänemark eine vollständig regenerative Energieversorgung in den drei Sektoren Strom, Wärme und Verkehr bis 2050 an. Internationale Aufmerksamkeit und Zustimmung, aber auch Skepsis und Kritik zog die Ankündigung Deutschlands auf sich, sowohl aus fossilen als auch aus nuklearen Energieträgern auszusteigen. Obwohl sie in der Öffentlichkeit oft fälschlicherweise mit dem zweiten Atomausstieg 2011 verbunden wird, begann die Energiewende in Deutschland bereits in den 1980er Jahren mit der Förderung von erneuerbaren Energien und Einstellung neuer Kernkraftwerksprojekte.
Die mit dem Bau von fossilen Kraftwerken einhergehenden gravierenden Umweltschädigungen wie Smog, Wasserverschmutzung und Bodenverseuchung, die Endlichkeit fossiler Energieträger, ihre Verknappung und Verteuerung sowie insbesondere die durch ihre Verbrennung maßgeblich verursachte globale Erwärmung haben jedoch auch in vielen weiteren Ländern zu einem Umdenken in Bezug auf die Energieversorgung geführt. Mittlerweile wurde in vielen Staaten der Erde die Energiewende eingeleitet. Gerade in China, wo es, ausgelöst durch Umweltprobleme, immer wieder zu Protesten der Bevölkerung kam, werden in letzter Zeit starke politische Anstrengungen unternommen, diese negativen Auswirkungen einzudämmen, wobei insbesondere schärfere, staatlich verordnete Umweltschutzmaßnahmen durchgeführt werden und es zu einem massiven Vorantreiben von erneuerbaren Energien und Energieeffizienz kommt. 2013 war China Weltmarktführer in der Herstellung und im Einsatz von Windkraftanlagen, Solarzellen und Smart-Grid-Technologien; zudem ist das Land sowohl der größte Investor in regenerative Energien als auch der weltweit bedeutendste Ökostromproduzent. Daneben spielt für viele Staaten weltweit die Einsparung fossiler Brennstoffe eine zentrale Rolle für den Umstieg auf erneuerbare Energien, da sie so in der Lage sind Energieimporte zu reduzieren und parallel an Versorgungssicherheit zu gewinnen. Zugleich wird die Gefahr von militärischen Konflikten um Energieressourcen reduziert.
Die Umgestaltung der Energieversorgung wird auf supranationaler Ebene durch viele Institutionen unterstützt. Zur besseren Koordination der unterschiedlichen Wege wurde 2010 die Internationale Organisation für erneuerbare Energien (IRENA) gegründet. Sie versteht sich als „treibende Kraft“ den großflächigen und verstärkten Einsatz und die nachhaltige Nutzung von erneuerbaren Energien weltweit zu fördern. Das Generalsekretariat der Vereinten Nationen kündigte an, Fahrpläne für die Dekarbonisierung der globalen Ökonomie vorzulegen. Im Juli 2014 wurde durch UN-Generalsekretär Ban Ki-moon hierzu ein Report mit dem Titel Pathways to Deep Decarbonization herausgegeben, in dem unter anderem auch Pfade für nachhaltige Entwicklung und Dekarbonisierung von 12 Industriestaaten zu finden sind.
Für die Mitgliedstaaten der Europäischen Union ist zu berücksichtigen, dass sie bei der Wahl des nationalen Energiemixes – und damit des nationalen Energiewendepfads – zwar souverän sind, über die Einbindung in grenzüberschreitende Strom- und Gasnetze sowie in Regulierungssysteme wie den Emissionshandel jedoch starke Wechselwirkungen mit der EU-Gesetzgebung und den Energiepolitiken der jeweiligen Nachbarländer bestehen.
Stand 2022 hatten fast alle Staaten der Erde das Übereinkommen von Paris ratifiziert, mit dem der globale Temperaturanstieg auf möglichst 1,5 Grad über dem vorindustriellen Niveau begrenzt werden soll. 2021 lag die Erwärmung gegenüber dem vorindustriellen Niveau bei 1,2 Grad. Alle Vertragsstaaten sollen ihre jeweiligen Klimaschutzbeiträge als Nationally Determined Contributions (NDCs) festlegen und Maßnahmen ergreifen, um diese Ziele zu erreichen. Stand November 2021 schätzte der Climate Action Tracker, dass bei Erfüllung aller aktuellen NDCs die Erwärmung bis 2100 auf 2,1 Grad begrenzt würde. Laut IRENA enthielten im November 2021 144 von 182 NDCs konkrete Zielsetzungen für erneuerbare Energien, in erster Linie für die Stromerzeugung.

#### Messung des Fortschritts
Das World Economic Forum misst mit dem sog. Global Energy Transition Index die Gerechtigkeit, Versorgungssicherheit und ökologische Nachhaltigkeit der Energiewende von 120 Ländern. Deutschland lag darin 2023 auf Platz 11. Auf den ersten Plätzen lagen Schweden, Norwegen, Dänemark und Finnland. Die weltgrößten Emittenten USA und China lagen auf den Plätzen 12 bzw. 17.
Die Nichtregierungsorganisation Germanwatch hat den Klimaschutz-Index (KSI) entwickelt, um die Klimaschutzleistungen der für 90 % der Treibhausgasemissionen verantwortlichen Staaten seit 2005 zu bewerten. Auf den Plätzen 4–8 im Index 2022 liegen Dänemark, Schweden, Norwegen, das Vereinigte Königreich und Marokko. Die ersten drei Plätze werden nicht vergeben, weil nach Bewertung von Germanwatch keiner der Staaten im Index genug tut, um einen gefährlichen Klimawandel zu verhindern.

#### Erneuerbare Energien weltweit
Trotz des weltweiten Ausbaus erneuerbarer Energien erreichten die energiebedingten CO2-Emissionen im Jahr 2021 einen neuen Höchststand. Hintergrund war eine stark steigende Stromnachfrage, die insbesondere durch die Verstromung von Kohle gedeckt wurde.

##### Gesamtenergiebedarf
Am weltweiten Gesamtenergieverbrauch hatten erneuerbare Energien im Jahr 2019 einen Anteil von 11,2 % gegenüber 8,7 % im Jahr 2009. Im gleichen Zeitraum stieg der weltweite Gesamtenergiebedarf um 19 %. Im Jahr 2020 deckten erneuerbare Energien 12,6 % des Gesamtenergiebedarfs von insgesamt 168.469 TWh.
Der Anteil von Wärme und Kühlung am weltweiten Energiebedarf liegt bei 51 %, der Anteil des Transports bei 32 % und der Anteil der Elektrizität bei 17 %.
Aufgeschlüsselt nach Sektoren lag der Anteil erneuerbarer Energien im Jahr 2019 für Wärme bei 11,2 %, für den Transport bei 3,7 % und für Strom bei 28,0 %.

##### Strom
2021 hatten erneuerbare Energien einen Anteil von 28,1 % an der weltweiten Stromerzeugung, davon Wasserkraft 15,2 %, Wind 6,6 %, Solarenergie 3,7 % und Biomasse und andere zusammen 2,7 %. Die weltweit installierte Kapazität zur Erzeugung erneuerbaren Stroms hat sich zwischen 2012 und 2021 mehr als verdoppelt.
2020 wurden mehr als 256 Gigawatt an erneuerbarer Kapazität zur Stromerzeugung zugebaut. 2021 wurden 314,5 GW zugebaut, davon 175 GW Solar PV und 102 GW Wind. 2022 lag der Zubau nach Zahlen der IRENA bei 295 GW, davon 192 GW Solarenergie und 75 GW Wind. 85 Prozent der neuen Solarkapazitäten wurden in Europa und China installiert. 2023 könnte das erste Jahr sein, indem ohne Sondereffekte wie Rezessionen und Pandemien der Zubau an erneuerbaren Energien das Wachstum der Stromnachfrage übersteigt. Die Internationale Energieagentur (IEA) rechnet mit einem Zubau von mehr als 440 GW, davon 65 Prozent Solarenergie. Die IRENA hält einen jährlichen Ausbau von 1 TW für erforderlich, um das 1,5-Grad-Ziel erreichen zu können.

##### Verkehr
Verkehr ist der Sektor dessen Energieverbrauch am schnellsten zunimmt. Der Energieverbrauch des Sektors verteilte sich dabei 2021 zu 78 % auf Straßentransport, zu 11 % auf den Schiffsverkehr, zu 8 % auf den Flugverkehr und zu 3 % auf den Bahnverkehr. Der Transportsektor hatte Stand 2020 mit 4,1 % zugleich den niedrigsten Anteil erneuerbarer Energien am Gesamtenergieverbrauch und war für ca. 20 % der weltweiten Treibhausgasemissionen verantwortlich.
Den größten Anteil erneuerbarer Energien im Transportbereich hatten 2021 Biokraftstoffe (3,3 %). In Elektrofahrzeugen verbrauchte Elektrizität aus erneuerbaren Quellen hatte einen Anteil von 0,4 %, eine Verdopplung seit 2009. Der Verkauf von Elektrofahrzeugen hat sich seitdem verdreifacht, dennoch machten Elektrofahrzeuge 2021 erst rund 1 % der weltweiten Fahrzeugflotte aus.

### Deutschland

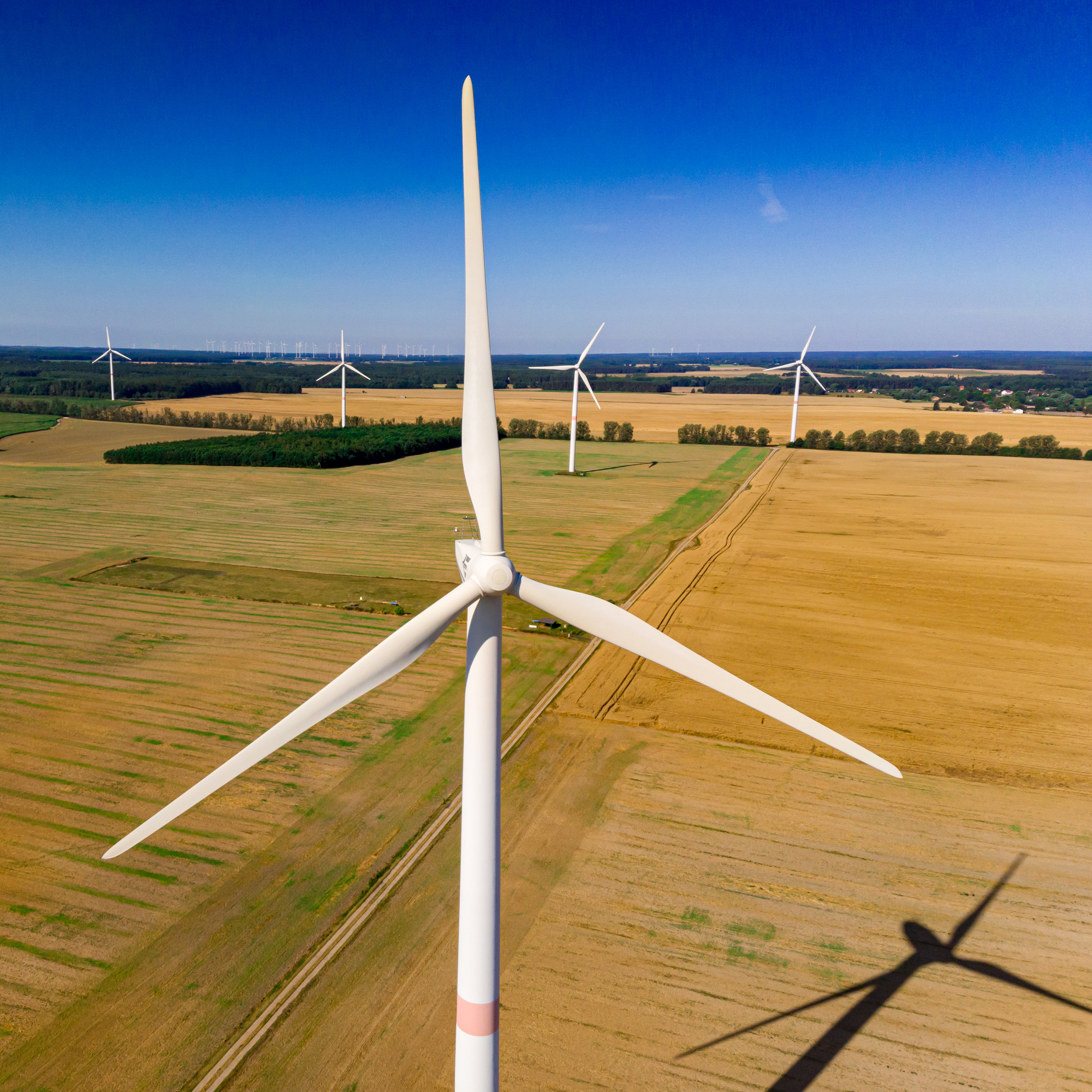
Windkraftanlagen in Brandenburg, Deutschland

Ziel der Energiewende in Deutschland ist es, bis 2050 weitgehend treibhausgasneutral zu werden. Hierfür hat sich die Bundesregierung im Jahr 2010 zum Ziel gesetzt, die Treibhausgasemissionen in Deutschland bis zum Jahr 2020 um 40 Prozent, bis 2030 um 55 Prozent, bis 2040 um 70 Prozent und bis 2050 um 80 bis 95 Prozent zu reduzieren (jeweils bezogen auf das Basisjahr 1990). Erreicht werden soll dies durch den Ausbau erneuerbarer Energien und die Reduzierung des Primärenergieverbrauchs. Im Rahmen des Atomausstiegs sollten 2022 die letzten Kernkraftwerke in Deutschland abgeschaltet werden, was letztlich im April 2023 geschah.

#### Frühphase

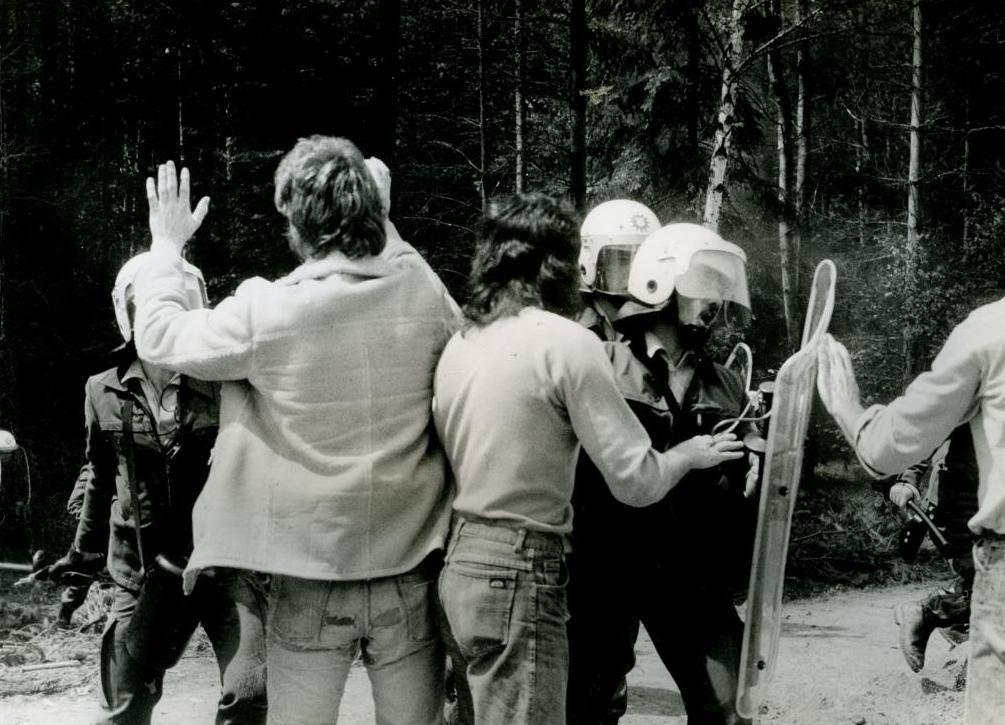
Proteste gegen die Wiederaufbereitungsanlage Wackersdorf

Die Ursprünge der deutschen Energiewende liegen sowohl in der Umwelt- und Anti-Atomkraft-Bewegung der 1970er Jahre. Die Wirkung von Lovins' „Soft Energy Path“ blieb nicht auf die englischsprachige Welt beschränkt. Unter dem Titel „Sanfte Energie“ kam 1979 eine deutsche Übersetzung in den Buchhandel, die starke Rezeption in der Anti-Atomkraft-Bewegung fand, die bereits seit Mitte der 1970er Jahre zu einer wichtigen politischen Gruppe angewachsen war. Daraufhin erschien 1980 eine vom Öko-Institut 1980 erarbeitete wissenschaftliche Prognose der Autoren Florentin Krause, Hartmut Bossel und Karl-Friedrich Müller-Reissmann zur vollständigen Abkehr von Kernenergie und Energie aus Erdöl. Sie griff Lovins' theoretische Überlegungen auf und übertrug sie auf deutsche Verhältnisse. Diese Arbeit trug den Titel Energie-Wende. Wachstum und Wohlstand ohne Erdöl und Uran, womit zum ersten Mal der Begriff Energiewende verwendet wurde. In den 1980er Jahren wurde der Begriff dann von verschiedenen gesellschaftlichen Strömungen aufgegriffen und propagiert, so z. B. von den bundesdeutschen Grünen, linken Sozialdemokraten und der alternativen Presse.
Auch in der Politik zeichnete sich ein Wandel ab. Mit dem Einzug der Grünen in den Bundestag im Jahr 1983 forderte erstmals eine Partei den sofortigen Atomausstieg. Nach der Nuklearkatastrophe von Tschernobyl schlossen sich die SPD, die zuvor pro Kernenergie eingestellt war, wie auch die Gewerkschaften der Forderung nach einem Atomausstieg an, wobei die SPD sich im Gegensatz zu den Grünen auf einen Atomausstieg nach 10 Jahren festlegte. Von Gegnern der Kernenergie wurde nicht nur ein Atomausstieg, sondern eine grundsätzlich neue Energiepolitik gefordert. Während es von einigen SPD-regierten Ländern eine Reihe von Versuchen gab, Kernkraftwerke stillzulegen, behielt die konservativ-liberale Bundesregierung jedoch ihren kernenergiefreundlichen Kurs bei. Allerdings wurden bereits Ende der 1980er Jahre erste Fördermaßnahmen für erneuerbare Energien eingeführt. Ein sehr wichtiger Schritt für die Energiewende war 1990 der Beschluss des Stromeinspeisungsgesetzes, das von den beiden Politikern Matthias Engelsberger (CSU) und Wolfgang Daniels (Grüne) in den Bundestag eingebracht wurde und mit breiter Mehrheit (CDU/CSU, SPD, Grüne gegen FDP) angenommen wurde.

#### Beschleunigung unter Rot-Grün
Eine deutliche beschleunigte Dynamik erfuhr die deutsche Energiewende während der rot-grünen Bundesregierung (1998–2005, Kabinett Schröder I und Kabinett Schröder II). Im Koalitionsvertrag wurden mit der Einführung der Ökosteuer auf Energieverbräuche, dem 100.000-Dächer-Programm und in dessen Folge die Einführung des Erneuerbare-Energien-Gesetzes (EEG), sowie dem gesetzlich vereinbarten Atomausstieg eine Reihe von Kernelementen der Energiewende zunächst vereinbart und schließlich bis zum Jahr 2001 auch in geltendes Recht umgesetzt. Damit einher ging eine starke Veränderung des Strommixes. Der Anteil erneuerbarer Energien stieg von 29 TWh im Jahr 1999 auf 161 TWh im Jahr 2014, während die Stromerzeugung in Kernkraftwerken von 170 im Jahr 2000 auf 97 TWh sank und die Kohlestromerzeugung von 291 auf 265 TWh zurückging. Zudem fand mit dieser Koalition eine Änderung der Wahrnehmung regenerativer Quellen statt. Während die erneuerbaren Energien unter der zuvor regierenden schwarz-gelben Koalition als Ergänzung zum bestehenden Kraftwerkspark betrachtet wurden, wurden sie von großen Teilen der rot-grünen Koalition als Alternative zum status quo betrachtet, die die fossil-nukleare Energieerzeugung im Laufe des 21. Jahrhunderts ersetzen sollten.

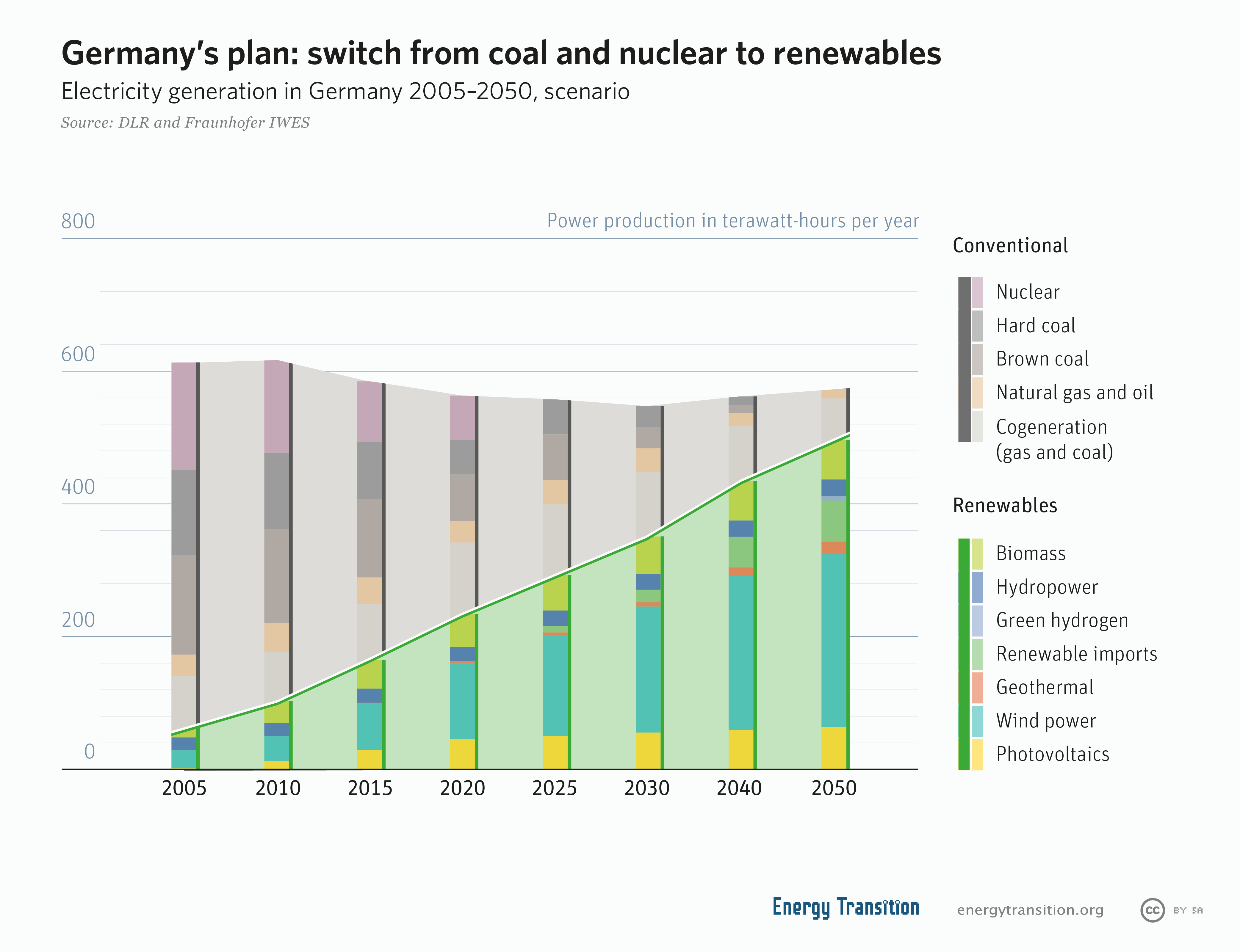
Energiewende-Szenario aus dem Jahr 2012

Der aktuelle Begriff der Energiewende als Übergang von den fossil-nuklearen Energieträgern hin zu nachhaltiger Energiegewinnung mittels erneuerbarer Energien geht sehr wahrscheinlich auf das Jahr 2002 zurück: Am 16. Februar 2002 fand in Berlin die Fachtagung Energiewende – Atomausstieg und Klimaschutz statt, veranstaltet vom deutschen Bundesumweltministerium. Noch zu dieser Zeit wurde die Energiewende von konservativer und liberaler Seite nicht als erstrebenswertes Ziel angesehen, jedoch bröckelte in den 2000er Jahren auch in den bürgerlichen Parteien der grundsätzliche Widerstand gegen die Energiewende, wenn auch 2010 die Umsetzung durch die vom Kabinett Merkel II beschlossene Laufzeitverlängerung deutscher Kernkraftwerke zunächst einmal in die Zukunft verschoben wurde.

#### Laufzeitverlängerung und Zweiter Atomausstieg
Mit der Nuklearkatastrophe von Fukushima wurde dies revidiert: Am 30. Juni 2011 beschloss der Bundestag in namentlicher Abstimmung mit den Stimmen von CDU/CSU, SPD, FDP und Grünen das „13. Gesetz zur Änderung des Atomgesetzes“, das die Beendigung der Kernenergienutzung regelt. Insbesondere erlosch die Betriebsgenehmigung für acht Kernkraftwerksblöcke in Deutschland; die Laufzeit der übrigen neun Blöcke ist zeitlich gestaffelt: die Abschaltung der letzten Kernkraftwerke war für 2022 vorgesehen und ist am 15. April 2023 erfolgt. Damit kehrte Deutschland de facto zum Status quo zurück, der im Jahr 2000 unter Rot-Grün vereinbart worden war. Gegenüber dem rot-grünen Atomausstieg kam es zu einem Mehr an 8 Reaktorbetriebsjahren, auch das Jahr des endgültigen Atomausstiegs blieb mit 2022 gleich. Aufgrund der Energiekrise wurde die Abschaltung der letzten 3 Meiler auf den 15. April 2023 verzögert.

## Ziele der Energiewende

### Realisierung einer nachhaltigen Energieversorgung

Verschiedene Modelle des Nachhaltigkeitskonzeptes: Links das Drei-Säulen-Modell, das Ökologie, Ökonomie und Soziales gleich gewichtet, rechts das Vorrangmodell, das die Abhängigkeit der Sozialen Nachhaltigkeit und der Ökonomischen Nachhaltigkeit von der ökologischen Nachhaltigkeit postuliert.

Kernziel der Energiewende ist die Realisierung einer nachhaltigen Energieversorgung in den drei Sektoren Strom, Wärme und Verkehr. Nach Alfred Voß wird unter nachhaltiger Entwicklung eine Lebensweise verstanden, die es ermöglicht, „die Bedürfnisse der gegenwärtig lebenden Menschen zu befriedigen, ohne ähnliche Bedürfnisse in Zukunft lebender Menschen zu beeinträchtigen. […] Die Erhaltung der natürlichen Lebensgrundlagen, oder anders ausgedrückt, die Nichtüberschreitung der Regenerations- und Assimilationsfähigkeit der natürlichen Stoffkreisläufe ist somit eine wesentliche Bedingung für nachhaltige Entwicklung.“ Die Definition des Begriffes Nachhaltigkeit geht hierbei auf die Brundtland-Kommission zurück, die diese Definition 1987 prägte und zur Lösung der dringlich gewordenen Umweltprobleme ein Wirtschaftswachstum forderte, bei dem „soziale und ökologische Aspekte räumlich und zeitlich in die ökonomische Betrachtung integriert“ werden müssen.
Einer allgemein anerkannten Definition gemäß soll Energie in einem nachhaltigen Energiesystem „ausreichend und – nach menschlichen Maßstäben – langandauernd so bereitgestellt werden, daß möglichst alle Menschen jetzt und in Zukunft die Chance für ein menschenwürdiges Leben haben, und in die Wandlungsprozesse nicht rückführbare Stoffe sollten so deponiert werden, daß die Lebensgrundlagen der Menschheit jetzt und zukünftig nicht zerstört werden.“ Mit der Implementierung des Nachhaltigkeitsgedankens soll somit eine Verbesserung im Nachhaltigkeits-Dreieck Ökonomie – Gesellschaft – Ökologie hergestellt und zugleich eine globale und generationenübergreifende Solidarität erreicht werden. Umstritten ist im akademischen Nachhaltigkeitsdiskurs jedoch, inwiefern das Nachhaltigkeitsdreieck mit gleich gewichteten Sektoren eine zweckmäßige Prämisse ist, oder nicht die ökologische Nachhaltigkeit eine Vorrangstellung genießen solle. Kritikpunkte an der Gleichgewichtung sind insbesondere die sich hierdurch ergebende schwere Optimierbarkeit des Gesamtsystems durch Zielkonflikte zwischen den drei Einzelaspekten und die Gleichgewichtung selbst, da der Erhalt der Lebensgrundlagen durch ökologische Nachhaltigkeit Grundvoraussetzung für soziale und wirtschaftliche Nachhaltigkeit sei und somit priorisiert werden müsse.
Nach Eichelbrönner und Henssen sind zukünftige Energiesysteme durch neun verschiedene Anforderungen gekennzeichnet. Hierbei gilt zu berücksichtigen, dass die Reihenfolge keine Wertung beinhaltet und auch keine dieser Anforderungen als Ausschlusskriterium verstanden werden soll. Basisanforderungen zukünftiger Energiesysteme sind demnach:
- Bereitstellung einer ausreichenden Energiemenge
- Bedarfsgerechte Nutzungsqualität und Flexibilität
- Energiesicherheit
- Ressourcenschonung
- Inhärente Risikoarmut und Fehlertoleranz
- Umweltverträglichkeit
- Internationale Verträglichkeit
- Soziale Verträglichkeit
- Niedrige Kosten

Der positive Zusatznutzen, der durch die Energiewende entsteht, hat in den vergangenen Jahren zunehmend Einzug in politische und wissenschaftliche Diskurse gefunden. Der Weltklimarat IPCC definiert z. B. sogenannte Co-benefits als die positiven Zusatznutzen, die sich durch die Reduktion von Treibhausgasen ergeben.

### Atomausstieg und Klimaschutz

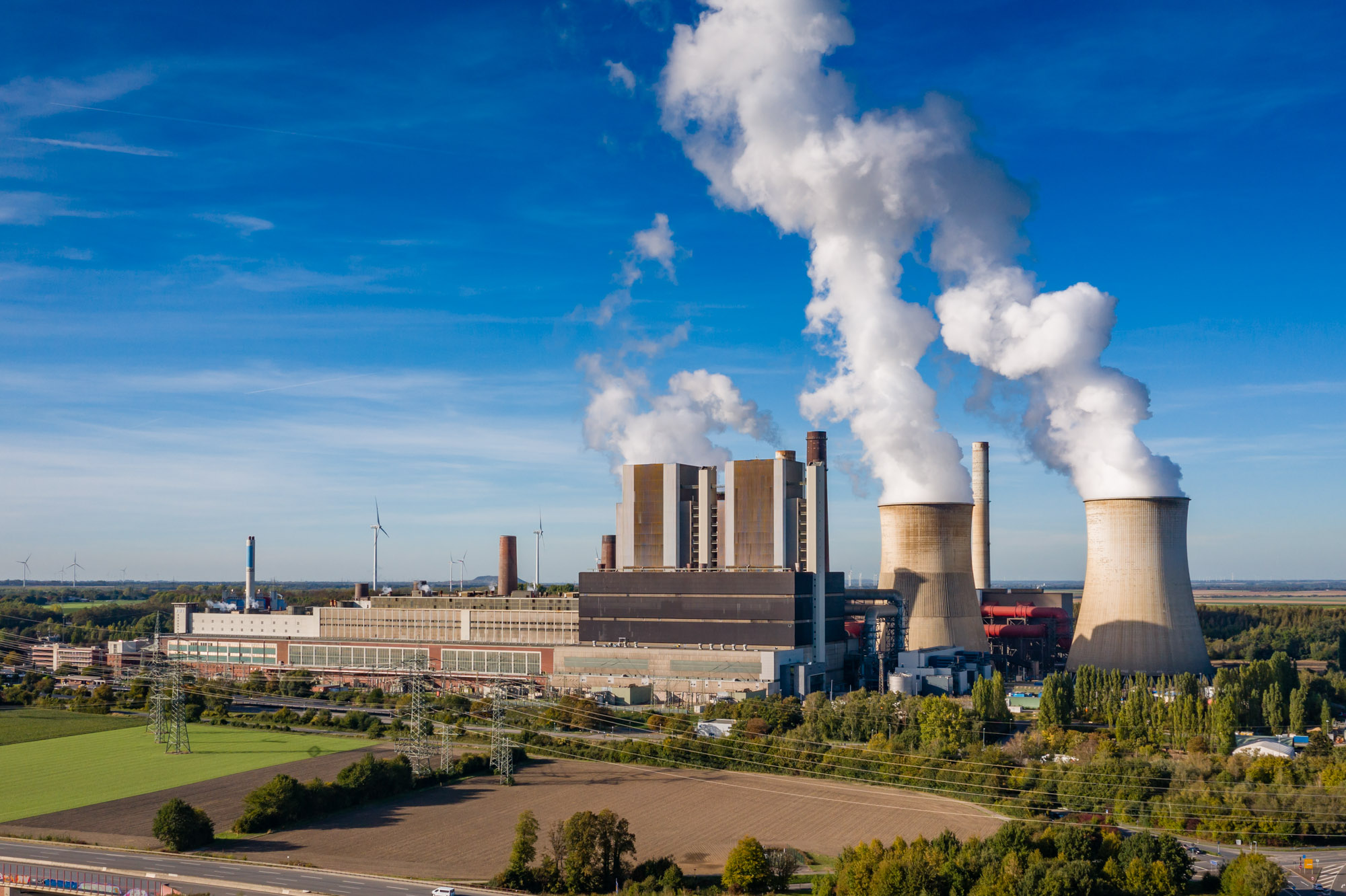
Braunkohlekraftwerk

Stand 2015 wurde das Ziel der Energiewende auf die Vollendung des Atomausstiegs sowie den Klimaschutz reduziert; zum Teil wurden alle drei Begriffe sogar ähnlich oder synonym gebraucht. Auch wenn sowohl Atomausstieg als auch Klimaschutz wichtige Teilziele der Energiewende darstellen, ist die Reduzierung der Energiewende auf diese Aspekte eine irreführende Verkürzung. So ist z. B. ein Ausstieg aus der Kernenergienutzung durch Ersatz mittels fossiler Energieträger vergleichsweise einfach möglich, ohne dass dafür ein weiterer Systemumbau nötig wäre. Klimaschutz wäre prinzipiell auch durch Ersatz fossiler Kraftwerke durch Kernkraftwerke und mit Abstrichen auch durch fossile Kraftwerke mit Kohlendioxidabscheidung (CCS) möglich. Dieser Weg wäre jedoch nicht langfristig gangbar und zudem mit großen Risiken behaftet, weswegen weder die Kernenergie noch die CCS-Technik als nachhaltige Lösungsstrategien der gegenwärtigen Energie- und Umweltkrise gelten. Zwar könnte mit einem Umstieg auf Kernkraftwerke und fossile Kraftwerke mit CCS-Technik ein Teil der Umweltprobleme dieses Energiesystems vermieden werden, jedoch bliebe das grundlegende Problem endlicher fossiler und nuklearer Energieträger ungelöst.

Diese Abbildung zeigt die Raten, mit denen die weltweiten CO_{2}-Emissionen nach 2024 sinken müssen, um den globalen Temperaturanstieg auf 1,5, 1,7 oder 2,0 Grad Celsius zu begrenzen, ohne auf Netto-Negativemissionen angewiesen zu sein.

Da ein annähernd linearer Zusammenhang zwischen der kumulierten Gesamtmenge an emittierten Treibhausgasen und der dadurch verursachen Temperaturerhöhung besteht, muss für einen wirksamen Klimaschutz die kumulierte Menge an ausgestoßenen Treibhausgasen limitiert (d. h. gedeckelt) werden. Deshalb darf nur noch ein Teil der aktuell bekannten fossilen Energieträger genutzt werden. Im Zeitraum 2011 bis 2050 dürfen daher nach Daten des IPCC maximal zwischen 870 und 1.240 Gigatonnen (Mrd. Tonnen) Kohlenstoffdioxid freigesetzt werden, wenn das Zwei-Grad-Ziel mit einer Wahrscheinlichkeit von mehr als 50 % erreicht werden soll. Umgerechnet auf die Reserven bedeutet dies, dass im globalen Kontext etwa ein Drittel der Ölreserven, die Hälfte der Erdgasreserven und mehr als 80 % der Kohlereserven nicht verbrannt werden dürfen. Durch das Missverhältnis aus bekannten Reserven fossiler Energie und Kohlenstoff, der noch verbrannt werden darf, ergibt sich die Gefahr des Platzens der sog. Kohlenstoffblase, was einen großen Wertverlust für Energiekonzerne im Geschäftsfeld fossile Energien darstellen würde. Zugleich könnte sich die Exploration neuer Lagerstätten, die nicht mehr ausgebeutet werden können, langfristig als schwere Fehlinvestition erweisen. Der Wert an fossilen Energiereserven wird auf ca. 27 Billionen US-Dollar geschätzt. Eine Politik des Weiter-so (Business-as-usual) würde hingegen dazu führen, dass das Kohlenstoffbudget für das Zwei-Grad-Ziel nach 20 bis 30 Jahren, d. h. zwischen 2035 und 2045, aufgebraucht sein würde.
Um das im Übereinkommen von Paris international vereinbarte Zwei-Grad-Ziel mit hoher Wahrscheinlichkeit zu erreichen, müssen die globalen Kohlendioxidemissionen von ca. 40 Mrd. Tonnen jährlich jedes Jahrzehnt halbiert werden. Hierfür ist unter anderem bis 2050 eine Verdopplung der erneuerbaren Energieerzeugung alle 5–7 Jahre notwendig. Hingegen muss die Kohleverbrennung zwischen 2030 und 2035 und die Ölverbrennung zwischen 2040 und 2045 gänzlich eingestellt werden und auch der Erdgaseinsatz auch bei Vorhandensein von Techniken zur CO2-Abscheidung und -Speicherung bis 2050 stark reduziert werden. Insgesamt muss die gesamte Energiebasis der Menschheit vollständig dekarbonisiert werden. Um dies zu erreichen, bleibt der Menschheit nur ein Fenster von wenigen Jahren bis Jahrzehnten, in denen es darum geht, schwerwiegende bis katastrophale Auswirkungen des Klimawandels zu minimieren, die tausende bis zehntausende von Jahren Bestand haben können.
Carl-Jochen Winter nennt für die Transformation zu einem nachhaltigen Energiesystem folgende notwendige ökologische Kriterien:
- die Vermeidung einer nuklearen oder klimatischen Katastrophe
- den Weg weg von der Nutzung von Energierohstoffen und hin zu den Wandlungstechniken
- die Optimierung des Stoffwandlungssystems der Menschheit hin zu minimalem Stoffverbrauch und geschlossenen Stoffkreisläufen
- die Nutzung solarer Energieformen

### Soziale und ethische Ziele
Abgesehen von technischen und ökologischen Kriterien müssen nachhaltige Energiesysteme wie oben ausgeführt auch soziale und ethische Kriterien erfüllen. Hierzu zählt z. B. eine Lösung für eine fehlende Verteilungsgerechtigkeit bei der fossilen Energienutzung zu finden, sowohl was die Verteilungsgerechtigkeit z. B. zwischen den Bewohnern von reichen Industriestaaten und armen Entwicklungsstaaten, als auch die generationenübergreifende Verteilungsgerechtigkeit angeht.

#### Verbesserung der öffentlichen Gesundheit

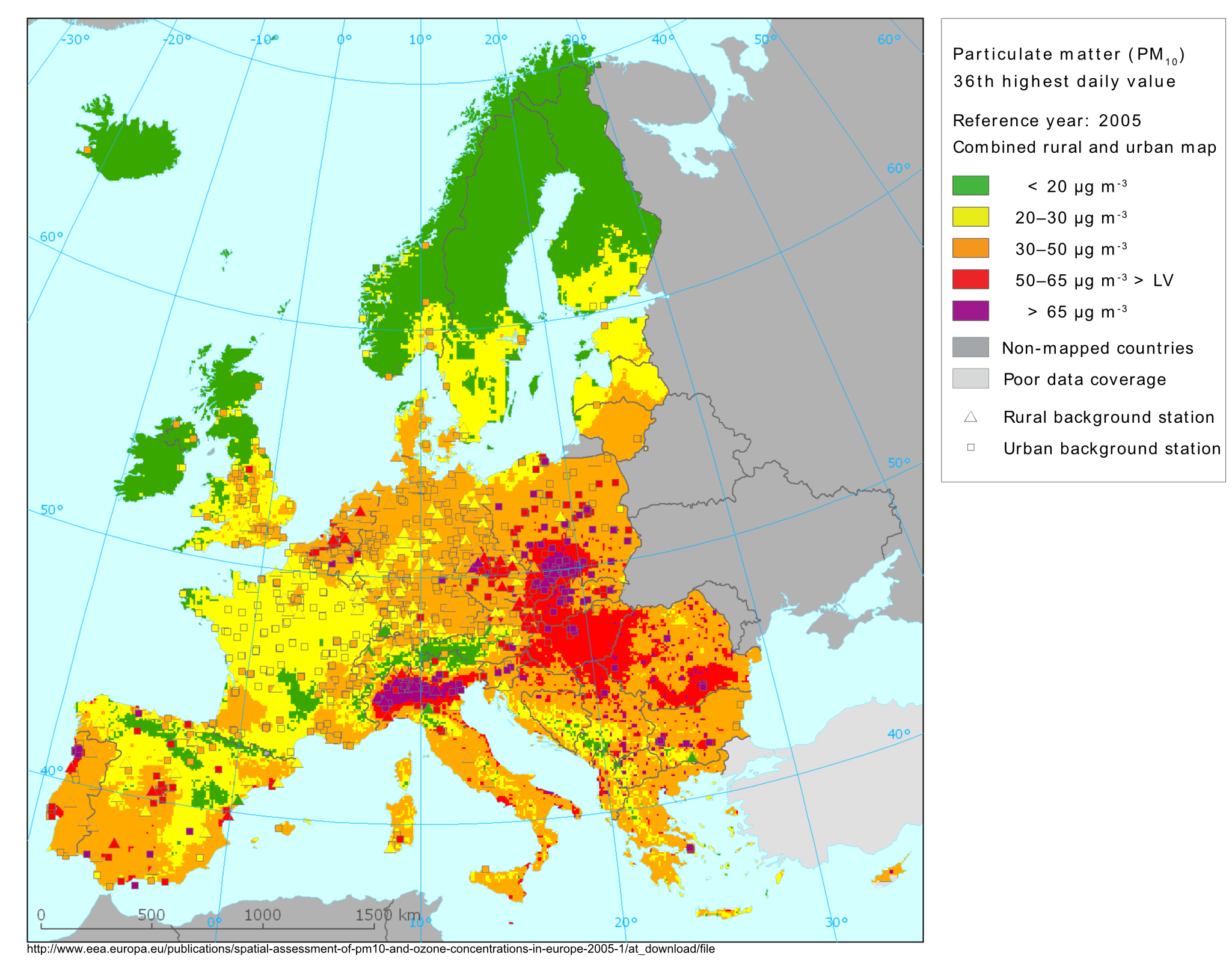
Feinstaubbelastung (PM10) in Europa

Ein weiteres Ziel der Energiewende ist die Verbesserung der öffentlichen Gesundheit. Weltweit sterben pro Jahr ca. sieben Millionen Menschen vorzeitig an Luftverschmutzung durch kurzlebige klimawirksame Schadstoffe wie Methan, Ruß und Ozon, die zu Atemwegs- und Kreislauferkrankungen führen. Dieser Effekt wird zukünftig durch den Klimawandel und den Wärmeinseleffekt gerade in Städten noch verstärkt werden. Zudem verstärkt Luftverschmutzung Krankheiten wie Asthma und Krebs, erhöht die Aufenthalte in Krankenhäusern und intensive medizinische Betreuung und erhöht die krankheitsbedingten Fehltage von Berufstätigen und Schülern, was wiederum mit ökonomischen und sozialen Folgen für Gesellschaft und Volkswirtschaft einhergeht. Verursacht wird Luftverschmutzung insbesondere durch die Verbrennung von festen, flüssigen und gasförmigen Brennstoffen, weshalb die Lösung dieses Problems nur durch eine grundlegende Veränderung im Energiesystems erreicht werden kann.
Ein 2015 in The Lancet erschienener Review-Artikel zog das Fazit, dass der Klimawandel das Potential hat, die bisher erzielten gesundheitlichen Fortschritte durch ökonomische Entwicklung umzukehren. Seine Bekämpfung könnte hingegen die größte Chance des 21. Jahrhunderts für die Verbesserung der öffentlichen Gesundheit weltweit sein. So würden viele Klimaschutzmaßen zugleich auch direkt gegen Gesundheitsschäden, Armut und globale Ungleichheit helfen, was Staaten ermögliche, die öffentliche Gesundheit und das Wohlergehen der Bevölkerung zu stärken und nicht zuletzt die Kosten des Gesundheitswesens zu senken.
Hauptquelle für Luftverschmutzung in Industriestaaten ist die Verbrennung von Kohle in Kraftwerken sowie Erdöl im Wärme- und Verkehrssektor, während die Nutzung von Erdgas kaum zur Luftverschmutzung beiträgt. Ebenfalls eine wichtige Quelle ist die Verbrennung fester und flüssiger Biomasse wie z. B. Holz oder Biotreibstoffen. Problematisch sind besonders offene Herdstellen in Gebäuden, wie sie zumeist mit Holz befeuert in den meisten Entwicklungsstaaten genutzt werden. Weltweit nutzen ca. 2,8 Mrd. Menschen (41 % der Weltbevölkerung) derartige Herde ohne Rauchabzug oder Kamin. Die Zahl der jährlichen Todesfälle aufgrund dieser Nutzung wird auf ca. 1,4 Mio. geschätzt.
Es gilt nahezu als gesichert, dass mit einem großflächigen Einsatz von erneuerbaren WWS-Energien (Wind-, Wasser- und Solarenergie) eine große Zahl von Gesundheits- und Umweltproblemen stark abgeschwächt oder eliminiert werden könnten. Neben dem Einsatz von erneuerbaren Energien würde beispielsweise auch die Elektrifizierung des Energiesystems mit Elektrofahrzeugen dazu beitragen, die Luftverschmutzung zu senken. Durch die Halbierung der Emissionen von Luftschadstoffen bis 2030 ließen sich nach Schmale et al. ca. 40 Millionen vorzeitige Todesfälle bis zum Jahr 2040 vermeiden. Hierfür wären jedoch deutlich stärkere Anstrengungen als bisher vonnöten; die bisher implementierten Maßnahmen würden nur ca. 2 Millionen Todesfälle vermeiden. Zudem kann die Vermeidung von Gesundheitsschäden die Kosten für eine ambitionierte Klimapolitik z. T. deutlich überkompensieren. Forschungen für die USA ergaben, dass der ökonomische Gesundheitsnutzen, der sich aus dem Ersatz von fossiler Energie ergab, die Windenergie-Förderungen in Form des Production Tax Credits um ca. 60 % überstieg. Zudem wirkt sich der Gesundheitsnutzen durch verringerte Luftverschmutzung im Gegensatz zum Klimaschutz, der global und erst langfristig wirkt, lokal und kurzfristig aus.

#### Bekämpfung der Energiearmut in Entwicklungsländern

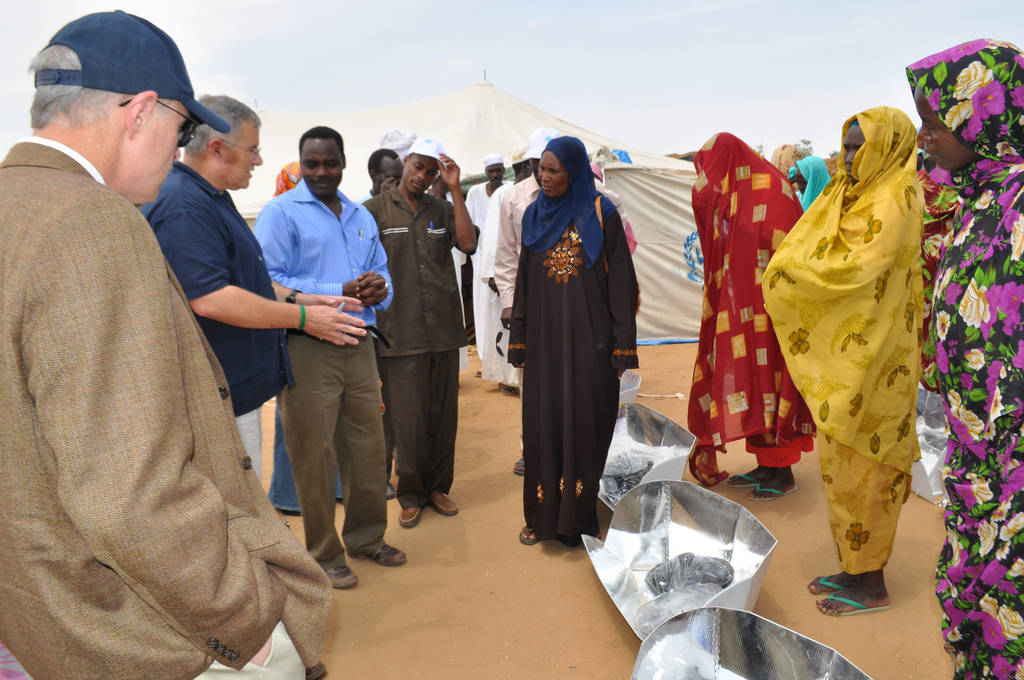
Solarkocher können in vielen Entwicklungsstaaten mit hoher solarer Direkteinstrahlung zur Linderung der dort oft herrschenden Energiearmut beitragen.

Weltweit ist der Zugang zu Energie sehr ungleich verteilt. Damit einher ging eine in vielen Entwicklungsländern grassierende Energiearmut breiter Bevölkerungsschichten, die durch das Wachstum der Schwellenländer und die damit einhergehende Steigerung der weltweiten Nachfrage im beginnenden 21. Jahrhundert noch zusätzlich verstärkt wurde. Mit dem damit einhergehenden Preisanstieg für fossile Energieträger, die üblicherweise in harten Währungen wie dem US-Dollar gehandelt werden, wird Entwicklungsländern, die nur über geringe Devisenvorräte verfügen, der Zugang zu Energieträgern, insbesondere Erdöl, erschwert und die Armut weiter verschärft.
Beispielsweise waren um das Jahr 2010 die G8-Nationen, die 12 % der Weltbevölkerung stellten, für ca. 50 % des weltweiten Primärenergieverbrauchs verantwortlich, während auf die ärmsten 25 % der Weltbevölkerung nur 3 % des Primärenergieverbrauchs entfielen. Hiermit einher gehen auch weitere soziale Probleme: Geringer Zugang zu Energie korreliert mit schlechtem Zugang zu Nahrungsressourcen, hoher Kindersterblichkeit und niedriger Lebenserwartung. Sind jedoch die grundlegenden Energiebedürfnisse erfüllt, was ab einem jährlichen Pro-Kopf-Primärenergieverbrauch von ca. 2,6 Tonnen Öleinheiten gegeben ist, geht mit zusätzlichem Energieverbrauch keine weitere Verbesserung dieser Werte einher. Es gilt daher als wichtiges Ziel der Entwicklungspolitik, 1,2 Mrd. Menschen mit Elektrizität sowie 2,8 Mrd. Menschen mit zuverlässiger und sauberer Energie für Kochzwecke zu versorgen.

#### Generationengerechtigkeit
Von großer Bedeutung ist zudem die Verteilungsgerechtigkeit zwischen einzelnen Generationen. Die Nutzung fossiler Energieträger durch heutige bzw. bereits vergangene Generationen berührt zwei Aspekte der Generationengerechtigkeit: Zum einen können zukünftige Generationen Ressourcen, die durch frühere Generationen verbraucht wurden, nicht mehr nutzen und sind damit im Sinne der Starken Nachhaltigkeit in ihrem Recht auf Entwicklung eingeschränkt. Zum anderen sind sie durch den Klimawandel als Folge der Verbrennung fossiler Energieträger negativ betroffen, indem sie mit zum Negativen hin veränderten Klimabedingungen zurechtkommen müssen, die sie nicht selbst verursacht haben. Die gegenwärtige Generation hingegen profitiert, indem sie für die ökologischen und ökonomischen Folgen ihrer Nutzung nicht aufkommen muss, sondern die Lösung der von ihnen verursachten Probleme an nachfolgende Generation übertragen kann. Generationsgerechtigkeit setzt hingegen voraus, dass jede Generation selbst frei entscheiden können muss, wie sie Güter herstellen und verteilen will. Diese Freiheit zukünftiger Generationen wird jedoch durch die derzeitige Generation durch nicht zeitnah rückgängig zu machende Handlungen unzulässig stark eingeschränkt; beispielsweise durch den menschengemachten Klimawandel mit seinen Folgen, die Übernutzung von Rohstoffen und (fossilen) Energieträgern oder die Vernichtung von Tier- und Pflanzenarten. Hauptschwierigkeit dieses Konfliktes ist der Umstand, dass zukünftige Generationen nicht an seiner der Bewältigung mitwirken können, sondern diese Aufgabe nur vom Staat bzw. seinen Institutionen wahrgenommen werden kann.

### Weitere Aspekte

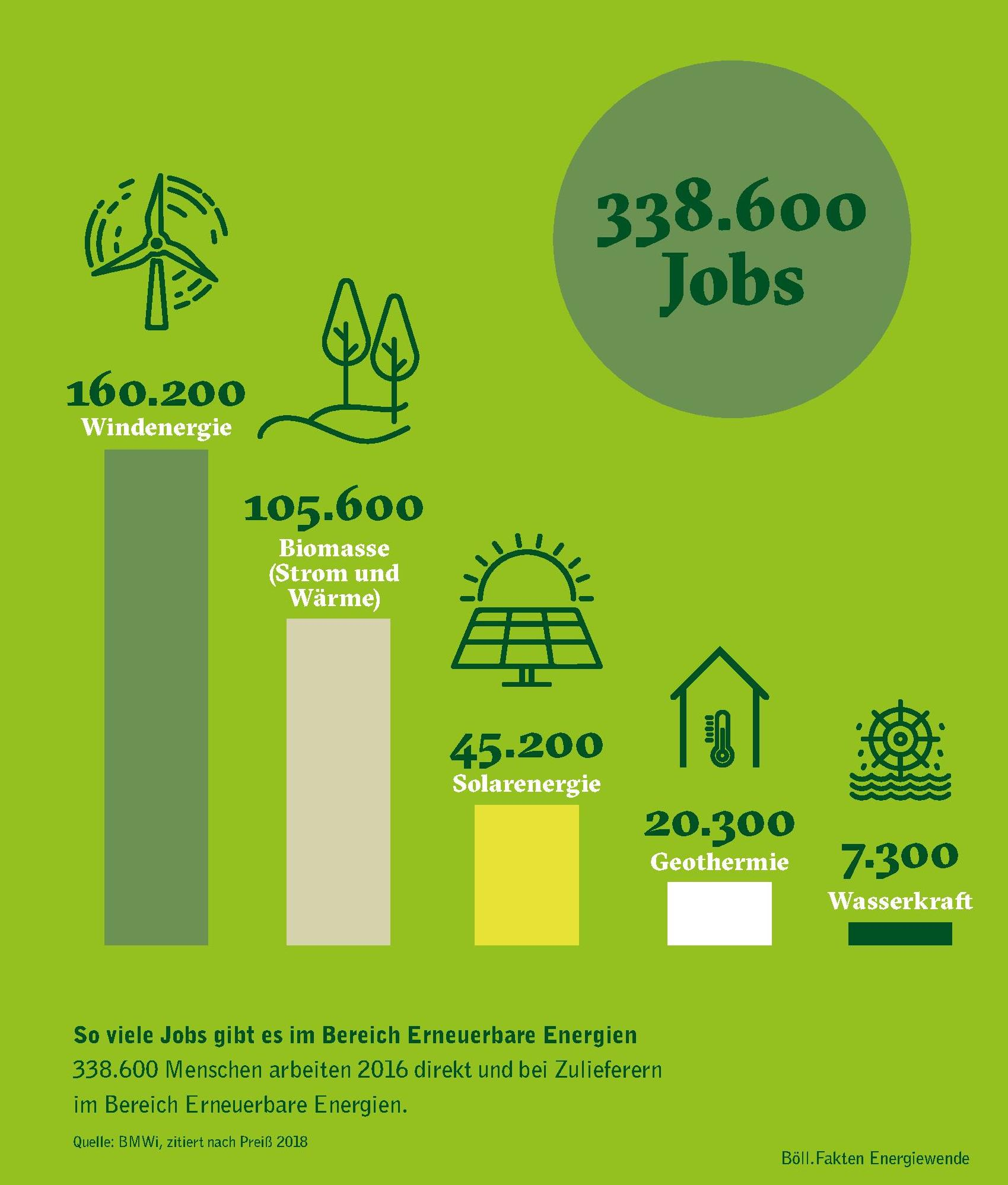

Strategische Ellipse, in der ca. 70 % der konventionellen Erdöl- und Erdgasreserven lagern

Darüber hinaus werden im wissenschaftlichen, öffentlichen und politischen Diskurs eine Reihe weitere Aspekte für die Durchführung der Energiewende genannt; so ergab eine Expertenbefragung zur deutschen Energiewende insgesamt 14 verschiedene Ziele. Diese Ziele sind u. a. politischer, sozialer, wirtschaftlicher oder ökologischer Natur; einige Beispiele sind im Folgenden stichpunktartig aufgeführt.
- Demokratisierung von Produktions- und Distributionsstrukturen, realisierbar z. B. in Form von Energiegenossenschaften oder Energieautonomen Regionen[151]
- Verminderung der wirtschaftlichen Risiken einer Energieknappheit bzw. einer Energiekrise (z. B. Ölkrise) durch praktisch unbegrenzte Primärenergie
- Reduzierung der Importabhängigkeit von fossilen Energieträgern[152]
- Erhöhung der Energiesicherheit und des Energieautarkiegrades[152]
- Verringerung der Abhängigkeit von politisch instabilen Exporteuren fossiler Energieträger aus der Strategischen Ellipse (z. B. Russland und Saudi-Arabien)[149]
- Vermeidung von militärischen Konflikten um Energieressourcen[78]
- Erhöhung der inländischen Wertschöpfung durch Verringerung von Energieimporten[153] bzw. Ersatz von Energieimporten durch dezentral selbst gewonnene erneuerbare Energien und nationale/heimische Technologien[152]
- Volkswirtschaftliche Vorteile durch eine langfristig betrachtet günstigere Energieversorgung[78][154]
- Wirtschaftliche Wertschöpfung durch Produktion und Export von Klimaschutztechnologien[155]
- Schaffung neuer Arbeitsplätzen, da die Nutzung regenerativer Energien arbeitsintensiver ist als die konventionelle Energieerzeugung[156]
- Verringerung des Wasserverbrauchs durch Reduktion des Kühlwasserverbrauchs konventioneller Kraftwerke (aktuell in Deutschland etwa 0,9 bis 1,33 m³/MWh bei Kohlekraftwerken und 1,44 bis 2,12 m³/MWh bei Kernkraftwerken)[157]
- Energieeinsparung durch niedrigeren Kraftwerkseigenbedarf von regenerativen gegenüber fossilen Kraftwerken
- Bessere Versorgungssicherheit mit Energie in bisher nur teilweise elektrifizierter Regionen, zudem verbesserte Qualität der Bildung durch stabile Energieversorgung.[158]

## Motivation für die Transformation

Fossile Energiegewinnung im Rheinischen Braunkohlerevier: Im Vordergrund der Tagebau Garzweiler, im Hintergrund Kohlekraftwerke und Hochspannungsleitungen

Hintergrund und Motivation der Energiewende sind die immer stärker zu Tage tretenden ökologischen und sozialen Probleme, die mit der Nutzung fossiler und nuklearer Energieträger einhergehen. Mit dem Energiekonsum durch Industrie und Endverbraucher sind eine Reihe von negativen Begleiteffekten verbunden, deren Folgen seit den 1970er Jahren immer stärker ins gesellschaftliche und politische Bewusstsein rückten. Hierzu zählen u. a. der Ausstoß des Treibhausgases Kohlenstoffdioxid, die Verschmutzung von Luft, Land und Wasser, die Produktion radioaktiven Abfalls, geopolitische Konflikte um Ressourcen, die Verknappung von Energieträgern und steigende Nahrungsmittelpreise. Weitere wichtige Gründe für den Umstieg auf einer regenerative Energieversorgung sind die Sicherstellung der (langfristigen) Energiesicherheit, die Gesundheitsgefahren durch die Verbrennung fossiler Energieträger sowie sozioökonomische Aspekte wie z. B. die Demokratisierung der Energieversorgung, der Ausbau der Bürgerbeteiligung sowie die Schaffung von Arbeitsplätzen.
Stand bis zu Beginn der 1970er Jahre die Versorgungssicherheit und der Preis von Energie im Vordergrund, so änderte sich ab den 1970er Jahren die Sichtweise. Mit den Ölkrisen, der Debatte um die Kernenergienutzung sowie der Umweltdebatte kam es in vielen Staaten zu heftigen gesellschaftlichen Auseinandersetzungen über Energie-, Umwelt- und Technologiepolitik und infolgedessen zu grundlegenden Veränderungen der energiepolitischen und energiewirtschaftlichen Realität. Wichtig hierbei war ebenfalls die 1971/72 vom Club of Rome veröffentlichte Studie Die Grenzen des Wachstums, deren Prognosen mit der 1973 eingetretenen ersten Ölkrise plötzlich akut wurden. Heute kommt insbesondere der Umweltbelastung durch die Verbrennung fossiler Energieträger eine große Bedeutung zu. Diese manifestiert sich einerseits in Umweltschäden durch Luftschadstoffe, die zugleich Krankheiten wie Haut- und Atemwegserkrankungen, Allergien und Krebs verursachen und große volkswirtschaftliche Kosten zur Folge haben, insbesondere aber durch die Emission von Treibhausgasen und die damit einhergehende globale Erwärmung.
Um die Zielsetzung einer nachhaltigeren Energieversorgung zu erreichen, wird die Abkehr vom fossil-nuklearen Energiesystem propagiert und ein Übergang hin zu einem neuen „solaren Zeitalter“ gefordert. Solaren Energieformen kommt dabei die Rolle als Backstop-Technologie zu. Begründet wird dieser Umstieg – neben einer Reihe weiterer positiver Effekte – zumeist mit dem Umstand, dass von erneuerbaren Energieträgern geringere negative Umwelt- und Klimaeffekte ausgehen als von der konventionellen Energiewirtschaft. Neben dem viel geringeren Treibhausgasausstoß von regenerativen Energieträgern lassen sich durch den Umstieg auf Technologien wie Windkraft- und Solaranlagen auch Umweltbelastungen wie Gewässerverschmutzung, Eutrophierung und Feinstaubemissionen deutlich reduzieren. Zwar liegt der Materialbedarf für diese Technologien höher als beim Bau von konventionellen Kraftwerken, die Umweltbelastung durch den höheren Materialbedarf ist jedoch gering verglichen mit den direkten Emissionen von fossil befeuerten Kraftwerken. Parallel dazu wird auch die beim Abbau fossiler Energieträger wie z. B. bei der Erdölgewinnung, Erdgasförderung, dem Steinkohle und Braunkohlebergbau bzw. beim Fördern von Uran auftretende Umweltzerstörung bzw. Umweltverschmutzung deutlich verringert oder gar vermieden.

### Globale Erwärmung

Anstieg der globalen Oberflächen-Durchschnittstemperaturen 1880–2016 (rel. zu 1951–1980)

Globale Kohlenstoffemissionen aus fossilen Quellen zwischen 1800 und 2007

Die Globale Erwärmung sowie ihre Folgen sind eine der größten Herausforderungen des 21. Jahrhunderts und darüber hinaus. Hauptverursacher der globalen Erwärmung ist der Mensch, daher ist der Klimaschutz heute der wichtigste Aspekt für den Umbau der Energieversorgung. Bei Fortschreibung des gegenwärtigen Emissionsniveaus bei Treibhausgasen nach dem Fünften Sachstandsberichtes des IPCC bis 2100 ein wahrscheinlicher globaler Temperaturanstieg zwischen 3,7 und 4,8 °C (Unsicherheitsspanne: 2,5–7,8 °C) gegenüber dem vorindustriellen Niveau zu erwarten. Soll der Klimawandel auf ein erträgliches Maß begrenzt werden, muss der globale Einsatz fossiler Energieträger stark reduziert werden.
Wichtigster Treiber der globalen Erwärmung ist die Freisetzung von Treibhausgasen durch die Verbrennung fossiler Energieträger. Etwa 80 % der anthropogenen, d. h. vom Menschen verursachten Treibhausgasemissionen entfallen auf die Energienutzung. Der Treibhauseffekt wurde bereits im 19. Jahrhundert entdeckt; inzwischen wurden die theoretischen Vorhersagen zur Wirkung des Treibhauseffekts durch moderne Langzeituntersuchungen direkt in der Natur auch experimentell bestätigt. Mit dem durch Treibhausgase bewirkten Klimawandel gehen verschiedene negative Sekundäreffekte wie das Schmelzen der Eiskappen, der Anstieg des Meeresspiegels, Veränderungen im Wasserkreislauf, das häufige Auftreten von Klimaextremen und unvorhersehbare Effekte auf die Biodiversität, aber auch die durch einen höheren Kohlenstoffdioxidanteil in der Atmosphäre ausgelöste Versauerung der Meere. Durch die Klimaerwärmung wird zudem das Aussterben von Arten beschleunigt. Werden keine Maßnahmen zur Bekämpfung des Klimawandels getroffen, sind weltweit 16 % aller Spezies vom Aussterben bedroht, wie eine 2015 in Science erschienene Reviewstudie ergab. Die dieser Arbeit zugrunde liegenden Einzelwerte gingen von Aussterberaten von bis zu 54 % aus. Bei Einhaltung des Zwei-Grad-Ziels könnte diese Rate auf 5,2 % reduziert werden.
Wichtigstes anthropogenes Treibhausgas ist Kohlenstoffdioxid, das vor allem bei der Verbrennung fossiler Energieträger in großen Mengen freigesetzt wird. Zwar wird auch sehr viel Kohlenstoffdioxid durch natürliche Prozesse frei, beispielsweise durch Abbau von Biomasse, dem steht jedoch eine gleich große natürliche Fixierung durch Pflanzen gegenüber; der Stoffkreislauf ist geschlossen. Durch Verbrennung fossiler Energieträger sowie weitere Eingriffe des Menschen wie z. B. die Rodung von Wäldern wird jedoch zusätzliches Kohlenstoffdioxid in die Atmosphäre abgegeben, wodurch der Anteil in der Atmosphäre steigt. Ein großer Teil des durch menschliche Aktivitäten freigesetzten Kohlendioxids bleibt für Zehntausende bis Hunderttausende von Jahren in der Atmosphäre, wodurch sich die klimatischen Auswirkungen des Kohlendioxidausstoßes wie z. B. der Meeresspiegelanstieg nicht nur über wenige Jahrzehnte oder Jahrhunderte, sondern über geologische Zeiträume auswirken.
Neben Kohlenstoffdioxid als Verbrennungsprodukt ist die Energiewirtschaft ebenfalls für die Emission großer Mengen an Methan verantwortlich. Methan ist das zweitwichtigste Treibhausgas. Es entweicht sowohl beim Kohlebergbau aus den Flözen als auch bei der Erdölförderung aus den Bohrlöchern und wird überdies auch beim Erdgastransport freigesetzt. Etwa 30 % der Methanemissionen in Deutschland stammen aus der Energiewirtschaft.

### Endlichkeit konventioneller Energieträger

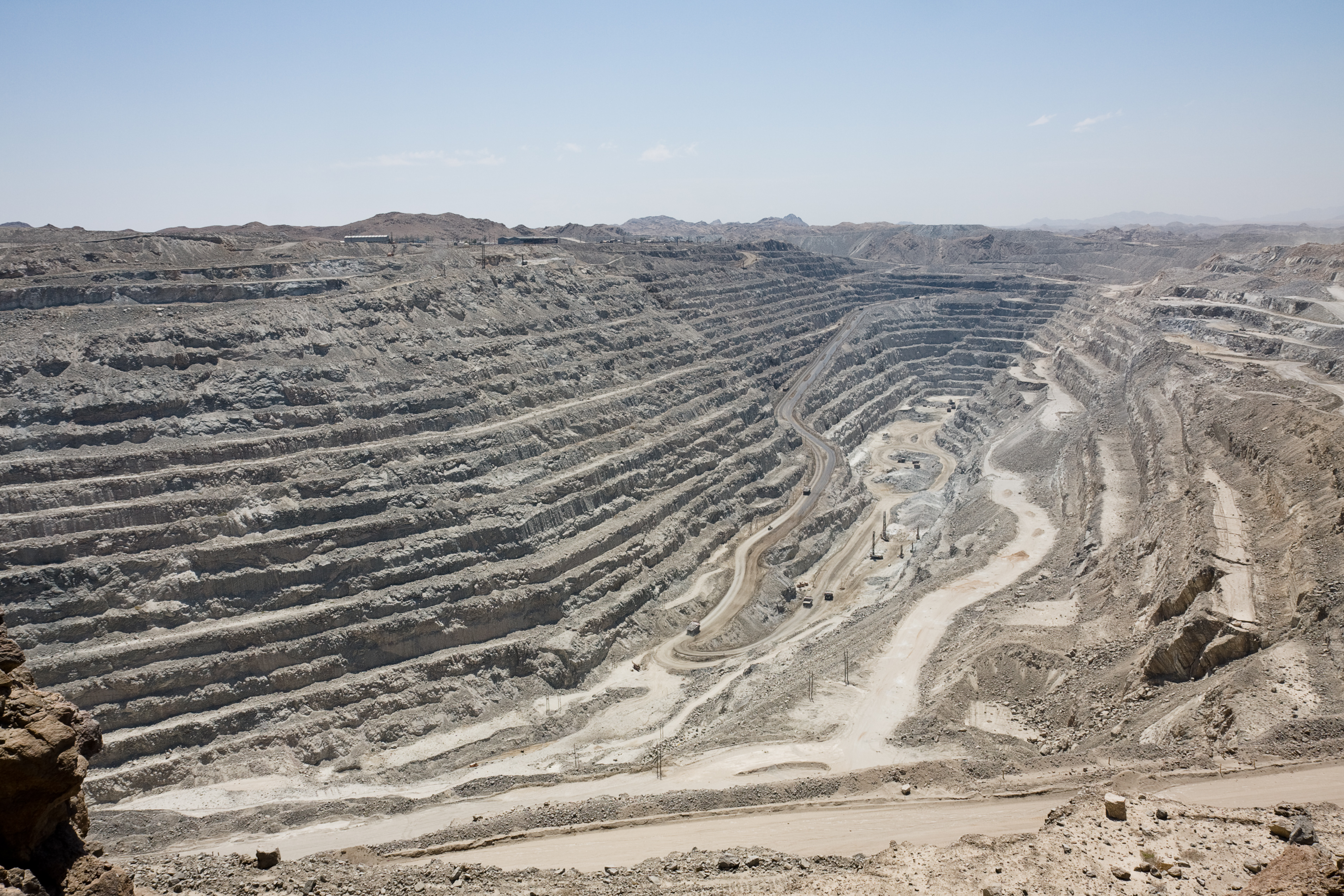
Uranbergbau in der Rössing-Mine in Namibia, der größten Uranmine der Welt

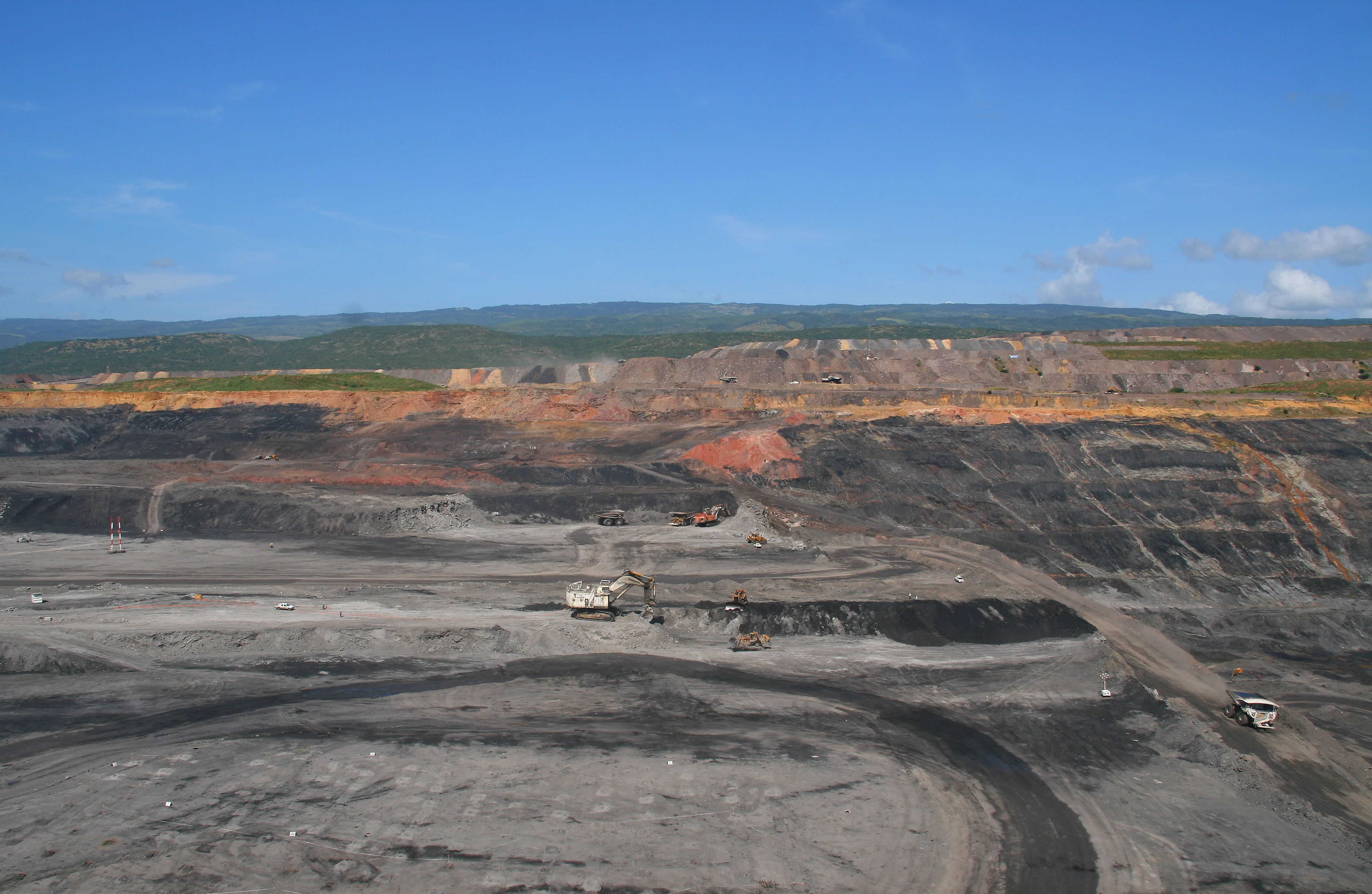
Steinkohleabbau im Tagebau El Cerrejón in Kolumbien

Eine aus energiewirtschaftlicher Sicht ebenfalls zentrale Rolle für die Transformation des Energiesystems spielt die Endlichkeit der fossil-nuklearen Energieträger, die nur noch begrenzte Zeit (je nach Energieträger wenige Jahrzehnte bis Jahrhunderte) verfügbar sind. Unabhängig von weiteren Aspekten wie dem Klimawandel wird damit langfristig zwangsläufig ein Übergang zu anderen Arten der Energieversorgung notwendig. Neben der Nutzung als Energieträger sind fossile Rohstoffe, allen voran Erdöl, auch sehr wichtige Grundstoffe für die Nutzung in der Petrochemie und Ausgangspunkt für eine Vielzahl an Produkten, was bei der Betrachtung der Endlichkeit dieser Ressourcen ebenfalls berücksichtigt werden muss.
Die unwiederbringliche Erschöpfung von nicht-erneuerbaren Ressourcen (wie fossilen Energieträgern) stellt ein Problem dar, das bisher in der Wirtschaftstheorie nicht gelöst wurde. Fossile Energieträger basieren auf Solarenergie, die im Laufe von Jahrmillionen gespeichert wurde. Mit der Nutzung verbrauchen sich diese Vorräte, sodass das industriell-fossile Energiesystem grundsätzlich kein dauerhaftes System sein kann, sondern vielmehr ein „Phänomen des Übergangs“ darstellt.
Nach dem englischen Wirtschaftshistoriker Edward Anthony Wrigley befindet sich die Menschheit deshalb in einer Phase, in der neue Lösungen gefunden werden müssen. Der Zugang zu fossilen Energiequellen habe einen beispiellosen Wohlstand für drei Kontinente gebracht und verändere rasch zwei weitere. Da diese Verbrauchsgüter seien, würden sie erschöpft werden. Zwar sei das Ausmaß der Ressourcen an Kohle, Öl und Gas Gegenstand vieler Untersuchungen und bliebe vorerst unklar, allerdings sei es unwahrscheinlich, dass sie länger als zwei bis drei Generationen reichten, den zukünftigen Energiebedarf zu decken, besonders dann, wenn dieser weiter ansteige. Eine kontinuierliche Abhängigkeit von fossilen Energieträgern führe deshalb in eine Katastrophe.
Die Endlichkeit der fossilen Energieträger ist zugleich eng mit der langfristigen Energiesicherheit verknüpft, da fossile Energieträger schwerer zu finden und abzubauen sind und ihre Preise steigen. Energieunsicherheit wie auch der ansteigende Preistrend fossiler Energieträger gilt als große Bedrohung für die politische als auch die wirtschaftliche Stabilität von Staaten. Historisch zeigten insbesondere die OPEC-Staaten während der Ölkrise, dass Energieressourcen auch als politisches Machtmittel missbraucht werden können; heutzutage gilt vor allem Russland als Staat, der seine Marktmacht im Bereich der fossilen Energien zu geopolitischen Zielen missbrauchen könnte. Deshalb wird in der EU sowohl aus wirtschaftlichen, politischen und geopolitischen Gründen eine größere Unabhängigkeit von Exporteuren fossiler Energieträger bzw. von Uranexporteuren angestrebt.
Beispielsweise betrug die Nettoimportabhängigkeit in Deutschland 2013 laut Bundesanstalt für Geowissenschaften und Rohstoffe bei der Kernenergie nahezu 100 %, bei Mineralöl 98 %, bei Naturgasen 88 % und bei der Steinkohle 87,0 %. Die Kosten für diese Energieimporte betrugen 99,4 Mrd. Euro, etwa 70 % der gesamten Rohstoffimportkosten. Russland lieferte 34,8 % des Erdöls, 34,1 % des Erdgases und 24,8 % der Steinkohleimporte. Im Jahr 2015 waren die erneuerbaren Energien mit einem Anteil von 40,9 % an der heimischen Primärenergieerzeugung vor der Braunkohle mit 39,4 % Anteil und mit großem Abstand vor Erdgas mit 6,6 % die wichtigste heimische Energiequelle. Insgesamt importiert Deutschland pro Jahr fossile Energieträger mit ca. 2800 TWh, wofür ca. 90 Mrd. Euro aufgewandt werden müssen. Im Zeitraum 2000–2013 gab Deutschland netto 833 Mrd. Euro für Energieimporte aus; die EU-Staaten importieren jährlich Energieträger im Wert von ca. 350 Mrd. Euro.

### Kernenergieproblematik

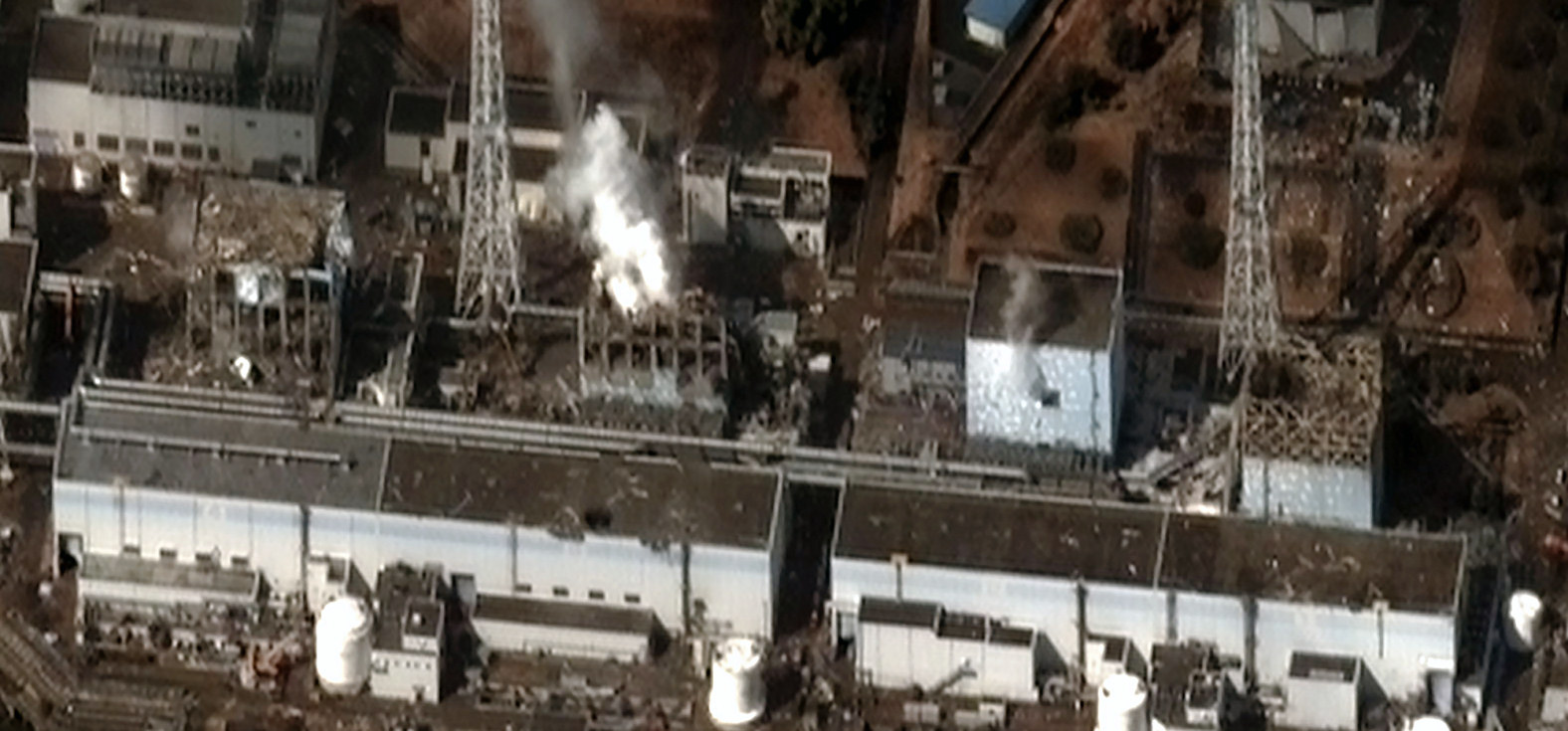
Das zerstörte Kernkraftwerk Fukushima Daiichi

Grundsätzlich sind nach derzeitigem Stand der Wissenschaft nur erneuerbare Energien oder die Kernenergie (Spaltung oder Fusion) in der Lage, langfristig den Energiebedarf der Menschheit zu decken. Bei der Kernfusion muss allerdings berücksichtigt werden, dass kommerzielle Fusionskraftwerke nicht vor 2050 für einsatzbereit gehalten werden, was zu spät wäre für eine Lösung der gegenwärtigen Probleme (insbesondere der globalen Erwärmung).
Mit der nuklearen Energieerzeugung sind die Frage der Endlagerung abgebrannten Spaltmaterials sowie die Gefährdung der Bevölkerung bei Störfällen in Kernkraftwerken verbunden, während die Chancen auf eine Nutzung der Kernfusion sowohl aus technischer wie auch aus ökonomischer Sicht (hohe Stromgestehungskosten) fraglich sind. Durch eine Abkehr von der Kernenergie könnten zudem deren Risiken ausgeschlossen werden. Hierzu zählen z. B. die Umweltbelastungen beim Abbau von Uranerzen, der Transport und die (End)Lagerung von Radioaktivem Abfall, sowie die Gefahr von Kernschmelzen mit unkontrollierter Freisetzung von radioaktivem Material wie z. B. bei den Reaktorkatastrophen von Tschernobyl und Fukushima. Zudem ist die Kernenergie durch eine Reihe großer Unsicherheiten und ungelöster Probleme und Gefahren bezüglich Gesundheit, Umweltverträglichkeit, Nachhaltigkeit, gesellschaftliche Stabilität und internationale Beziehungen gekennzeichnet. Daher gilt es als Forschungsstand, dass mittel- bis langfristig „neue Konzepte für eine sichere und nachhaltige Energieversorgung gefunden werden“ müssen.
Bedingt durch das Wachsen des Weltenergiebedarfs bei zugleich weitgehender Stagnation der Kernenergie sinkt deren Anteil an der Weltenergieproduktion jährlich ab. Nach einem starken Wachstum in den 1970er und 1980er Jahren, die zu einer Gesamtleistung von 330 GW im Jahr 1990 führte, nahm die weltweite Leistung der Kernenergie seit 1990 nur noch langsam auf 376 GW im Jahr 2010 zu, während der Anteil an der Stromerzeugung von 18 % im Jahr 1993 auf 13,5 % im Jahr 2009 sank. Durch politische Änderungen in mehreren Staaten nach der Katastrophe von Fukushima kam es zu einem Rückgang der Stromproduktion. Im Jahr 2013 lieferte die Kernenergie 2.359 TWh elektrischer Energie, 10,8 % des Weltstrombedarfs. 2008 hatten Kernkraftwerke weltweit noch 2.731 TWh eingespeist und damit 14 % des Weltstrombedarfs gedeckt. Bezogen auf den globalen Endenergieverbrauch ist der Anteil der Kernenergie vergleichsweise gering; er lag 2008 bei 2,3 %. Die Gründe für das nur geringe Wachstum waren steigende Kosten, Energieeinsparmaßnahmen, die Begrenztheit des Brennmaterials, die Unfälle von Three Mile Island und Tschernobyl, Kritik der Umweltbewegung, Risiken aus der Proliferation von Nuklearmaterial und durch Terrorismus, technische und ökonomische Risiken aus dem Rückbau alter Kernkraftwerke und vor allem die nach wie vor ungelöste Endlagerung über einen Zeitraum von Zehntausenden bis Hunderttausenden von Jahren.
Aufgrund ihrer vergleichsweise geringen Kohlenstoffdioxidemissionen wird die Kernenergie von Befürwortern als Mittel gegen den Klimawandel propagiert, während Gegner sie aufgrund der oben genannten Risiken ablehnen. Mit 9–70 g CO2/kWh liegen die CO2-Emissionen von Kernkraftwerken höher als bei Windkraft-, Solarthermie- und Wasserkraftwerken, jedoch auf ähnlichem Niveau wie Photovoltaikanlagen und deutlich niedriger als bei allen fossilen Kraftwerken einschließlich Kohlekraftwerke mit CO2-Abscheidung und -Speicherung. Eine Analyse durch US-amerikanische Klimawissenschafter kam 2019 zu dem Schluss, dass Deutschland durch die Beibehaltung der Kernenergie bis 2050 noch 1100 Megatonnen an CO2-Emissionen und 16.000 luftverschmutzungsbedingte Todesfälle vermeiden könnte. Unter der hypothetischen Annahme, dass zwecks Dekarbonisierung des Energiewesens bis 2030 der gesamte erwartete Energiebedarf der Erde mittels Kernenergie gedeckt würde, müssten weltweit ca. 15.800 Reaktoren mit einer Leistung von jeweils 850 MW errichtet werden. Im Vergleich zu einer Kombination von 3,8 Millionen Windkraftanlagen, 49.000 Solarwärmekraftwerken, 40.000 Photovoltaik-Kraftwerken, 1,7 Milliarden Solardächern, 5350 Geothermieanlagen, 900 Wasserkraftwerken, Wellenkraftwerken mit 720.000 Schwimmkörpern sowie 490.000 Gezeitenkraftwerken bei ausschließlicher Verwendung von Wind, Wasser und Sonne. Sollte hingegen nur 5 % des Weltenergiebedarfs durch Kernenergie geliefert werden, so müsste die Zahl der Reaktoren gegenüber dem Stand 2010 verdoppelt werden.
Nach der Katastrophe von Fukushima beschleunigten mehrere Staaten die Abschaltung ihrer ältesten Kernkraftwerke, während andere bestehende Ausbauplanungen überprüfen. Ein Review in der Fachzeitschrift Energy and Environmental Science kam 2011 zum Ergebnis, dass es aufgrund des großen Kapitalbedarfs, langer Bauzeiten sowie einer Anti-Nuklear-Stimmung in vielen Staaten unwahrscheinlich sei, dass die Kernenergie nennenswert zum Klimaschutz beitragen kann. 2020 betonten dagegen 13 der UNECE-Länder ausdrücklich, dass Kernenergie eine wichtige Rolle bei der Reduktion der Emissionen spielen werde.

## Konzept
Aus rein technischer Sicht wäre eine vollständige weltweite Energiewende bis ca. 2030 möglich. Aus praktischen, ökonomischen und politischen Gründen ist jedoch ein längerer Zeitraum nötig, wobei eine Umsetzung bis 2050 für möglich erachtet wird. Hierbei soll bis 2030 der Ausbau fossiler und nuklearer Energien gestoppt werden und anschließend sukzessive bis 2050 der Umstieg auf ein regeneratives Energiesystem erfolgen. Als Hauptargument gegen dieses Szenario einer schnellen Energiewende, das als enorme Herausforderung bezeichnet wird, gilt das Fehlen an politischem Willen, dieses Ziel auch tatsächlich erreichen zu wollen. Je später der Umbau der Energieversorgung jedoch aufgenommen wird, desto teurer ist er und desto notwendiger wird der Einsatz von risikoreichen Technologien. Ein Verzicht auf Klimaschutz, der zu einer Erderwärmung von 4 °C und mehr bis Ende des 21. Jahrhunderts führend würde, ist wiederum mit nicht abzuschätzenden Risiken verbunden.
Nach wie vor umstritten ist jedoch die konkrete Gestaltung der Energiewende. Zentrale Fragestellungen hierbei sind u. a.:
- Welche konventionellen Energien sollen genutzt werden, bis eine regenerative Vollversorgung erreicht ist?
- Auf welchen erneuerbaren Energien soll der Schwerpunkt liegen und wie können sich einzelne Technologien gegenseitig ergänzen?
- Wie hoch ist der Speicherbedarf? (Auch abhängig von der Auswahl der gewählten regenerativen Techniken)
- Soll die Energiewende dezentral oder zentral gestaltet werden?
- Welche politischen Konzepte sind für die Umsetzung der Energiewende entscheidend? Soll der Schwerpunkt lokal, national oder international liegen?
- Welche Akteure können die Energiewende forcieren und beschleunigen? Welche Akteure sind an einer Verlangsamung interessiert?
- Welche Funktion kommt den Unternehmen der konventionellen Energiebranche zu?
- Kann die Energiewende schnell genug realisiert werden, um die imminenten Probleme des konventionellen Energiesystems noch rechtzeitig bewältigen zu können? Wie lässt sich die Entwicklung zu einer nachhaltigen Energieversorgung beschleunigen?

### Kernelemente
Kernelemente der Energiewende sind der Ausbau der erneuerbaren Energien, die Steigerung der Energieeffizienz sowie die Einsparung unnötiger Verbräuche. Auf diese Weise soll perspektivisch die bis Mitte der 2010er-Jahre übliche, zum größten Teil auf der Verbrennung fossiler Energieträger basierende Wirtschaftsweise transformiert werden. Der Kohleausstieg sowie der Ausstieg aus der Verbrennung von Öl- und Gas mit dem Zweck der Dekarbonisierung der Wirtschaft sind somit neben dem Atomausstieg zentrale Elemente der Energiewende. Während der Ausbau der erneuerbaren Energien, insbesondere von Wasserkraft und Windenergie, aber zunehmend auch von Solarenergie weltweit bereits zu deutlichen Zuwächsen bei der erbrachten Arbeit geführt hat, gelten gerade die Steigerung der Energieeffizienz und der Energieeinsparung als bisher vernachlässigte Aspekte der Energiewende.
Technologisch sind für die Umsetzung der Energiewende verschiedene Schlüsseltechnologien notwendig. Hierzu zählen im Stromsektor insbesondere Wind- und Solarenergie, im Verkehrssektor Elektroautos und im Wärmesektor Energieeinsparungen, Wärmepumpenheizungen, Fern- und Nahwärmesysteme sowie große Wärmespeicher. Weitere wichtige Technologien sind die Biomassevergasung und Anlagen zur Abscheidung und Nutzung von Kohlendioxid, zur Wasserelektrolyse und für die Herstellung und Speicherung von Elektrofuels.

#### Erneuerbare Energien

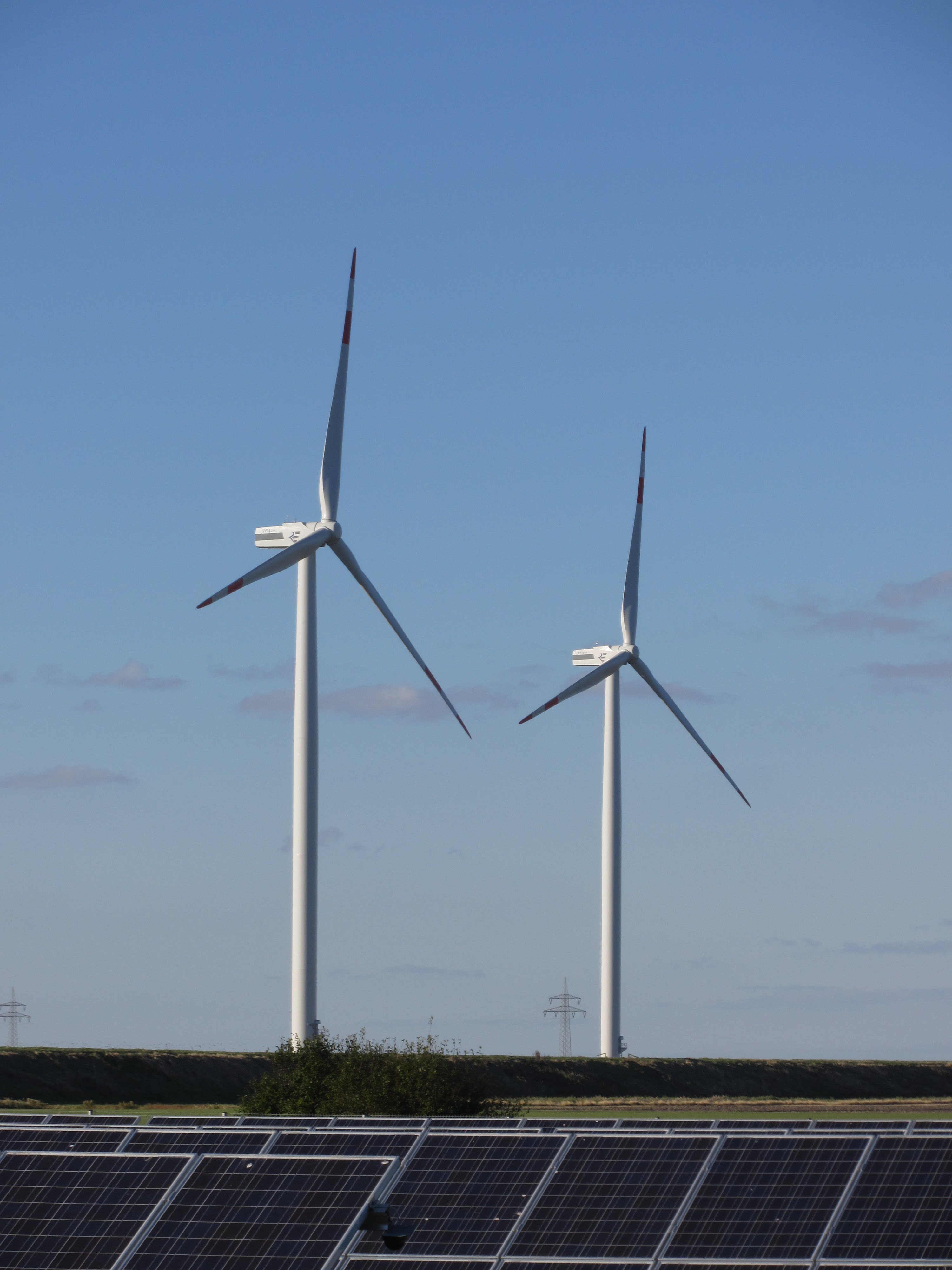
Windkraftanlagen und Photovoltaiksysteme sind die regenerativen Technologien mit dem größten Potenzial.

Als erneuerbare Energien werden Energieträger bezeichnet, die nach menschlichen Zeitmaßstäben praktisch unerschöpflich zur Verfügung stehen. Daneben werden auch aus erneuerbaren Energien gewonnene Sekundärenergieträger wie Elektrizität, Wärme, Kraftstoff oft unpräzise als erneuerbare Energien bezeichnet. Energieträger sind die Sonnenenergie inklusive ihrer indirekten Formen wie z. B. der Windenergie, die Geothermie, die Strömungs- und die Gezeitenkraft. Wichtige Technologien zu ihrer Nutzung sind Photovoltaikanlagen und Sonnenkollektoren, Windkraftanlagen, Wasserkraftwerke, sowie Anlagen zur Nutzung von Bioenergie und geothermischer Energie. Als wichtigste Energielieferanten in einem weitgehend oder vollständig regenerativen Energiesystem gelten Wind- und Solarenergie. Andere erneuerbare Energien wie die Wasserkraft und die Geothermie können nur in manchen Ländern mit dafür besonders geeigneten Standortbedingungen die dominierende Rolle einnehmen.
Aufgrund der Knappheit von konventionellen Energieträgern sowie der durch deren Emissionen verursachten Umweltprobleme gibt es weltweit Bemühungen, den Anteil der erneuerbaren Energien am Energiemix zu erhöhen. Erneuerbare Energien weisen deutlich niedrigere spezifische Schadstoff- und Treibhausgasemissionen auf als konventionelle Kraftwerke. So liegt das mittlere Kohlenstoffdioxidäquivalent von Windkraftanlagen pro Kilowattstunde bei 9,4 g CO2, bei Wasserkraftwerken bei 11,6 g CO2, bei Photovoltaikanlagen bei 29,2 g CO2, bei Solarthermiekraftwerken bei 30,9 g CO2 und bei Geothermiekraftwerken bei 33,6 g CO2, während GuD-Gaskraftwerke ca. 350 bis 400 g CO2 und Steinkohlekraftwerke etwa 750 bis 1050 g CO2 pro kWh ausstoßen. Bei den Emissionswerten für erneuerbare Energien ist zu berücksichtigen, dass es sich hierbei um aktuelle Werte handelt, die den gegenwärtigen Energiemix widerspiegeln. Mit Voranschreiten der Energiewende werden die Emissionen jedoch automatisch geringer werden, da die Emissionen größtenteils durch Verbrennung fossiler Brennstoffe während der Herstellung der Anlagen anfallen.
Im Jahr 2015 deckten die erneuerbaren Energien (EE) 19,3 % des weltweiten Endenergiebedarfs. Im Stromsektor lieferten erneuerbare Energien 2016 24,5 % der weltweit produzierten elektrischen Energie. In mindestens 176 Staaten weltweit gibt es Ausbauziele für erneuerbare Energien, in einem großen Teil dieser Staaten existieren zudem diverse Fördermaßnahmen für ihre Verbreitung.

#### Energieeffizienz

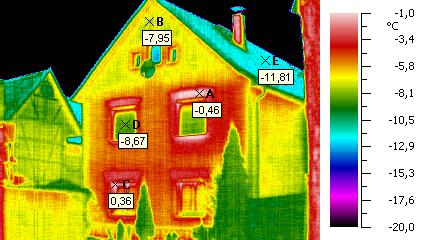
Wärmeverluste durch eine ungedämmte Außenwand

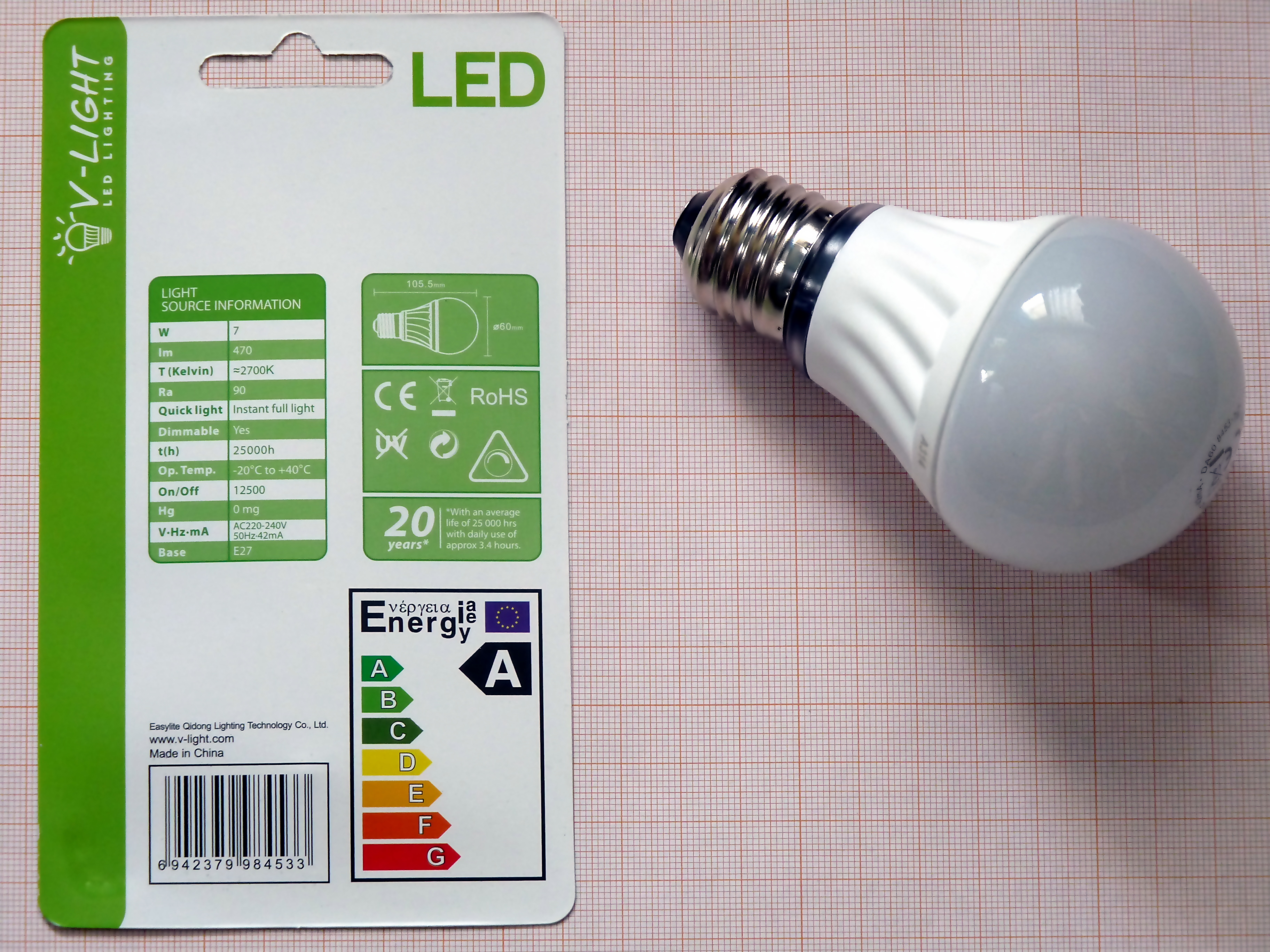
Moderne LED mit Edisongewinde

Unter Energieeffizienz wird die rationellere Verwendung von Energie verstanden. Durch optimierte Prozesse sollen „die quantitativen und qualitativen Verluste, die im Einzelnen bei der Wandlung, dem Transport und der Speicherung von Energie“ entstehen, minimiert werden „um einen vorgegebenen (energetischen) Nutzen bei sinkendem Primär- bzw. Endenergieeinsatz zu erreichen“. Durch technische Verbesserungen bewirken effizientere Geräte bei gleicher Nutzungsdauer und gleichem Nutzungsverhalten also eine Energieersparnis gegenüber weniger effizienten Geräten. Effizienzsteigerungen sind beispielsweise möglich durch die Verbesserung von Wirkungsgraden von Haushaltsgeräten, (Auto)-Motoren, bessere Kraftwerkstechnik oder bessere Wärmedämmung von Häusern. Auch bei der Beleuchtung lässt sich durch Nutzung effizienter Lampen sehr einfach Energie einsparen. Während gewöhnliche Glühlampen nur einen Wirkungsgrad von etwa 2,2 % haben (15 Lumen/Watt), kommen Kompaktleuchtstofflampe auf ca. 70 Lumen/Watt. Noch deutlich sparsamer sind LED-Leuchtmittel mit 100 Lumen/Watt, die auch frei von Quecksilber sind und zudem eine sehr lange Lebensdauer von bis zu 50.000 bis 100.000 Stunden haben.
Großes Potenzial für Effizienzsteigerungen besteht insbesondere beim Wärmebedarf im Gebäudesektor. Gebäude sind weltweit für ca. 40 % des Primärenergieverbrauches verantwortlich und verursachen rund ein Drittel der Kohlendioxidemissionen. In mitteleuropäischen Staaten wie Deutschland macht die Heizung ca. 80 % des gesamten Energieverbrauchs im Privathaushalt aus; 12 % entfallen auf die Trinkwassererwärmung und 8 % auf elektrische Energie. Es wird davon ausgegangen, dass durch eine Steigerung der Gebäudesanierungsrate binnen etwa 30 Jahren der Heizwärmebedarf halbiert werden kann. Bei der aktuellen europäischen Sanierungsraten von 1,4 % pro Jahr würde der Energieverbrauch im Gebäudesektor von 2005 bis 2050 um ca. 40 % gesenkt. Bei einer Steigerung auf 2 % wären Energieeinsparungen von 74 % möglich. In Deutschland sind ca. 90 % der Bestandsgebäude nur schlecht gedämmt. Besonders große Einsparungen lassen sich bei Neubauten erzielen, wo durch Niedrigenergiehaus- oder Passivhausstandards große Energieeinsparungen verglichen mit dem gegenwärtigen Gebäudebestand möglich sind. Passivhäuser benötigen im Schnitt nur ca. 5 % der Energie eines Bestandsgebäudes. Die besten Passivhäuser erzielen Verbrauchswerte von 10 bis 15 kWh pro m² und Jahr, während der Gebäudebestand bei durchschnittlich 220 kWh pro m² und Jahr liegt. Niedrigenergiebauten liegen mit ca. 70 kWh pro m² und Jahr dazwischen. Plusenergiehäuser liefern hingegen im Jahr (bilanziell) mehr Energie, als sie im gleichen Zeitraum benötigen (beispielsweise durch sehr gute Dämmung und Installation einer Photovoltaikanlage). Wie hoch der Energiebedarf pro Quadratmeter Energiebezugsfläche und Jahr sein darf, ist im sog. Energiestandard festgelegt.
Häufig tritt nach der Durchführung von Energieeffizienzmaßnahmen der sog. Rebound-Effekt ein, also eine Mehrnutzung der Technologie, durch die die energiesparende Wirkung der Effizienzmaßnahmen reduziert oder gar aufgehoben wird. In der Literatur wird davon ausgegangen, dass hierdurch die durch die Effizienzmaßnahme herrührende Energieeinsparung im Schnitt um 10 % geringer ausfällt, wobei die Werte einzelner Studien zwischen 0 und 30 % schwanken.

#### Energieeinsparung

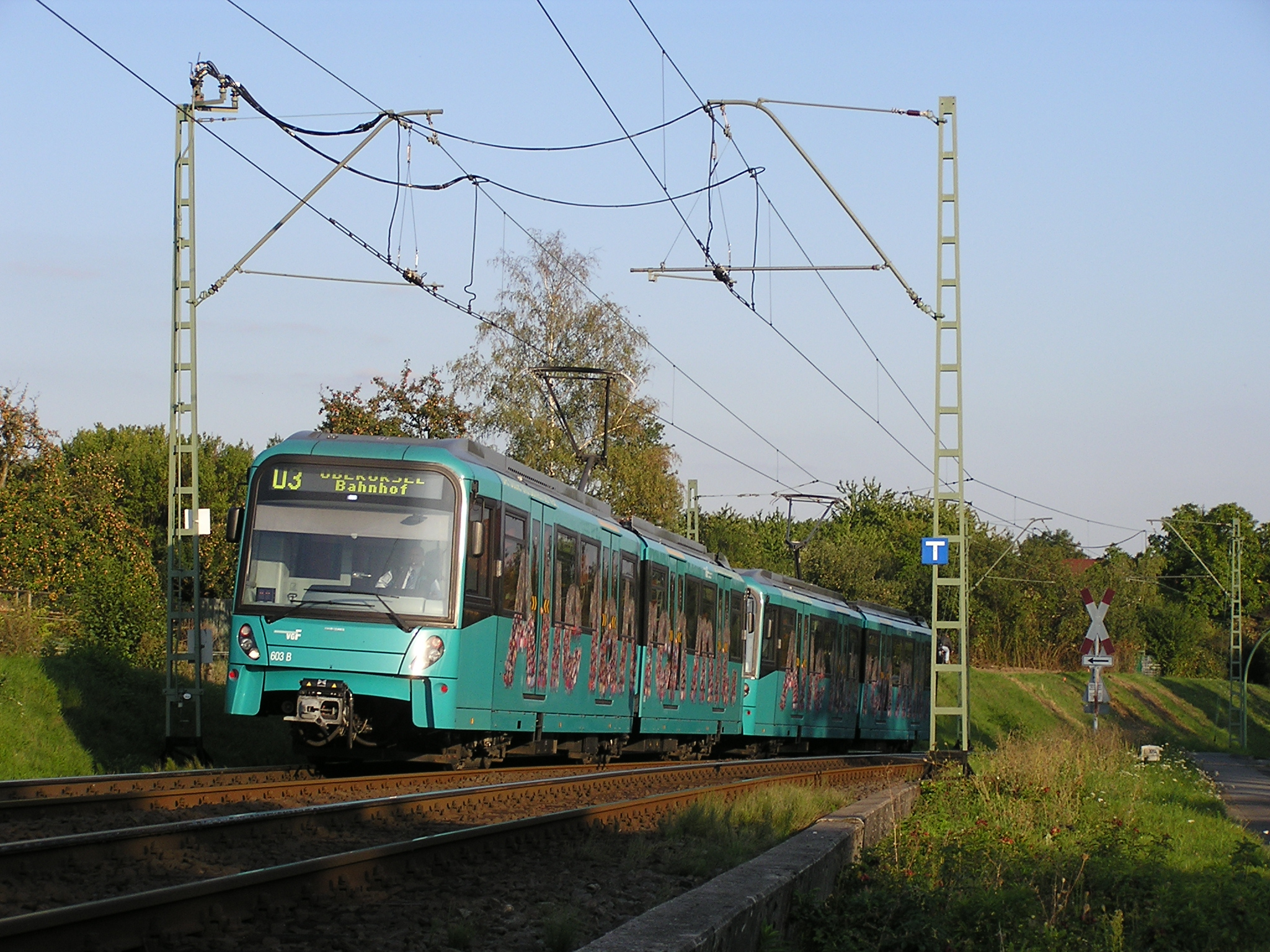
Durch Nutzung des öffentlichen Personennahverkehrs ergeben sich deutliche Energieeinsparungen gegenüber dem Motorisierten Individualverkehr.

Während Energieeffizienzmaßnahmen in aller Regel Investitionen erfordern, werden unter Energieeinsparung bzw. Energievermeidung Maßnahmen zusammengefasst, die durch individuelle Verhaltensänderungen erzielt werden und somit sofort umsetzbar sind und zugleich keinerlei Kosten verursachen. Hierzu zählen z. B. der Verzicht auf den Gebrauch nicht-notwendiger Funktionen, beispielsweise einer Standby-Funktion eines Haushaltsgerätes. Energieeinsparungen sind z. B. möglich durch eine Absenkung der Raumtemperatur, eine geringere Nutzung von Automobilen, insbesondere auf Kurzstrecken, eine energiesparende Fahrweise oder Fahrzeuge mit weniger Treibstoffverbrauch (Dreiliterauto statt 15-Liter-SUV) oder einen bewussten Einsatz von Heizung und Beleuchtung.
Ebenfalls effektiv ist z. B. das zeit- und bedarfsgerechte Heizen, sodass nur tatsächlich auch genutzte Räume beheizt werden sowie effektives Lüften (d. h. Stoßlüften statt Dauerlüften). Zudem lässt sich durch Absenken der Raumtemperatur um 1 °C ca. 5 % der Heizenergie einsparen. Neben verhaltensbedingten Maßnahmen lassen sich Energieeinsparungen auch durch organisatorische Maßnahmen erzielen. Hierzu zählen die (bessere) Wartung von Geräten und Fahrzeugen, z. B. durch Optimierung von Motoreneinstellung und Luftdruck in Reifen, der Verzicht auf den Luftwiderstand erhöhende Aufbauten wie z. B. Dachgepäckträger, das Ausräumen nicht benötigter Güter aus Fahrzeugen zur Gewichtseinsparung sowie die stärkere Nutzung von Bahn und öffentlichem Verkehr statt der Straße.
Das spezifische Nutzungsverhalten hat einen z. T. sehr großen Einfluss auf den Energieverbrauch eines Gutes. Im Gebäudesektor weicht z. B. der Energieverbrauch zweier identischer Häuser abhängig von den jeweiligen Verhaltensweisen seiner Bewohner bei identischer Bauweise um ca. 35 % vom Mittelwert ab. Durch bewusstes Verhalten lässt sich der Energieverbrauch eines Hauses also deutlich senken, während kontraproduktive Handlungen wie z. B. falsches Lüften einen erheblichen Mehrverbrauch verursachen können.

#### Sektorenkopplung und Elektrifizierung des Energiesystems

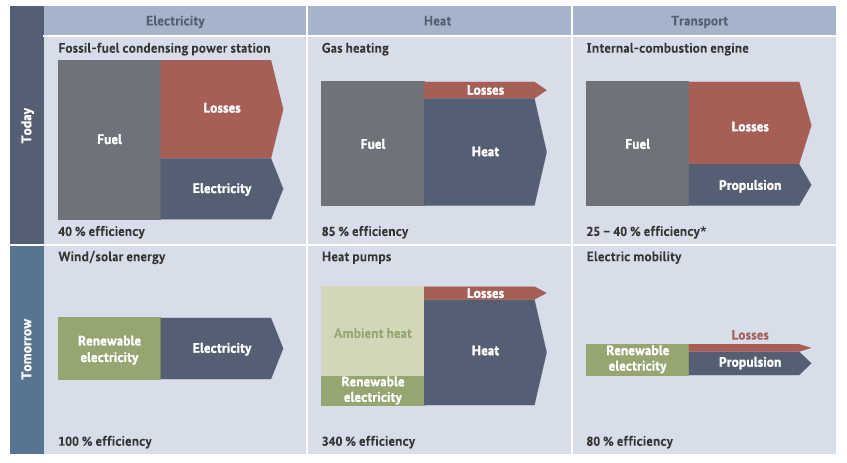
Vergleich bestimmter Wirkungsgradketten des fossilen Energiesystems und eines elektrifizierten erneuerbaren Energiesystems in einer Folie von 2018

Für ein sowohl ökologisch tragbares als auch bezahlbares Energiesystem werden Synergieeffekte einer stärkeren Kopplung der Sektoren als notwendig erachtet, also eine weitgehende Elektrifizierung auch des Wärme- und Verkehrssektors, denn die wichtigsten erneuerbaren Energietechnologien Solar- und Windenergie liefern vor allem Strom, der zudem über Stromnetze sehr einfach verteilt werden kann. Die Sektorenkopplung bietet zugleich ein großes Potential zur Energieeinsparung gegenüber fossilen Energiesystemen, wobei die tatsächlich erzielten Effekte stark von der richtigen Ausgestaltung dieser Elektrifizierung abhängen. So sind Wärmepumpenheizungen effizienter als elektrische Widerstandsheizungen. Neben der Energieeinsparung ist die Elektrifizierung des Wärme- und Verkehrssektors auch aus ökologischer und gesundheitlicher Sicht vorteilhaft, da Wärmepumpenheizungen und Elektrofahrzeuge am Ort ihrer Nutzung keine Abgase und damit auch kein Schadstoffe wie beispielsweise Ruß, Feinstaub oder Stickoxide freisetzen. So können Elektrofahrzeuge insbesondere bei Nutzung von Ökostrom dazu beitragen, die Umwelt und Gesundheitsbelastung durch das Verkehrswesen zu reduzieren und zugleich die Luftqualität zu verbessern.
Auch durch den stärkeren Einsatz der Kraft-Wärme-Kopplung entsteht eine stärkere Vernetzung des Strom- und Wärmesektors. Aufgrund dieser erweiterten Nachfrage ist in dem zukünftigen Energiesystem einerseits mit einem höheren Stromverbrauch zu rechnen als heute, während jedoch der Primärenergiebedarf durch den Einsatz regenerativer Quellen und die damit gesteigerte Energieeffizienz bei der Stromerzeugung zurückginge. Jacobson und Delucchi verweisen darauf, dass sich in einem vollständig regenerativen Energiesystem durch Umstieg von Verbrennungsmotoren auf Elektromotoren im Verkehrswesen sehr deutliche Effizienzvorteile erzielen ließen, während durch die Erzeugung von Wasserstoff aus Überschusselektrizität zusätzliche Verluste gegenüber dem status quo entstünden. Insgesamt kommen sie zu dem Ergebnis, dass sich in einem regenerativen Energiesystem gegenüber einem konventionellen Energiesystem 30 % des Energieverbrauchs einsparen ließen. Mathiesen et al. ermittelten in drei unterschiedlichen Energiewende-Szenarien für Dänemark jeweils etwa eine knappe Halbierung des Primärenergiebedarfs gegenüber einem weitgehend fossilen Referenzszenario.

##### Wärmesektor

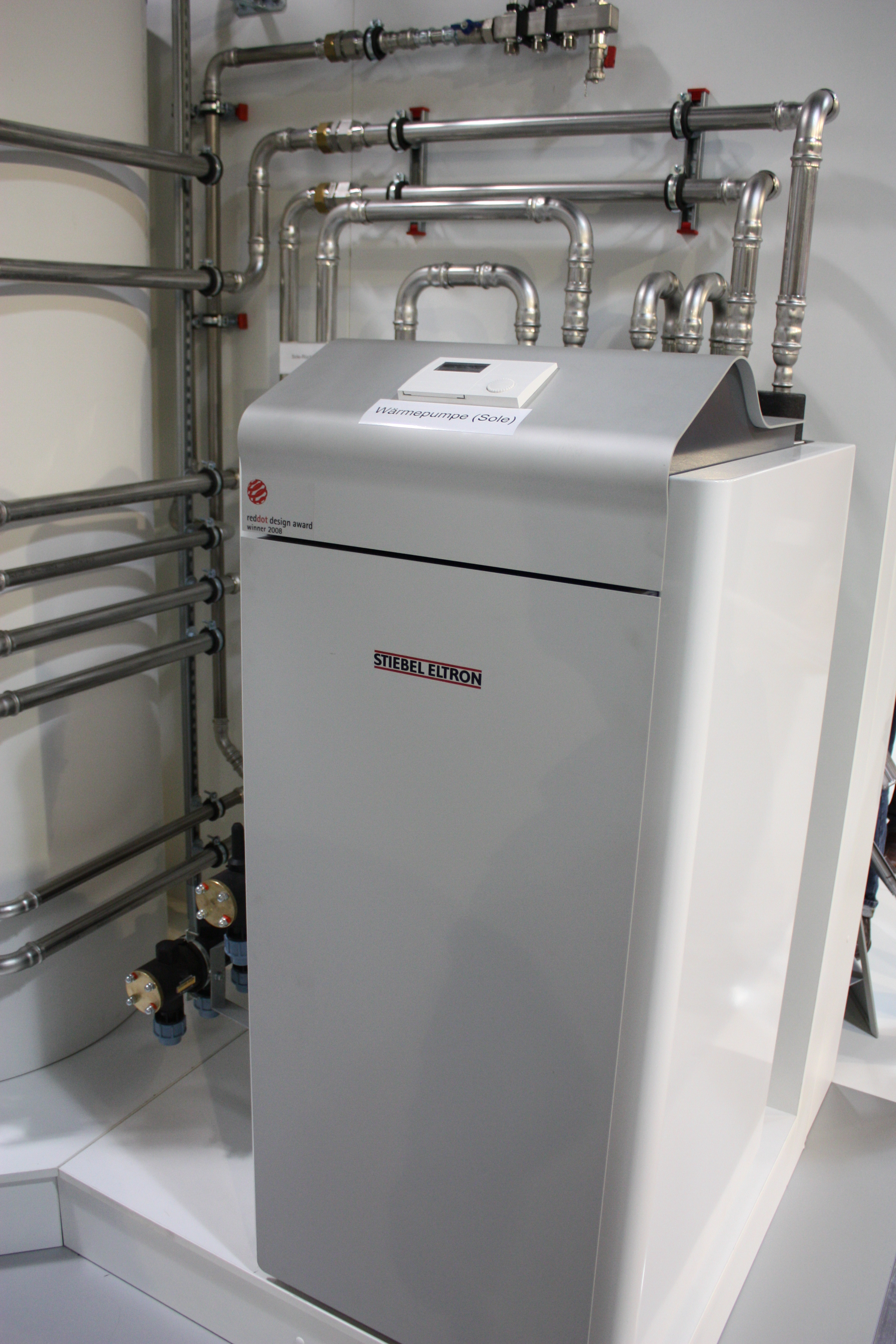
Wärmepumpenheizung (Solewärmepumpe) in einem Heizungskeller

Im Wärmesektor werden Fernwärmesysteme und Wärmepumpenheizungen als die vielversprechendsten Heizungsoptionen erachtet.

###### Wärmepumpen
Die Wärmepumpenheizung gilt von allen derzeit am Markt erhältlichen Einzeltechnologien als diejenige, die den möglicherweise größten Beitrag zur globalen Treibhausgasreduktion beisteuern könnte. Die IEA geht davon aus, dass alleine durch den Einsatz von Wärmepumpen die weltweiten Treibhausgasemissionen jährlich um 8 % reduziert werden können, wenn 30 % der Gebäude statt mit fossil befeuerten Heizungen mit Wärmepumpen beheizt werden. Gemäß Valentin Crastan gelten Wärmepumpenheizungen bezüglich Nachhaltigkeit als die „bei weitem die beste Heizung“. Wärmepumpenheizungen bieten ein großes Potenzial zur Effizienzsteigerung im Wärmesektor, das sie jedoch nur voll ausschöpfen können, wenn die für ihren Betrieb benötigte elektrische Energie aus regenerativen Energiequellen gewonnen wird. Für sie spricht zudem ihre deutlich höhere Effizienz gegenüber Anlagen auf Basis direkter elektrischer Heizung wie z. B. den einfacheren, aber auch in der Anschaffung günstigeren Elektrodenkesseln.
Mit dem großflächigen Ausbau von Erdwärmepumpen sowie der parallelen Dekarbonisierung der Energieversorgung ließen sich in der EU im Jahr 2050 verglichen mit Gasheizungen ca. 60 % der Primärenergie und 90 % der Treibhausgasemissionen des Heizsektors einsparen. Parallel dazu können Wärmepumpen durch Speicherung temporärer Stromüberschüsse als Wärmeenergie die Integration variabler erneuerbarer Energien in das Energieversorgungssystem verbessern. Für diesen Zweck kommen sowohl in die Wärmepumpenheizung integrierte Wärmespeicher als auch das beheizte Gebäude selbst in Frage. Die Nutzung zukünftiger Ökostromüberschüsse zum Betrieb von Wärmepumpen (Power-to-Heat) hat von allen Power-to-X-Konzepten den größten Umweltnutzen in Bezug auf Treibhausgasreduktion und Einsparung fossiler Energieträger. Zugleich gilt die Kopplung von Strom und Wärmesektor als besonders vielversprechend, weil die Energiewandlung wie auch die Wärmespeicherung zu vergleichsweise geringen Kosten möglich sind.
Zu berücksichtigen ist, dass sich die Energieeffizienz von Wärmepumpen je nach verwendeter Technik z. T. deutlich unterscheiden kann. Luft-Wasser-Wärmepumpen, die die Heizenergie aus der Umgebungstemperatur entnehmen, weisen insbesondere bei kalten Außentemperaturen die niedrigsten Leistungszahlen auf und kommen damit auch auf geringere Jahresarbeitszahlen als Wärmepumpen mit anderen Wärmequellen. Erdwärmepumpen arbeiten hingegen unabhängig von den Außentemperaturen und können Jahresarbeitszahlen zwischen 3 und 5 erreichen, d. h. mit Einsatz einer kWh elektrischer Energie 3 bis 5 kWh Wärme bereitstellen; der höchste in der Literatur genannte Wert liegt bei 5,2-5,9. Die Effizienz von Erdwärmepumpen kann zudem durch Kopplung mit thermischen Solarkollektoren gesteigert werden.
Ungeeignet für die Energiewende sind hingegen aufgrund ihrer Ineffizienz Elektrogebäudeheizungen wie Nachtspeicherheizungen oder Radiatoren, bei denen der Strom mittels Heizwiderständen direkt in Wärme verwandelt wird. Diese Heizungen weisen gegenüber fossil befeuerten Gebäudeheizungen einen deutlich höheren Primärenergieverbrauch auf. Stammt z. B. die zum Betrieb einer solchen Heizung benötigte elektrische Energie aus einem Kohlekraftwerk, dann liegt der Primärenergieverbrauch beim 2,4-fachen einer herkömmlichen fossil betriebenen Heizung. Bei vollkommen regenerativer Stromerzeugung, beispielsweise aus Wasserkraftwerken, ist der Primärenergieverbrauch gleich hoch wie bei fossilen Heizungen, aber ebenfalls deutlich höher als bei Wärmepumpenheizungen.

###### Nachhaltige Fernwärmesysteme

Fernwärmesystem der vierten Generation samt Wärmequellen im Vergleich mit vorhergehenden Generationen

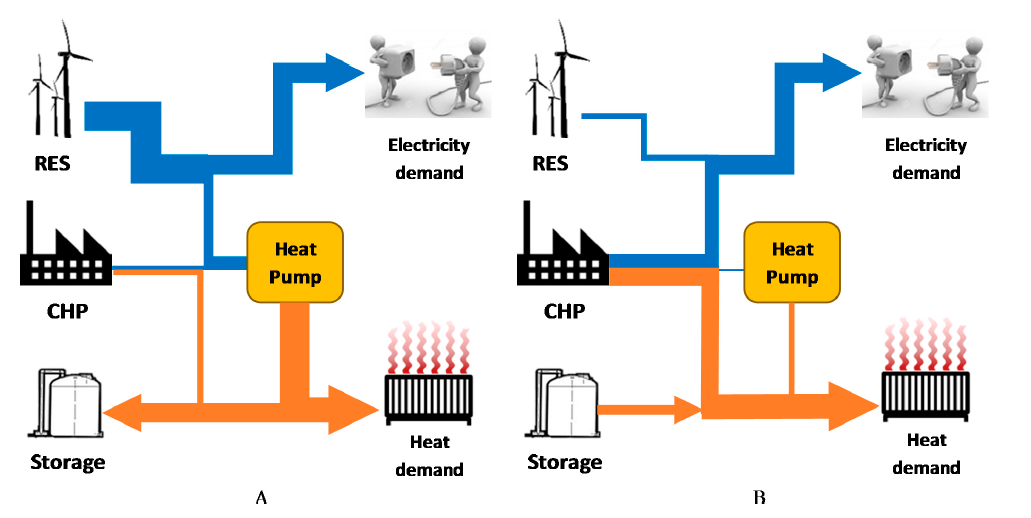
Die Kombination von Wärmepumpen, KWK-Anlagen und Wärmespeichern bietet große Flexibilität in Erzeugung und Verbrauch und erleichtert somit die Integration großer Mengen variabler erneuerbarer Energien.

Zudem wird die Fernwärmeversorgung als wichtiger Pfeiler eines erneuerbaren Energiesystems angesehen, insbesondere in dicht besiedelten urbanen Regionen. Besonderer Fokus liegt hierbei auf Fernwärmesystemen der vierten Generation, die speziell auf die Anforderungen eines erneuerbaren Energiesystems ausgelegt sind. Als Wärmequellen dieser Systems sollen erneuerbare Energien wie Geothermie, Solarthermie (u. a. in Form solarer Fernwärme) oder bisher nicht genutzte Abwärme aus Industrieprozessen dienen. Dazu sollen neben (biomassebefeuerten) KWK-Anlagen unter anderem Großwärmepumpen eine wichtige Rolle einnehmen, womit sich eine starke Kopplung mit dem Elektrizitätssektor ergibt. Durch die Kombination von Strom und Wärme liefernden KWK-Anlagen, Wärmepumpen und Wärmespeichern sollen Fernwärmesysteme der 4. Generation zudem viel Flexibilität für Energiesysteme mit hohem Anteil variabler erneuerbarer Energien wie Windenergie und Solarenergie bieten und somit deren schwankende Energielieferung ausgleichen; beispielsweise durch Betrieb der Wärmepumpen bei Ökostromüberschuss oder alternativ der KWK-Anlagen bei nicht bedarfsdeckender Ökostromproduktion.
Als besonders vorteilhaft für die Integration hoher Anteile an erneuerbaren Energien bei zugleich sehr hohen Gesamtwirkungsgraden wird die Kombination von Blockheizkraftwerken (BHKW) und anderen in Kraft-Wärme-Kopplung betriebenen Kraftwerken mit Wärmepumpen sowie Wärmespeichern betrachtet. In einem solchen System würden Wärmepumpen während Zeiten hoher Stromproduktion aus Wind- und/oder Solarenergie den Wärmebedarf decken und zugleich etwaige Stromüberschüsse verwerten, während die BHKWs abgeschaltet bleiben könnten. Bei nur niedriger Stromproduktion aus erneuerbaren Energien würden hingegen die BHKWs sowohl Strom und Wärme liefern. Durch die Integration von Wärmespeichern in ein solches System ließen sich zudem Strom- und Wärmeproduktion voneinander entkoppeln, sodass etwaige Verluste durch temporär nicht benötigte Wärme der BHKWs minimiert würden. Auch im Fernwärmesystem gilt der Einsatz von Wärmepumpen in Fernwärmesystemen als eine der vielversprechendsten Wege, um die Energieeffizienz von Fernwärmenetzen zu steigern und die Klimaschutzziele zu erreichen, nicht zuletzt, da Wärmepumpen bei Bezug von Ökostrom emissionsfrei arbeiten. Zugleich erlauben Großwärmepumpen in großem Maße zur Verfügung stehende Niedertemperaturquellen wie Umweltwärme oder Industrieabwärme für Wärmezwecke zu erschließen. Alternativ kann Niedertemperatur-Abwärme auch direkt in kalte Nahwärmenetze eingespeist werden.

##### Verkehrssektor

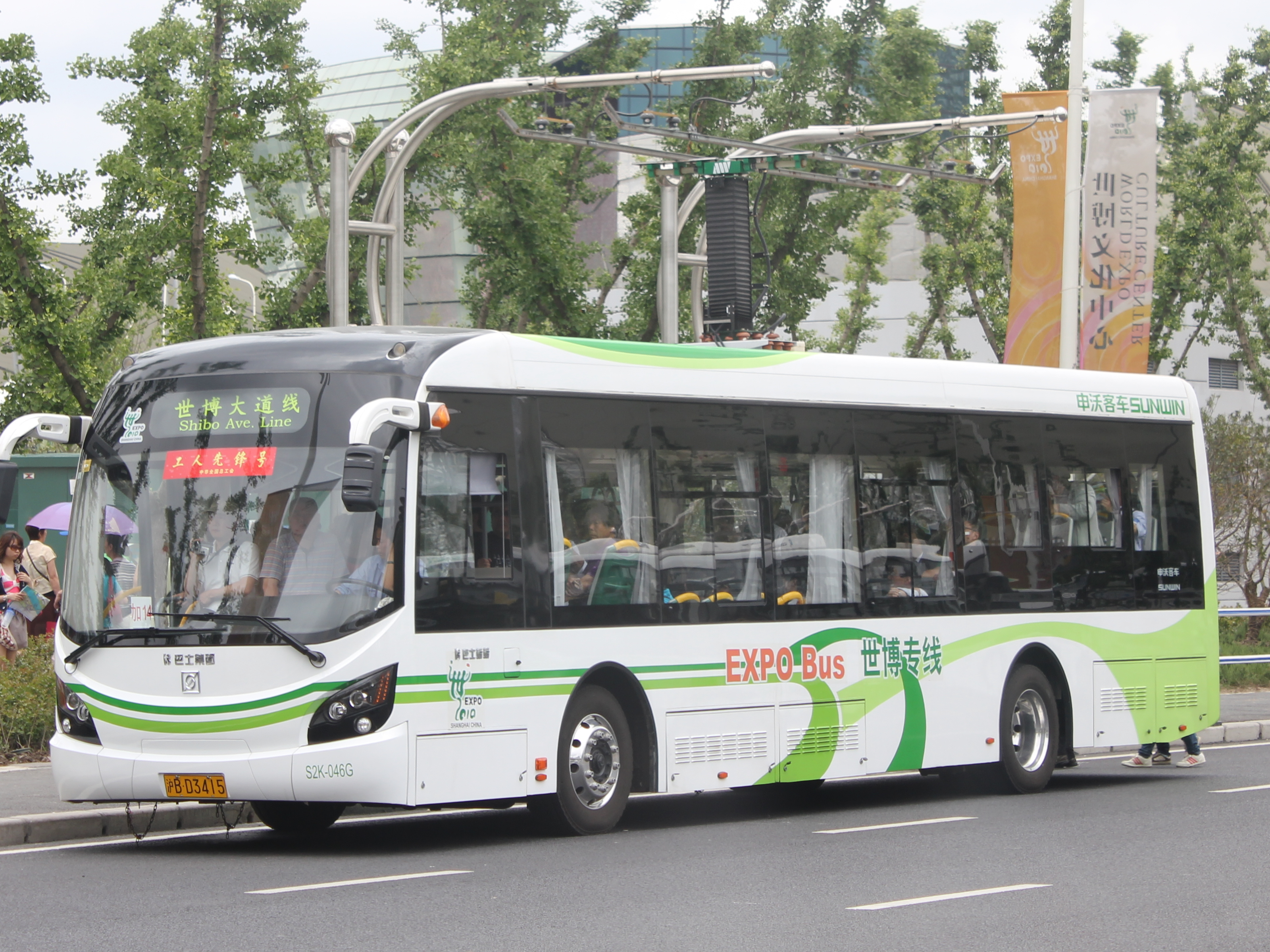
Batteriebus des Typs BYD ebus in Shanghai, China

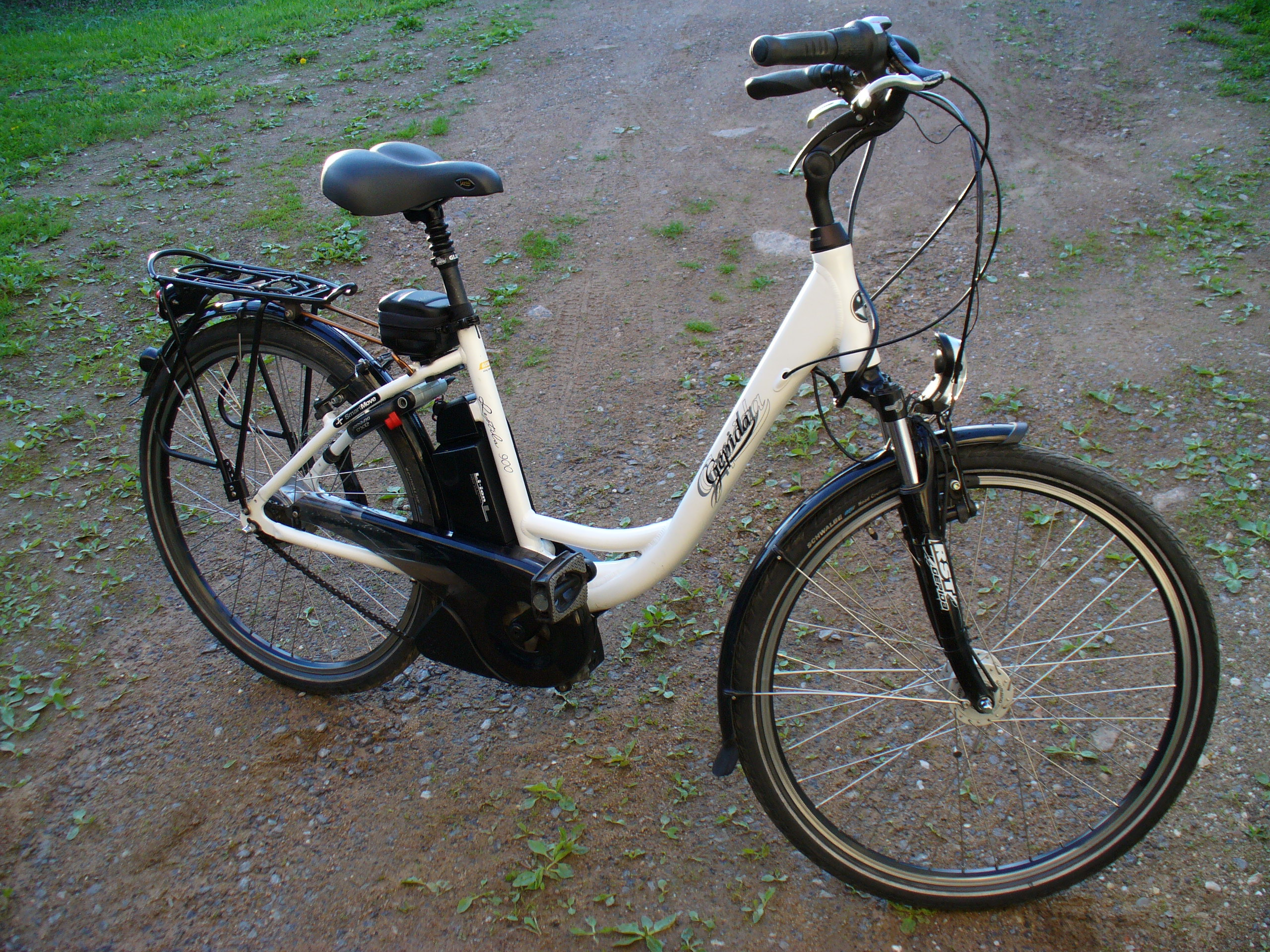
Die Nutzung von Elektrofahrrädern stellt eine umweltfreundliche Form der Mobilität dar und kann Autos im Kurzstreckenverkehr teilweise ersetzen.

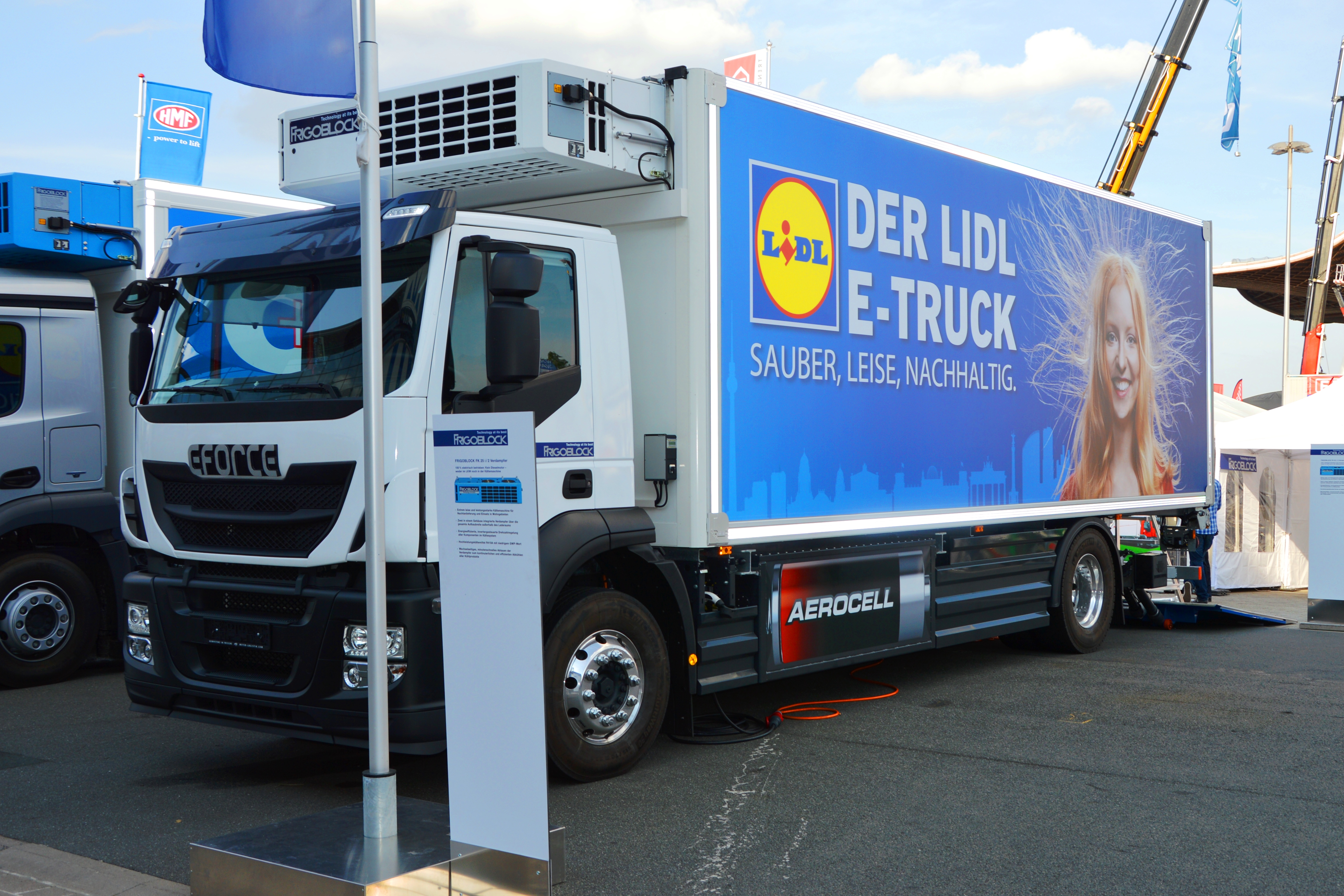
Elektrolastkraftwagen e-Force One

Da die Energiewende ohne Umbau des Verkehrssektors nicht möglich ist, spielt die Verkehrswende eine wichtige Rolle für das Gelingen der Energiewende. Daher kommt dem Ausbau der Elektromobilität in Form von Elektroautos, Pedelecs, Elektrolastkraftwagen und dem Ausbau und Umbau des öffentlichen Personennahverkehrs z. B. mit Batteriebussen eine wichtige Funktion zu. Es wird davon ausgegangen, dass in einem zukünftigen regenerativen Energiesystem gespeicherte Elektrizität der effizienteste Kraftstoff im Verkehrssektor sein wird. Durch den Ausbau der Elektromobilität sollen insbesondere der Ölverbrauch sowie der Kohlenstoffdioxidausstoß gesenkt und somit der Verkehr insgesamt nachhaltiger gestaltet werden. Durch Einsatz von Elektrofahrzeugen gegenüber den bisher genutzten Fahrzeugen mit Verbrennungsmotor, die nur über einen geringen Wirkungsgrad verfügen, ließe sich der Energieverbrauch des Verkehrswesens deutlich senken, allerdings nur, wenn der Strom durch erneuerbare Energien produziert wird.
Trotz höheren Energieaufwandes für die Herstellung der Batterien schneiden Elektroautos bei einer Betrachtung des gesamten Lebenszyklus sowohl beim Treibstoffverbrauch als auch beim Treibhausgasausstoß besser ab als Fahrzeuge mit Verbrennungsmotor. Nur unter der Annahme, dass ausschließlich Strom aus Kohlekraftwerken zum Betreiben des Elektrofahrzeuges verwendet wird und die Batterien zugleich in einer technologisch wenig fortschrittlichen Fabrik hergestellt werden, lag die Treibhausgasbilanz von Elektroautos höher als bei Fahrzeugen mit Verbrennungsmotor. Werden jedoch die gesamten Umweltschäden infolge von Schadstoffemissionen usw. betrachtet, dann ist die Umweltbilanz eines Elektrofahrzeugs selbst bei Nutzung von Kohlestrom günstiger als die eines fossil betriebenen Fahrzeugs, auch wenn von allen anderen Arten der Stromgewinnung deutlich niedrigere Umwelteffekte ausgehen. Bei Nutzung des durchschnittlichen europäischen Strommix des Jahres 2009 stoßen batterieelektrische Fahrzeuge je nach verwendetem Ansatz (vereinfachte Well-to-Wheel-Betrachtung oder vollständige Lebenszyklusanalyse) 44 bis 56 % bzw. 31 bis 46 % weniger CO2 aus als Fahrzeuge mit Verbrennungsmotoren.
Allerdings würden in Bereichen, wo eine Elektrifizierung schwerer zu erreichen ist, deutlich länger chemische Treibstoffe benötigt. Hierzu zählen z. B. der Flugverkehr, der Schwerlastverkehr sowie der Schiffstransport. Für diese kommt neben dem Einsatz von Biomasse ebenfalls die Nutzung synthetischer Kraftstoffe wie Methanol, Dimethylether oder Methan in Frage, die zuvor mittels Power-to-Liquid- bzw. Power-to-Gas-Technologien aus regenerativ produzierter Elektrizität hergestellt wurden. Eine weitere Möglichkeit ist der Einsatz von Brennstoffzellenfahrzeugen, die aber bei den bisher eingesetzten Konzepten gegenüber batterieelektrischen Autos eine schlechtere Energiebilanz haben. So liegt der Energiebedarf von Brennstoffzellenfahrzeugen, die mit regenerativem Elektrolysewasserstoff betrieben werden, zwar niedriger als bei Fahrzeugen mit Verbrennungsmotor, jedoch auch um ca. 130 % über dem von Elektrofahrzeugen, womit sie mehr als doppelt so viel Energie benötigen wie Elektroautos.
Auch durch die stärkere Nutzung von elektrischen Eisenbahnzügen statt Individualverkehrsmitteln lässt sich die Energieeffizienz des Verkehrssektor steigern und zugleich die notwendige Elektrifizierung vorantreiben. Deshalb sind auch Verhaltensänderungen von Bedeutung, wie der Kauf leichterer und schwächer motorisierter Automobile oder eine Einschränkung von Flugreisen, die Implementierung neuer sanfterer Mobilitätskonzepte sowie die Nutzung elektrifizierter Nahverkehrsmittel wie z. B. Batteriebusse oder elektrisch betriebene schienengebundene Verkehrsmitteln.
Darüber hinaus bietet der Ausbau der Elektromobilität systemische Vorteile für die Elektrizitätserzeugung. Unter anderem könnten Elektrofahrzeuge mittels Smart Grids aktiv in das Stromsystem eingebunden werden und dort eine Rolle zur Ausbalancierung schwankender Einspeisung von Wind- und Photovoltaikanlagen spielen. Durch Bereitstellung von Systemdienstleistungen und Regelleistung ermöglichen Elektrofahrzeuge eine stärkere Einbindung dieser variablen erneuerbaren Energien in das Stromsystem, womit sowohl die Treibhausgasbilanz des Elektrizitäts- als auch des Verkehrssektors verbessert werden kann. Allerdings werden durch die Einbindung von Elektroautos in das Stromsystem weitere Maßnahmen (wie z. B. der Netzausbau oder der Aufbau einer Energiespeicherstruktur) aller Wahrscheinlichkeit nach nicht überflüssig. Aus ökologischer Sicht weist die Nutzung zukünftiger Stromüberschüsse zum Betrieb batterieelektrischer Fahrzeuge nach der Nutzung in Wärmepumpen und noch vor der Stromspeicherung die zweitbeste Umweltbilanz auf.

### Phasen der Energiewende
Die Transformation des Energiesystems im Rahmen der Energiewende ist ein Prozess, der sich über mehrere Jahrzehnte hinzieht und in verschiedene Phasen unterteilt werden kann. In der wissenschaftlichen Literatur existieren verschiedene Transformationsmodelle, in denen jeweils unterschiedliche Aufgaben zu bewältigen sind. Während z. B. Lund et al. ein dreistufiges Modell präsentieren, das aus der Einführungsphase, der großflächigen Systemintegration und der 100-%-Phase besteht, untergliedern Henning et al. und Fischedick die Systemintegration in zwei Teilphasen und kommen so auf insgesamt vier verschiedene Phasen.
Während zu Beginn der Energiewende vor allem die Bewusstseinsbildung, die Entwicklung und Markteinführung von notwendigen Technologien (Erneuerbare Energien, Energieeffizienztechnologien etc.) und die Senkung von deren Kosten im Vordergrund stehen, verschiebt sich der Fokus in späteren Phasen zunehmend in Richtung von Systemintegration im Stromsektor sowie der Verdrängung von fossilen Energien aus dem Wärme- und Verkehrssektor. Dabei kommt es zu einer immer stärkeren Auflösung der einzelnen Sektoren und stattdessen zu einer Integration in einem einzigen sektorübergreifenden vernetzten Energiesystem.
Wichtig wird ebenfalls eine Flexibilisierung von Stromproduktion und -nachfrage, wobei die ersten Maßnahmen die Optimierung der Fahrweise konventioneller Kraftwerke als auch der Ausbau der Stromnetze sind. Maßnahmen im weiteren Verlauf der Energiewende umfassen die Einführung von Demand-Side-Management und den Aufbau von Kurzfristspeicherkapazität, den Ausbau von elektrischen Wärmepumpenheizungen und in Kraft-Wärme-Kopplung betriebenen Nahwärmenetzen und langfristig die Herstellung synthetischer Kraftstoffe mittels chemischer Langfristspeicher. Parallel zu den vier Phasen wird über den gesamten Zeitraum eine Steigerung der Energieeffizienz sowohl in der Stromnutzung als auch im Heizwärmesektor notwendig.

#### Phase 1: Entwicklung erneuerbarer Energien
In der ersten Phase der Energiewende, die bei etwa 25 % erneuerbare Energien am Strommix endet, stehen Entwicklung und Markteinführung von Basistechnologien im Vordergrund. Hierzu zählen insbesondere erneuerbare Energien wie Photovoltaik- und Windkraftanlagen, deren Kapazitätsausbau in dieser Phase noch kaum Auswirkung auf das Stromversorgungssystem hat. Zudem werden in dieser Phase rasche Kostensenkungen durch Massenproduktion und Skaleneffekte erzielt. In Deutschland ist diese Phase mittlerweile abgeschlossen.

#### Phase 2: Systemintegration
Die zweite Phase der Energiewende beginnt ab ca. 25 % Anteil erneuerbarer Energien am Strommix und endet bei einem Anteil von ca. 60 %. In dieser Phase wird eine Systemintegration der erneuerbaren Energien notwendig. Bedeutung gewinnt in dieser Phase die flexiblere Betriebsweise von konventionellen Stromproduktionsanlagen, die Flexibilisierung des Stromverbrauchs mittels Smart Grids und Laststeuerungsmaßnahmen sowie eine stärkere Integration von Wärme- und Verkehrssystem durch Wärmepumpen und Elektrofahrzeuge. Die für die Versorgungssicherheit notwendigen Lastverschiebungen bewegen sich im Bereich von Minuten bis zu mehreren Stunden, sodass der Einsatz von Kurzfristspeichern wie Batterie-Speicherkraftwerken oder Pumpspeicherkraftwerken in Kombination mit der Pufferung durch Elektrofahrzeuge ausreicht.

#### Phase 3: Synthetische Brennstoffe

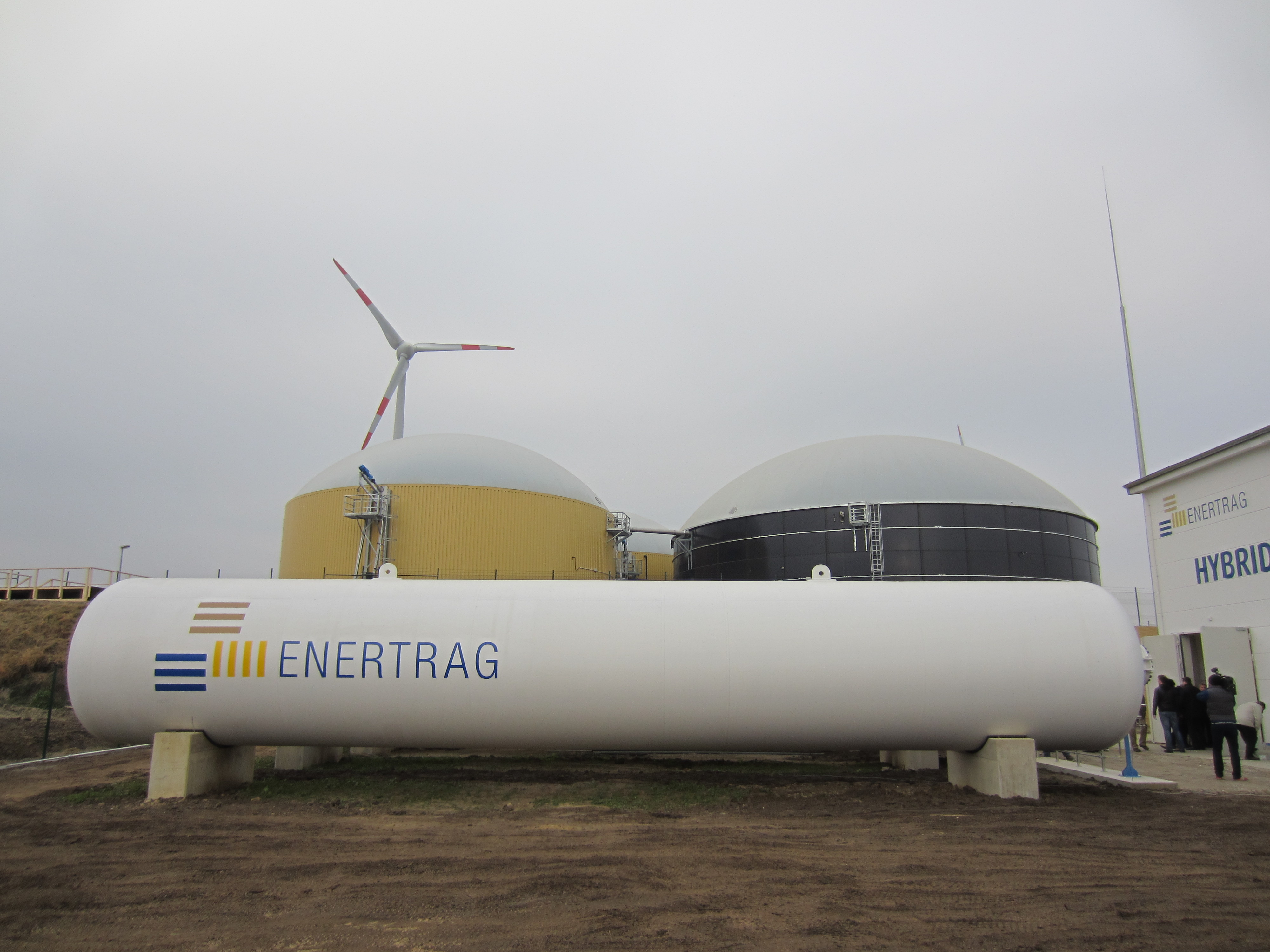
Die Herstellung synthetischer Brennstoffe mittels Wasserelektrolyse wie hier im Kraftwerk Prenzlau zu Forschungszwecken realisiert wird erst ab einem Anteil von 60–70 % variabler erneuerbarer Energien notwendig.

Die dritte Phase beginnt bei ca. 60–70 % erneuerbarer Energien am Strommix, wobei bei nennenswertem Stromimport aus solarthermischen Kraftwerken in Nordafrika auch ein späterer Beginn möglich ist. In dieser Phase wird es zunehmend zu stärkeren Überschüssen in der regenerativen Stromproduktion kommen, die den Einsatz chemischer Langfristspeicher (Power-to-Gas) notwendig machen. In Frage kommende Speichermedien sind beispielsweise Wasserstoff, Methan oder auch Methanol, die durch Elektrolyse von Wasser mit überschüssigem Ökostrom und ggf. anschließende Methanisierung bzw. Methanolisierung hergestellt werden können. Diese würden sinnvollerweise statt mit Wirkungsgradverlust rückverstromt zu werden zunächst im Verkehrswesen eingesetzt, wo sie direkt fossile Energieträger ersetzen würden. Hier sind sowohl Brennstoffzellenfahrzeuge als auch Gasfahrzeuge denkbar, die sowohl mit künstlichem Methan, Biomethan als auch fossilem Erdgas betankt werden können. Die Phase endet mit einer vollständigen Versorgung des Stromsektors mit Ökostrom.

#### Phase 4: Vollständige regenerative Energieversorgung
In der vierten Phase kommt es schließlich zu einer vollständigen Verdrängung fossiler Energieträger (insbesondere Erdgas) auch im Wärme- und Verkehrssektor. Für Deutschland ist derzeit noch nicht absehbar, ob diese vollständige Verdrängung ausschließlich durch heimische erneuerbare Energien erfolgen wird, oder ob zusätzlich auch Energieimporte, beispielsweise durch aus Ökostrom gewonnenen synthetischen Kraftstoffen, genutzt werden. Zwar besitzt Deutschland das Potential, sich vollständig aus heimischen regenerativen Energien zu versorgen, jedoch reduziert der teilweise Import von Energie den Speicherbedarf und erhöht die Energiesicherheit.
In dieser Phase müssen die einzelnen Bestandteile des regenerativen Energiesystems, d. h. die einzelnen regenerativen Energien, Effizienzmaßnahmen, Speicher usw., nicht mehr mit konventionellen Energien konkurrieren, sondern untereinander. Hierbei gilt es, die einzelnen Technologien sowohl in qualitativer als auch in quantitativer Hinsicht gut aufeinander abzustimmen, um einen möglichst effektives Gesamtsystem zu ermöglichen. Durch den großen Anteil fluktuierender erneuerbarer Energien kommt insbesondere dem Erhalt der Systemstabilität eine wichtige Rolle zu.

### Integration regenerativer Erzeuger in das Energiesystem

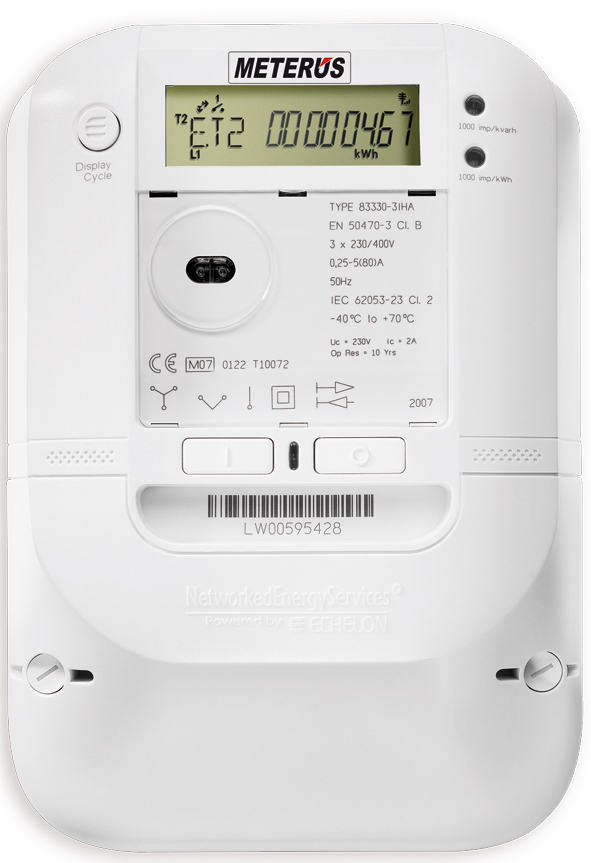
Intelligenter Stromzähler sind eine Schlüsseltechnologie für Smart Grids.

Die Stromproduktion durch Windkraft-, Photovoltaik- und in sehr viel geringerem Maße auch von Wasserkraftanlagen ist durch das Wettergeschehen bestimmt, deshalb volatil und richtet sich nicht nach dem Bedarf. Hinzu kommt, dass Photovoltaikanlagen nur tagsüber Strom liefern können und ausgeprägten saisonalen Schwankungen unterliegen, während solarthermische Kraftwerke mit Wärmespeicher prinzipiell auch nachts Strom liefern können. Auch die Produktion von Windkraftanlagen ist wetterbedingt starken Fluktuationen unterworfen, jedoch ist die Variation im Jahresgang deutlich geringer und sie können sowohl tagsüber als auch nachts Strom liefern. Bei der Windkraft rechnet man mit einer gesicherten Leistung im Bereich von 5 bis 6 % der Nennleistung.
Zur Gewährleistung der Versorgungssicherheit müssen also andere Maßnahmen zum Einsatz kommen als in einem Energiesystem, das von grundlastfähigen Kraftwerken dominiert wird. Da eine (Ab)regelung der volatilen Produzenten nicht sinnvoll ist und dementsprechend Eingriffe in deren Erzeugungsverhalten praktisch keine Vorteile bieten, muss die Anpassung der Produktion an die Nachfrage durch andere Bestandteile des Energiesystems ausgeglichen werden. Hierfür gibt es eine Reihe von Möglichkeiten, die einzeln oder gemeinsam zum Einsatz kommen können: Hierzu zählen z. B.
- Die Verknüpfung variabler Erzeuger in geographisch entfernten Regionen durch Netzausbau
- Die Kombination verschiedener regenerativer Energien zum Glätten der Einspeisung
- Die Ergänzung variabler Erzeuger mit grundlastfähigen Kraftwerken (beispielsweise Biomasse- oder Geothermiekraftwerk)
- Die Implementation von Smart Grids, um die Nachfrage durch Laststeuerung an die schwankende Erzeugung anzupassen
- Der Ausbau von Stromspeichern im Energiesystem oder direkt am Ort der Erzeugung
- Der Einsatz thermischer Speicher zur Wärmegewinnung (Power-to-Heat)
- Das Überdimensionieren von regenerativen Kraftwerken kombiniert mit der Produktion von Wasserstoff aus temporärer Überschussproduktion
- Die Speicherung von elektrischer Energie in Elektrofahrzeugen
- Die Planung der Energieproduktion nach Solar- und Windleistungsvorhersage

Grundsätzlich lässt sich die Integration regenerativer Energiequellen daher in zwei Phasen einteilen: Bei niedrigen Anteilen variabler erneuerbarer Energien stellt deren Integration in das existierende Stromsystem kein Problem dar, da ihre schwankende Leistungsabgabe zunächst durch den bestehenden grundlastfähigen Kraftwerkspark ausgeglichen werden kann. Erst mit höheren Anteilen von Wind- und Solarstrom müssen zusätzlich weitere Maßnahmen wie ein Netzausbau oder die Errichtung von Speicherkraftwerken ergriffen werden. Hierbei gilt der Grundsatz, dass die Fernübertragung mittels HGÜ der Speicherung von Strom im Allgemeinen wirtschaftlich überlegen ist und somit möglichst vorgezogen werden sollte.

#### Maßnahmen

##### Netzausbau

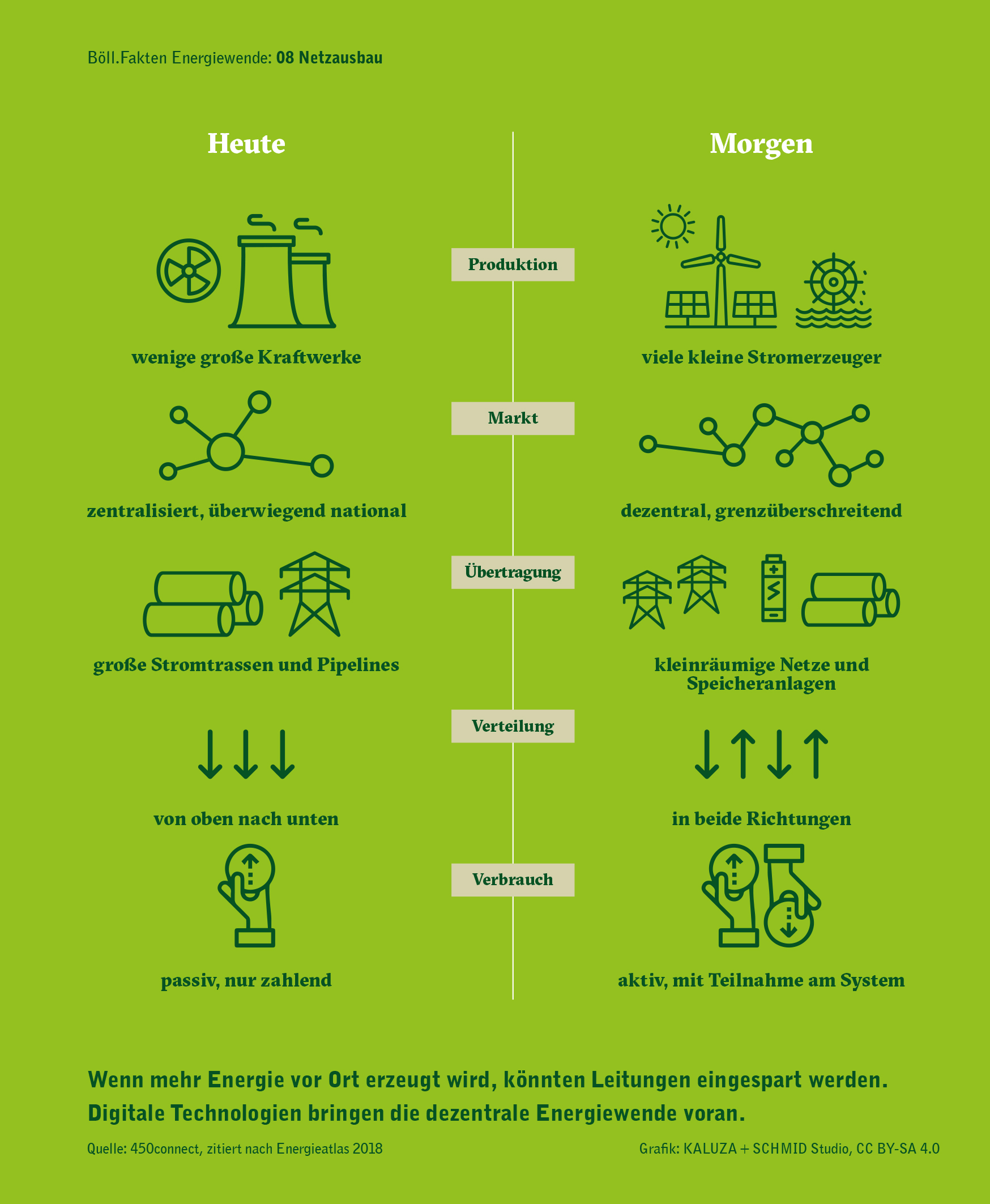
Änderung des Netzaufbaus im Rahmen der Energiewende (schematisch – Stand 2019)

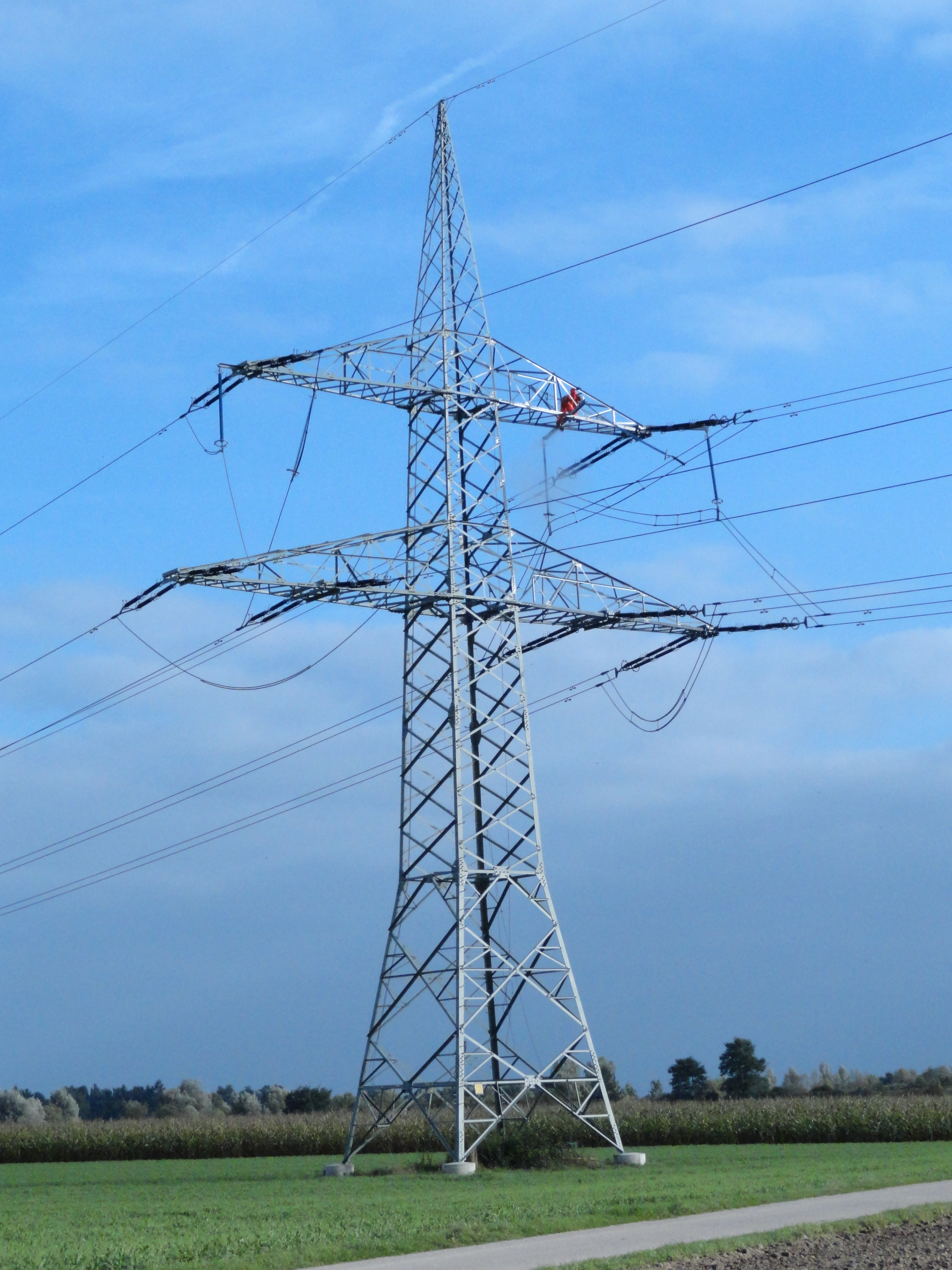
Mit dem Ausbau der Stromnetze lässt sich der Bau von Stromspeichern hinauszögern und der Speicherbedarf bzw. der Bedarf an Regel- und Ausgleichsenergie deutlich senken.

Vor dem Ausbau der erneuerbaren Energien war das Stromnetz auf den Betrieb relativ weniger großer Wärmekraftwerke zugeschnitten. Die Elektrizität wurde in großen Kraftwerksblöcken produziert, auf 220 kV bzw. 380 kV hochtransformiert, in Höchstspannungsleitungen zu den Verbrauchszentren transportiert, in Umspannwerken in Hochspannung (110 kV) herabtransformiert und regional verteilt. Die Verteilung zum Endkunden fand schließlich in der Mittel- und Niederspannungsebene statt, bei einigen industriellen Großverbrauchern z. T. auch direkt durch Hochspannungsleitungen. Strom floss dabei fast nur von hohen Spannungsebenen in niedrigere, wo er genutzt wurde. Mit dem Ausbau der erneuerbaren Energien wurden die ehemals als (fast) reine Verteilnetze konzipierten unteren Netzebenen immer mehr auch zu Einspeisenetzen. Damit diese Netze auch weiterhin in der Lage sind, gestiegene Stromflüsse ohne Spannungsanstieg zu bewältigen, sind lokal oder regional Netzverstärkungen oder der Einbau von regelbaren Transformatoren notwendig.
Weiterer Netzausbaubedarf ergibt sich insbesondere aus dem Ausbau der Windenergie. Windparks werden häufig in Regionen errichtet, in denen ursprünglich kein hoher Strombedarf herrschte und dementsprechend die Verteilnetze nur schwach dimensioniert waren, beispielsweise in den vorwiegend ländlich geprägten Küstengebieten Norddeutschlands, fern der Verbrauchszentren im Ruhrgebiet und Süddeutschland. Dort müssen entsprechend die Netze verstärkt werden, um die steigende Windstromeinspeisung aufnehmen zu können. Selbiges trifft auf die Übertragungsnetze zu, wobei hier neben dem Ausbau von Windenergie auch der bereits mit der Strommarktliberalisierung angestrebte europäische Stromhandel für Ausbaubedarf sorgt. Durch diese beiden Aspekte werden die Netze heute mit Belastungen konfrontiert, für die sie ursprünglich nicht konstruiert wurden.
Eine wichtige Rolle beim Netzausbau im Rahmen der Energiewende haben regionale Ausgleichseffekte, die bei der Windenergie und in geringerem Maße bei der Solarenergie auftreten. Verglichen mit einer einzigen Windkraftanlage ist bereits die Einspeisung eines Windparks stetiger; große Ausgleichseffekte ergeben sich jedoch erst durch die Verknüpfung weiter entfernter Regionen in unterschiedlichen Staaten mit verschiedenen Wetterzonen. Durch den Netzausbau lässt sich somit die Einspeisung von erneuerbaren Energien verstetigen und damit der Speicherbedarf bzw. der Bedarf an Regel- und Ausgleichsenergie deutlich senken. Ein europäisch verknüpftes Stromnetz ermöglicht somit durch überregionale Ausgleichseffekte eine einfachere erneuerbare Vollversorgung als ein rein nationales Vorgehen und ist günstiger als ein Energiesystem, das stark von Stromspeichern mit geringeren Wirkungsgraden Gebrauch macht. Damit lässt sich die Notwendigkeit für die teurere und stärker verlustbehaftete Energiespeicherung hinauszögern, jedoch ist diese bei sehr hohen Anteilen nahe der Vollversorgung nicht vollständig ersetzbar. Um noch größere Ausgleichseffekte zu erzielen, werden bisweilen sogar globale Stromnetze vorgeschlagen, die mittels HGÜ-Technik arbeiten sollen. Bei einer solchen Stromübertragung treten laut Quaschning bei Transportentfernungen von 5.000 km und einer Spannung von 800 kV Verluste von weniger als 14 % auf. Die Investitionskosten für die Stromleitungen selbst werden mit 0,5 bis 1 ct/kWh prognostiziert. Chatzivasileiadis et al. geben Transportverluste von 3 % pro 1000 km an, womit bei Technik der frühen 2010er-Jahre selbst bei 6.000 km Übertragungsdistanz niedrigere Verluste aufträten als bei Speicherung in Pump- oder Druckluftspeicherkraftwerken.

##### Flexibilisierung des Energiesystems

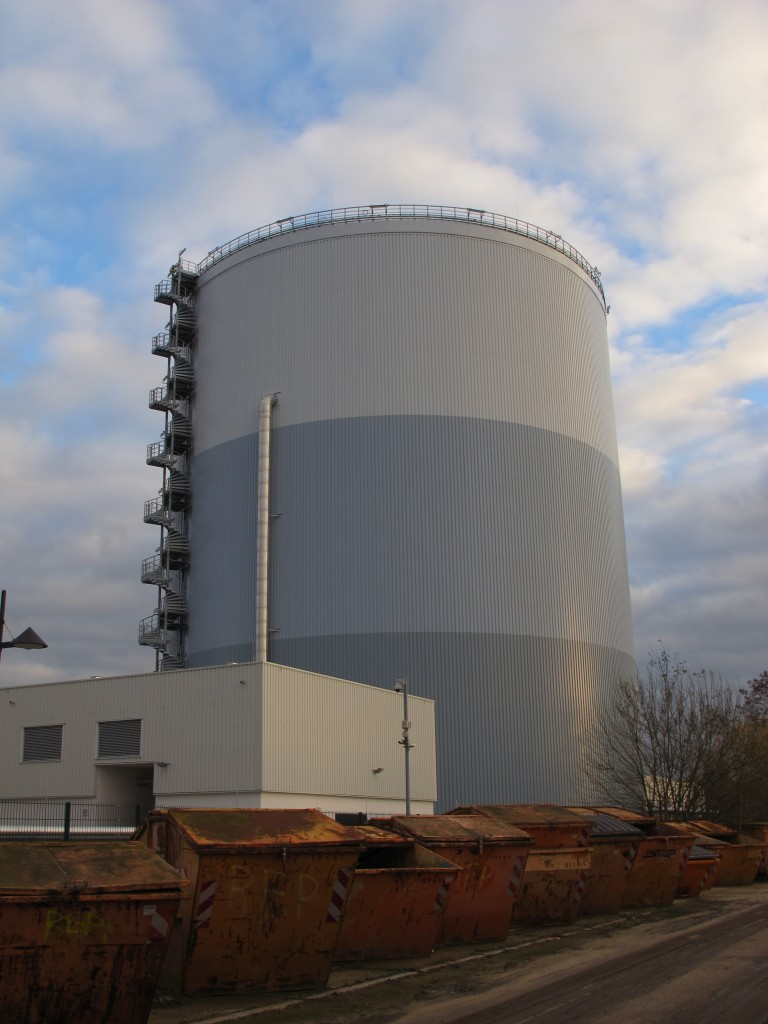
Wärmespeicher wie dieser Fernwärmespeicher in Potsdam ermöglichen eine flexible Fahrweise von in Kraft-Wärme-Kopplung betriebenen Kraftwerken und Blockheizkraftwerken sowie in Kombination mit Wärmepumpen oder Power-to-Heat eine effektive Integration von hohen Anteilen an Wind- und Solarstrom.

Mit zunehmendem Anteil variabler Erzeuger im Stromsystem spielen die Flexibilisierung von Verbrauch und Nachfrage sowie die Integration von Wärme- und Verkehrssektor in das Stromsystem eine wichtige Rolle. Die Flexibilisierung des Energiesystems umfasst eine Vielzahl einzelner Elemente, wobei der gesamtsystemische Ansatz, d. h. die Betrachtung des gesamten Energiesystems, mehr und bessere Möglichkeiten bietet als Maßnahmen, die nur einseitig den Elektrizitätssektor im Blick haben. Die Flexibilisierung ist gegenüber dem Ausbau von Speicherkraftwerken deutlich günstiger und technisch effizienter, sodass sie Vorrang vor dem Aufbau von Speichern haben sollte. Einzelmaßnahmen zur Flexibilisierung sind z. B. der Aufbau Intelligenter Stromnetze (Smart Grids), die Einführung von Vehicle-to-Grid-Strukturen zur beidseitigen Verknüpfung von Stromsektor und Elektrofahrzeugen sowie der Aufbau von Kraft-Wärme-Kopplungs-Anlagen mit Power-to-Heat-Technik und Wärmespeicher zur flexiblen und entkoppelten Nutzung von Strom- und Wärmeerzeugung. Ebenfalls zunehmend wichtiger wird die Laststeuerung in Form von Demand Side Integration, die sowohl die Bereitstellung von Regelleistung als auch die Lastverschiebung in günstigere Zeiten ermöglicht. Das praktisch umsetzbare Potential für derartige Maßnahmen wird in Deutschland im Haushalts- und Gewerbesektor auf ca. 8 GW geschätzt, etwa 16 % der maximalen Stromnachfrage.
Große Vorteile bietet insbesondere die Verknüpfung des Elektrizitätssektors mit dem Wärme- und Verkehrssektor. Eine für die Metropolregion Helsinki durchgeführte Studie ergab, dass durch Integration von Strom- und Wärmesektor mittels Power-to-Heat Windkraftanlagen bis etwa. 60 % des Jahresstrombedarfes der Region und 30 % des Wärmebedarfs decken könnten, ohne dass ein größerer Speicherbedarf bestünde. Eine wichtige Rolle bei der Flexibilisierung des Energiesystems nehmen deshalb Wärmespeicher ein. Wärmespeicher können in unterschiedlichen Größen errichtet werden, die von dezentralen Kleinanlagen bis zu großen zentralen Speichern reichen, sind sowohl als Kurzfrist- wie auch als saisonale Speicher verfügbar und können je nach Bauart Niedertemperaturwärme zur Raumheizung als auch Hochtemperaturwärme für industrielle Anwendungen aufnehmen und wieder abgeben; auch die Speicherung von Kälte zur Klimatisierung oder für gewerbliche Zwecke ist möglich. Unterschieden wird in Speicher für sensible Wärme, Latentwärmespeicher und Thermochemische Wärmespeicher. Insbesondere große zentrale Wärmespeicher in Fernwärmenetzen sind sehr kostengünstig und ermöglichen mittels Power-to-Heat und (Groß)-Wärmepumpen sowohl die effektive Einbindung von großen Windstrommengen als auch die variable Betriebsweise von Blockheizkraftwerken, womit ein sehr energieeffizientes Energiesystem geschaffen werden kann. Zudem sind derartige Wärmespeicher Stand der Technik und besitzen großes Potential zum Lastmanagement, während sie zugleich viel geringere Kosten aufweisen als andere (elektrische) Speichersysteme.
Für den Hauswärmebedarf kommt zudem die unterirdische Wärmespeicherung im Gestein in Frage. Dabei wird durch Wärmequellen (beispielsweise Solarthermie im Sommer oder überschüssiger Strom aus erneuerbaren Energien) Gestein zunächst aufgeheizt. In der Heizperiode kann die gespeicherte Wärme entweder direkt oder mit Wärmepumpen wieder verfügbar gemacht werden. Auf die gleiche Art und Weise kann auch Kälte gespeichert werden. Eingesetzt wird ein solches System z. B. in der Drake Landing Solar Community in Kanada.

##### Einsatz von Speicherkraftwerken

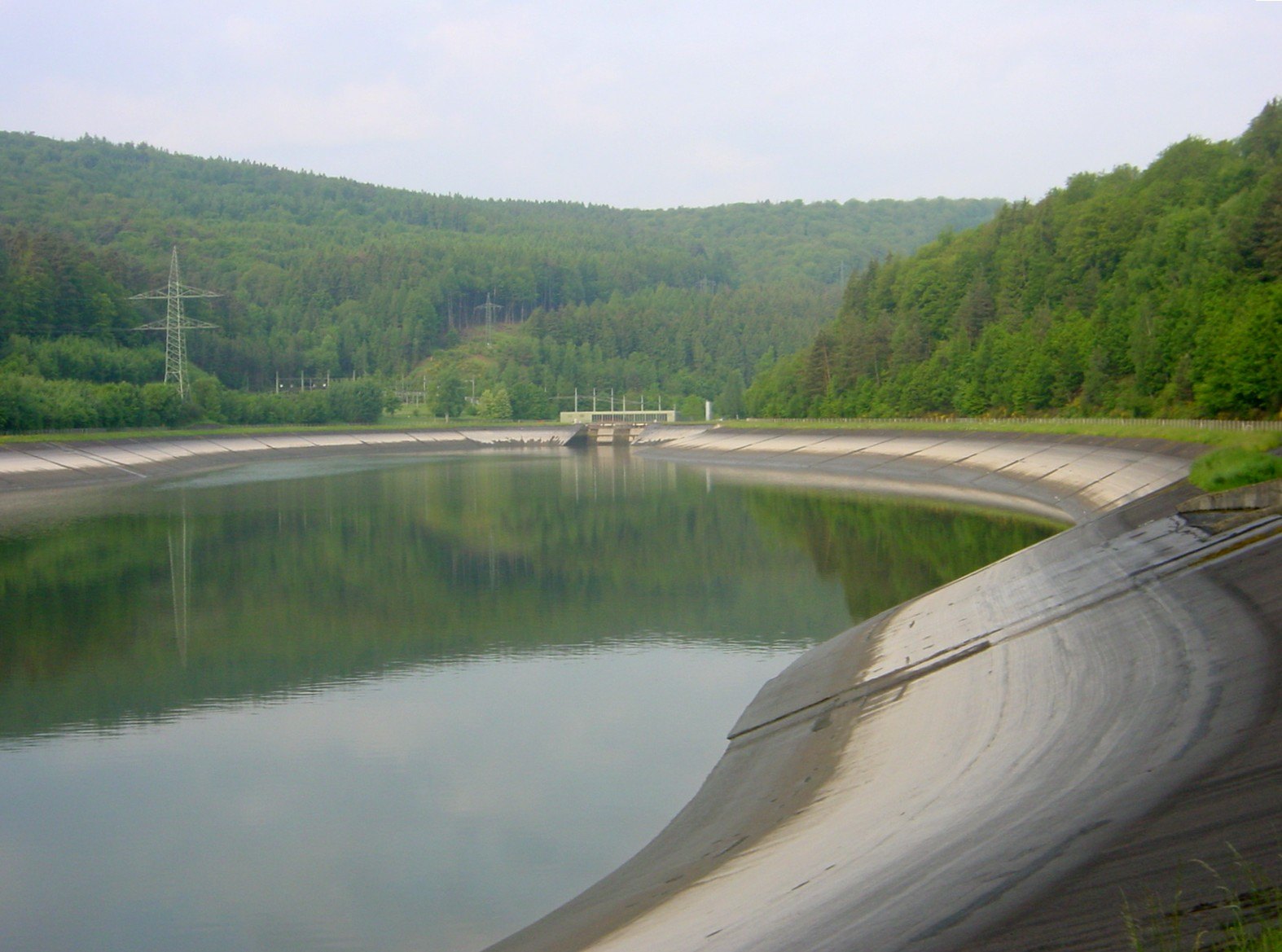
Pumpspeicherkraftwerke wie hier in Langenprozelten zählen zu den effizientesten Speichertechnologien, können pro Ladezyklus jedoch nur einige Stunden lang Strom liefern.

In der öffentlichen Debatte wird häufig die Position vertreten, dass bereits bei geringen Anteilen erneuerbarer Energien Stromspeicher notwendig sind; eine Meinung, die falsch ist. Tatsächlich geht die wissenschaftliche Fachliteratur davon aus, dass ab einem jährlichen Anteil von etwa 40 bis 50 % Wind- und Solarenergie im Strommix eine stärkere Sektorkopplung und der Einsatz von Energiespeichern notwendig ist.
Unterhalb von 40 % erneuerbarer Energien stellt eine Ausregelung durch Wärmekraftwerke sowie eine geringfügige Abregelung von Erzeugungsspitzen der erneuerbaren Energien (erwartet werden circa 260 GWh pro Jahr bzw. 1 Promille der bei einem 40-%-Anteil prognostizierten Ökostromerzeugung) eine volkswirtschaftlich effizientere Möglichkeit zum Ausgleich dar. Ursächlich hierfür ist, dass Speicher in diesem Fall größtenteils zur besseren Auslastung von in Grundlast betriebenen Braunkohlekraftwerken zulasten von weniger emissionsintensiven Kraftwerken eingesetzt würden, was die Treibhausgasemissionen erhöht statt wie angestrebt senkt. Zugleich übersteigen die Kosten für den Neubau von Speichern den Nutzen durch eine gleichmäßigere Kraftwerksfahrweise deutlich. Zu berücksichtigen ist ebenfalls, dass der Ausbau der Stromnetze ökonomisch zweckmäßiger ist als der Ausbau von Speichern; allerdings finden Speicher in der Bevölkerung häufig größeren Rückhalt als neue Netze.
Bei Existenz eines flexiblen Kraftwerksparks sowie eines günstigen Mix aus Wind- und Photovoltaikanlagen werden in Deutschland erst (Tages)-Speicher benötigt, wenn der Anteil dieser beiden Energieträger etwa 50 % erreicht. Saisonale Langfristspeicher auf Basis der Power-to-Gas-Technologie werden ab etwa 80 % notwendig. Wichtig ist ebenfalls, dass die Nutzung von Power-to-Gas nur dann energetisch sinnvoll und emissionseinsparend ist, wenn Ökostrom genutzt wird. Wird hingegen Strom aus fossilen Energien eingesetzt, wirkt die Speicherung kontraproduktiv und es vervielfachen sich die Emissionen. Kommt beispielsweise Strom aus einem Braunkohlekraftwerk zum Einsatz, das Emissionen von 1161 g CO2-äq./kWh aufweist, ergäben sich bei je 60 % Wirkungsgrad für Speicherprozess und Rückverstromung im GuD-Kraftwerk Gesamt-Emissionen von 3225 g CO2-äq./kWh; etwa das Achtfache von Strom aus einem fossil befeuerten Erdgaskraftwerk.
Als Tages- bzw. Kurzfristspeicher kommen sowohl Pumpspeicherkraftwerke, Batterie-Speicherkraftwerk als auch Druckluftspeicherkraftwerke in Frage, zudem auch dezentrale Hausspeicher. Mit Stand 2015 machten Pumpspeicherkraftwerke 99 % der weltweit installierten Speicherkraftwerkskapazität aus, ihr Ausbaupotential ist aus geographischen Gründen jedoch begrenzt. Deswegen rücken verstärkt weitere Speichertechniken als auch verschiedene Power-to-X-Technologien, die eine Nutzung des Strom außerhalb des Elektrizitätssektors für Wärme- oder Verkehrsanwendungen zum Ziel haben, in den Fokus der Forschung. Während Pumpspeicher eine seit Jahrzehnten erprobte Technologie darstellen, existieren weltweit noch relativ wenige Batterie- und nur zwei Druckluftspeicherkraftwerke. Insbesondere bei der Akkumulatortechnik sind forschungsbedingt große technologische Fortschritte zu verzeichnen, sowohl für stationäre (Energiespeicher) als auch für mobile Anwendungen (Elektromobilität). Werden bisher in beiden Anwendungszwecken vorwiegend Akkumulatoren auf Lithium-Basis eingesetzt, geht der Trend für stationäre Anwendungen hin zu günstigeren und in Sachen Ressourcenbedarf unkritischen Speichertechnologien wie z. B. Natrium-Ionen-Akkumulatoren, organischen Redox-Flow-Batterien oder Aluminium-Ionen-Akkumulatoren, die z. T. auch deutlich höhere Speicherzyklenzahlen versprechen.
Als Langfrist- bzw. Saisonspeicher sind, von wenigen saisonalen Wasserkraftwerken in vorteilhaften Lagen abgesehen, v. a. chemische Energiespeicher vorgesehen, beispielsweise in Form von Wasserstoff, Methan oder Dimethylethern, für die bisher nur eine Reihe von Prototypen und Testanlagen existieren. Die hierfür notwendige Technik ist im Grundsatz längst bekannt: So nahm z. B. der dänische Windkraftpionier Poul la Cour bereits 1895 eine Windkraftanlage mit angeschlossenem Elektrolyseur in Betrieb, der Knallgas zur Gasbeleuchtung der Schule in Askov lieferte. Allerdings steht die für die Energiewende notwendige großtechnische, dem wechselnden Stromangebot angepasste Wasserstofferzeugung mittels Wasserelektrolyse durch Wind- oder Solarenergie und die ggf. daran anschließende Methanisierung des Wasserstoffs derzeit noch am Beginn ihrer Erprobung, sodass dieses Verfahren erst noch zur Serienreife gebracht werden muss. Vor allem gilt es, Wirkungsgrade zu steigern und die Kosten zu senken, sodass die Technik dann bei einem Ökostromanteil von ca. 70 % eingesetzt werden kann. Die Funktionsfähigkeit von Power-to-Gas wurde hingegen durch mehrere existierende Prototypen bereits demonstriert. Negativ bei herkömmlichen Power-to-Gas-Anlagen ist der verglichen mit anderen Speichertechnologien niedrige Wirkungsgrad. Da die Energiekette Strom – Wasserstoff/Methan – Strom deshalb mit recht hohen Energieverlusten behaftet ist, was wiederum zu einem Mehrbedarf an Windkraft- und Photovoltaikanlagen führt, sollte ein zukünftiges Energiesystem so ausgelegt sein, dass nur ein geringer Langfristspeicherbedarf besteht. Allerdings deuten Forschungsergebnisse darauf hin, dass perspektivisch durch Nutzung von reversibel betriebenen Festoxidbrennstoffzellen und optimiertem Abwärmekonzept auch bei Power-to-Gas Strom-zu-Strom-Wirkungsgrade bis knapp über 70 % möglich sind.

#### Funktionsweise eines regenerativen Energiesystems
Während in einem herkömmlichen Energiesystem die Energieproduktion der Energienachfrage kontinuierlich angepasst werden und somit ein Gleichgewicht zwischen Produktion und Verbrauch hergestellt werden kann, wird es in einem regenerativen Energiesystem durch die Variabilität der wichtigsten Produzenten Windenergie und Solarenergie abwechselnd sowohl zu Überdeckung als auch zu Unterdeckung der Stromnachfrage kommen. Eine regenerative Vollversorgung erfordert dementsprechend eine andere Herangehensweise, um die Versorgungssicherheit jederzeit gewährleisten zu können. In der wissenschaftlichen Literatur existiert eine Vielzahl von Publikationen, die sich mit dem Ausgleich der Schwankungen auseinandersetzen. 2014 wurde von Palzer und Henning eine Arbeit veröffentlicht, die die Bedingungen einer regenerativen Vollversorgung im deutschen Strom- und Wärmesektor des Jahres 2015 anhand einer stündlichen Zeitreihe modelliert. Ziel war es u. a., die Wechselwirkungen der einzelnen Systembestandteile wie Produzenten, Konsumenten und Speicher im Laufe des Jahres zu untersuchen und besser zu verstehen. Je nach Jahreszeit ergeben sich dabei unterschiedliche optimale Handlungsstrategien.

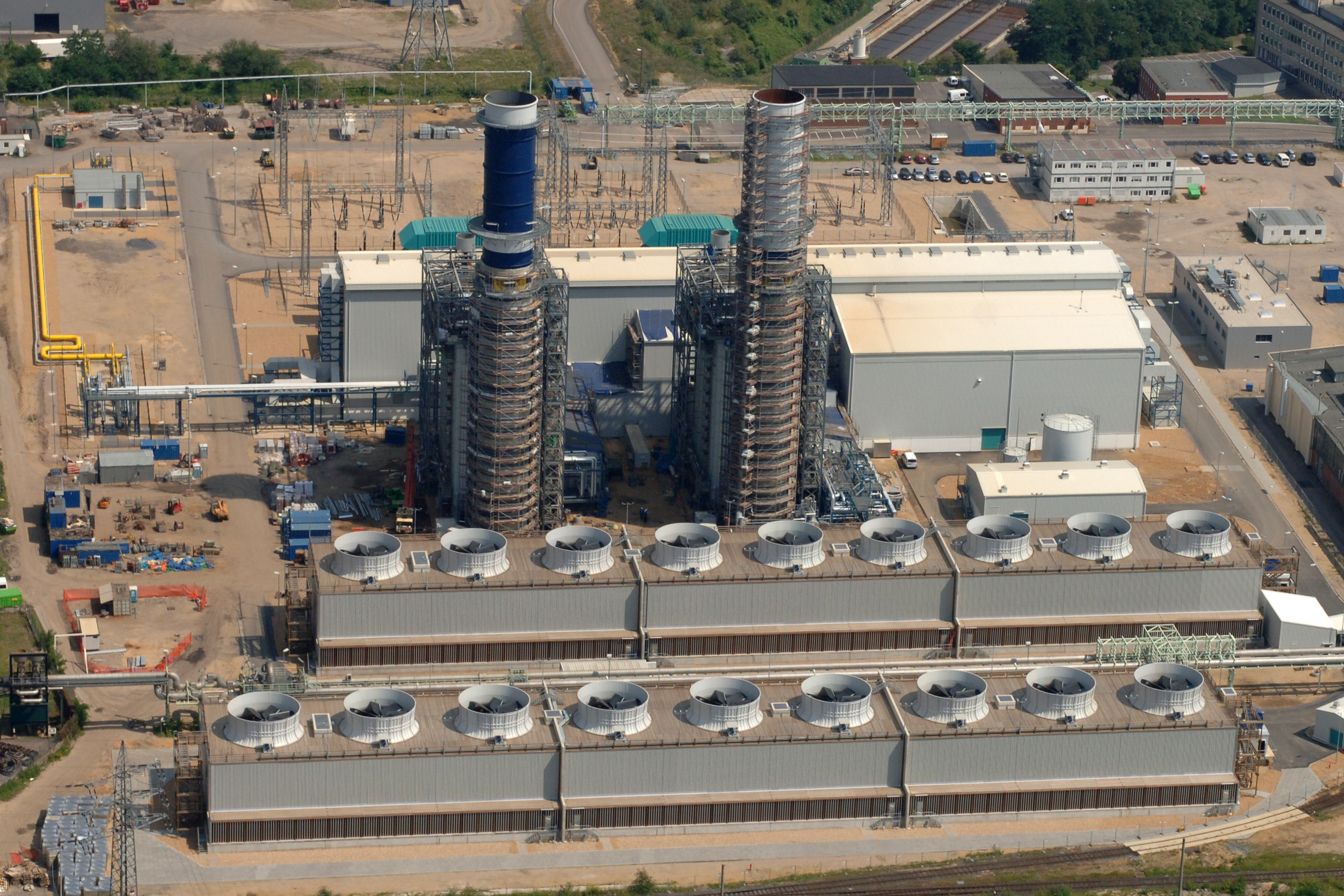
GuD-Kraftwerke sind gut regelbar und lassen sich neben Erdgas auch mit synthetischem Methan aus Power-to-Gas-Anlagen befeuern. In einem vollständig regenerativen Energiesystem sollen solche Kraftwerken während längerer Phasen niedriger Ökostromproduktion, die sich nicht mit Kurzfristspeichern überbrücken lassen, gemeinsam mit BHKWs die Versorgungssicherheit garantieren.

Im Winter kommt es während Zeiten hoher Windstromeinspeisung zu einer Überdeckung an Strom. Die Heizenergie wird weitgehend durch elektrische Wärmepumpenheizungen bereitgestellt. Die auftretenden Stromüberschüsse werden aus Effizienzgründen zunächst in den Pumpspeicher- und Batteriespeicherkraftwerken gespeichert, die hohe Wirkungsgrade aufweisen. Sind diese vollständig geladen, wird die Überschussproduktion in Power-to-Gas-Anlagen geleitet, die mittels Elektrolyse synthetische Brennstoffe herstellen. Weitere Überschüsse werden mittels Power-to-Heat in Nah- und Fernwärmenetze eingespeist. Während Zeiten niedriger Ökostromproduktion, bei denen die Produktion die Stromnachfrage alleine nicht decken kann, werden zunächst die Kurzfristspeicher (Pumpspeicher und Batterien) entladen. Reicht deren Kapazität nicht aus, kommen zusätzlich in Kraft-Wärme-Kopplung betriebene GuD-Kraftwerke und Blockheizkraftwerke zum Einsatz, die mit zuvor erzeugtem Wind- bzw. Solargas befeuert werden. Bei wieder steigender Einspeisung aus erneuerbaren Energien werden anschließend wieder zunächst die Kurzfristspeicher geladen.
Im Frühling übersteigt tagsüber die Stromproduktion durch hohe Photovoltaikeinspeisung meistens die Nachfrage, sodass während dieser Zeit keine gespeicherte elektrische Energie benötigt wird. Zugleich ist während des Tages der Heizbedarf gering, sodass im Gegensatz zum Winter elektrische Wärmepumpen nicht bzw. nur wenig zum Einsatz kommen müssen. Die tagsüber auftretende Überschussproduktion wird wie im Winter zunächst in Kurzfristspeichern gespeichert, anschließend in Power-to-Gas-Anlagen sowie in thermischen Speichern. Nachts kommen zur Deckung des Strombedarfs vorwiegend mit EE-Gas befeuerte GuD-Kraftwerke und BHKWs zum Einsatz, zudem werden die Kurzfristspeicher entladen, während Wärmespeicher den in der Nacht höheren Wärmebedarf decken.
Im Sommer kommt es gelegentlich zu sehr starken Stromüberschüssen während des Tages, die dazu genutzt werden Kurz- und Langfristspeicher zu laden. Zusätzlich fließen sie in thermische Langfristspeicher, die zur Deckung des Wärmebedarfs während des Winters dienen. Wenn diese nach einiger Zeit gegen Herbst ebenfalls geladen sind, kann es während Zeiten hoher Stromproduktion zu Abregelung von regenerativen Erzeugern kommen; Henning und Palzer gehen davon aus, dass in Deutschland auf diese Weise ca. 5,3 TWh bzw. 1 % der Ökostromproduktion nicht genutzt werden kann. Nicht berücksichtigt sind hierbei mögliche Kapazitätsengpässe in der innerdeutschen Verteilung, die den Autoren zufolge vermutlich einen Anstieg dieses Wertes zur Folge haben können.

### Dezentrale oder zentrale Energiewende?
Grundsätzlich lässt sich das primäre Ziel der Energiewende, die Realisierung einer nachhaltigen Energieversorgung ohne Abhängigkeit von fossilen und nuklearen Brennstoffen, sowohl dezentral als auch zentral erreichen. Eine klare Trennung in zentralistische Modelle und dezentralen Energiestrukturen ist zudem auch gar nicht möglich, da die Grenzen zwischen den Systemen fließend sind. Historisch begann die Energiewende sowohl in Dänemark als auch in Deutschland in den 1970er und 1980er Jahren als dezidiert dezentrales Konzept, das in bewusster Abgrenzung von der als Verursacher ökologischer Probleme wahrgenommenen und nahezu ausschließlich zentral geprägten konventionellen Energiewirtschaft vorangetrieben wurde. Betreiber kleiner und dezentraler Anlagen, insbesondere regenerativer Anlagen, erfuhren hingegen in Deutschland bis in die 1990er Jahre hinein starken Widerstand durch die etablierten Energieversorger, die zu diesem Zeitpunkt noch als regionale Monopolisten agierten, und (Wirtschafts)-Politik.
Infolgedessen erfolgte mit dem Zubau regenerativer Anlagen, der vor allem durch Privatpersonen, Bürgerenergiegenossenschaften usw. vorangetrieben wurde, ein starker Wandel des Strommarktes sowie dessen Dezentralisierung, zumal die vier großen deutschen Energieversorgungsunternehmen nur in geringem Maße in erneuerbare Energien investiert hatten. 2010 betrug ihr Anteil an der installierten regenerativen Kapazität nur 6,5 %. Mit dem Voranschreiten der Technik und größeren Projekten insbesondere bei der Windenergie, die auch höhere Investitionssummen erforderlich machen, kam es seither zu einer stärkeren Vermischung von dezentralen und zentralen Strukturen. Heute gehen die meisten Konzepte sowohl von der Nutzung dezentraler als auch zentraler Strukturen aus, wobei möglichst die Vorteile beider Energiegewinnungsformen (wie niedrige Kosten, geringer Speicherbedarf und starke Bürgerbeteiligung) kombiniert werden sollen. Umstritten ist jedoch weiterhin, wie stark das zukünftige Energiesystem zentralisiert bzw. dezentralisiert sein soll und wie stark ein optimales Energiesystem vernetzt sein soll. Beispielsweise gilt die vollständige Dezentralisierung mitsamt regionaler Energieautarkie aufgrund des hohen Speicherbedarfs solcher Überlegungen als unrealistisch; rein ökonomisch-technisch optimierte Szenarien unterschätzen hingegen die sozialen Komponenten der Energiewende sowie die Gefahr von Pfadabhängigkeiten, insbesondere durch den in diesen Szenarien starken Einfluss der ihre bisherige Marktposition verteidigenden Energieversorger.
Der Katalyseforscher Robert Schlögl meint, die Energiewende gelänge nicht, wenn unter Energiewende vielfach bloß der Ersatz fossiler Kraftwerke durch erneuerbare Energieträger verstanden werde und an der Prämisse der ausschließlichen Eigenversorgung an erneuerbaren Energien und an davon abgeleiteten Weichenstellungen festgehalten werde. Streben nach Energieautarkie wäre „unsinnig“, es wäre „allein von den Größenordnungen her schlicht unmöglich“. Im Verkehrssektor wiesen Elektroautos zwar bessere Gesamtwirkungsgrade auf (siehe dazu auch Well-to-Wheel), aber Batterien hätten bezogen auf ihr Gewicht noch immer eine sehr kleine Kapazität, eine recht begrenzte Lebensdauer und wären teuer. Schlögl schlägt deswegen in Anlehnung an das Desertec-Konzept die Produktion synthetischer Kraftstoffe in sonnenreicheren Ländern und deren Import vor.

#### Dezentrale Konzeptbestandteile

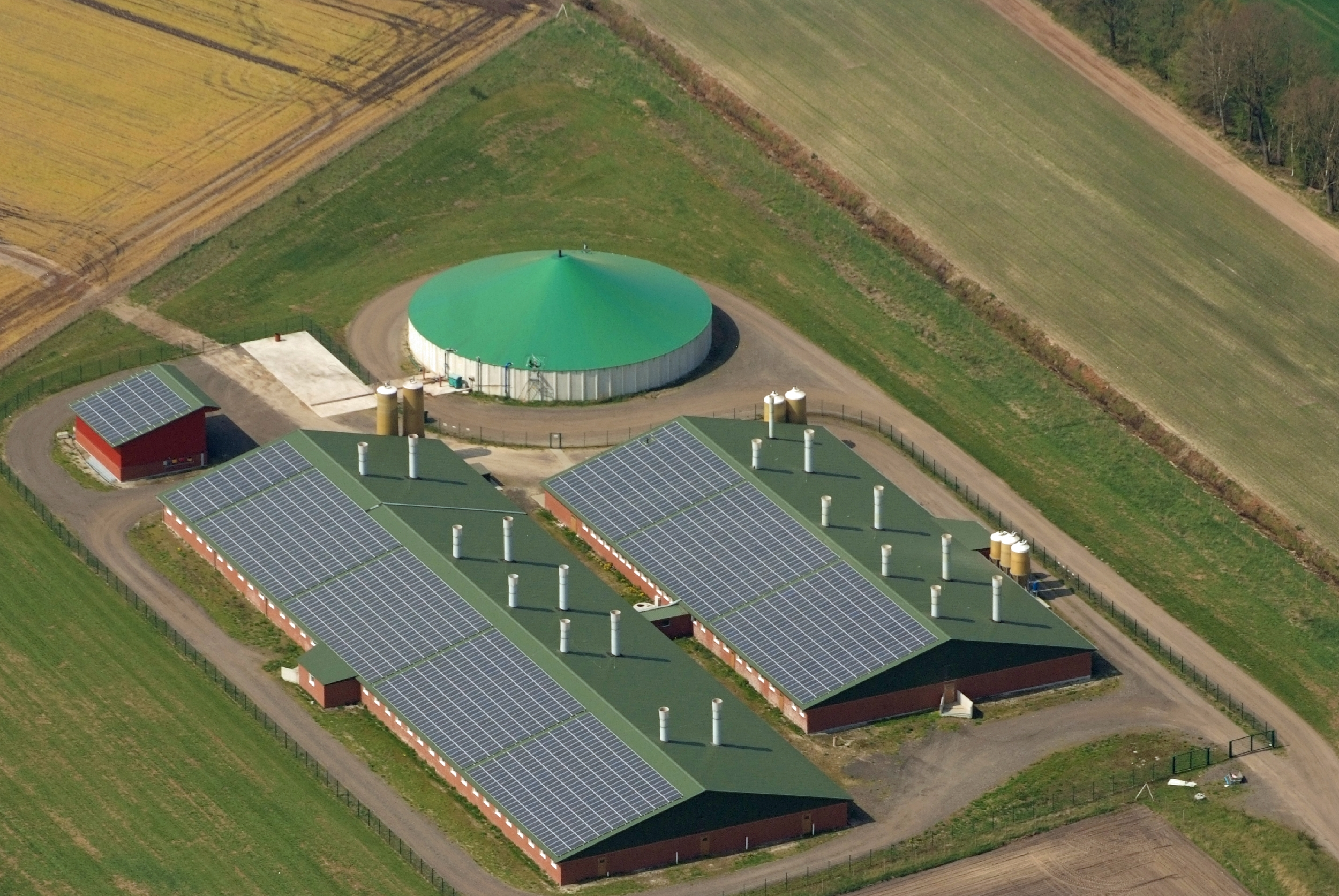
Beispiel für dezentrale Nutzung erneuerbarer Energien: Landwirtschaftlicher Betrieb mit Biogasanlage und Photovoltaikdach

Generell kommen erneuerbare Energien im Gegensatz zu den punktuell in den Bergbaurevieren und an den Förderstellen vorhandenen fossilen Energieträgern flächig über das ganze Land verteilt vor und lassen sich so nahezu überall dezentral nutzen. Gerade bei Biomasseanlagen ergeben sich durch dezentrale Feuerungsanlagen wie Heizwerk und Heizkraftwerke Umweltvorteile gegenüber einer zentralen Nutzung, da auf diese Weise die Brennstoffe wie Holz und Stroh nicht über große Strecken transportiert werden müssen. Auch ist bei solchen Anlagen eine bessere Brennstoffausnutzung durch Kraft-Wärme-Kopplung möglich als bei häufig außerhalb von Verbrauchzentren befindlichen Großkraftwerken, die oftmals gar keine oder nur geringe Mengen Fernwärme auskoppeln. Die dezentrale Photovoltaikeinspeisung wiederum ermöglicht die Entlastung von Übertragungs- und Verteilnetzen von fluktuierenden Nachfragern, wobei große installierte Photovoltaikleistungen in Gebieten mit nur schwach dimensionierten Netzen auch den gegenteiligen Effekt haben können.
Während die variable Einspeisung von Wind- und Sonne zur Sicherstellung der Versorgungssicherheit ausgeglichen werden muss, wirkt sich die durch deren Ausbau der erneuerbaren Energien zwangsläufig dezentralere Stromerzeugung positiv auf die Netzstabilität aus, womit die Versorgungssicherheit erhöht werden kann. Ursächlich hierfür ist, dass dezentrale Strukturen weniger anfällig für großflächige Ausfälle sind als von Großkraftwerken dominierte Strukturen. Da allerdings ein Teil der regenerativen Energieerzeuger fluktuierend ins Stromnetz einspeist, können Maßnahmen wie Freileitungs-Monitoring und die Einführung eines Smart Grids notwendig werden, um die Spannung des Stromnetzes stabil zu halten. Auch Virtuelle Kraftwerke, in denen verschiedene regenerative Energieerzeuger sowie gegebenenfalls Abnehmer intelligent vernetzt sind, tragen zur Versorgungssicherheit bei. Zudem können erneuerbare Energien, insbesondere Photovoltaik, einspringen, wenn konventionelle Kraftwerke im Sommer aufgrund einer zu großen Flusserwärmung durch abgegebenes Kühlwasser gedrosselt bzw. ganz heruntergefahren werden müssen, ein seit längerem bekannter Effekt, der mit Verstärkung der Globalen Erwärmung immer häufiger auftreten wird.
Neben diesen ökologischen und technischen Aspekten werden auch politische und wirtschaftliche Gründe für den Ausbau dezentraler Energiestrukturen genannt. Beispielsweise sieht Jürgen Karl in der geringen Investitionsbereitschaft zum Bau fossiler Großkraftwerke, resultierend aus der Liberalisierung des Strommarktes, der notwendigen Elektrifizierung in den Schwellenländern auch außerhalb der boomenden Zentren sowie der geringen Akzeptanz von Großkraftwerken in Industriestaaten die Hauptgründe für den zunehmenden Ausbau dezentraler Energiestrukturen. Dezentrale Konzepte werden darüber hinaus mehrheitlich von Vertretern des linken politischen Spektrums als wesentlicher Bestandteil einer umfassenderen sozialen Transformation hin zu einer gleicheren und demokratischeren Gesellschaft propagiert. Vertreter dieser Strömung betonen besonders die soziale Dimension der Nachhaltigkeit und sehen in der Energieautarkie und der Versorgung mittels vieler kleiner lokaler Genossenschaften eine Möglichkeit, große Infrastrukturen und damit auch Energiekonzerne überflüssig werden zu lassen. Zumeist streben Befürworter einer schnellen Energiewende einen eher dezentralen Ansatz an.
Befürworter des dezentralen Wegs betonen, dass über Beteiligungsmodelle wie Bürgerwindparks, Bürgersolarparks und Bürgerenergiegenossenschaften viele Bürger direkt an der Energieerzeugung beteiligt sein können, während Photovoltaikanlagen sogar von Einzelpersonen errichtet werden können. Nicht zuletzt ermögliche die dezentrale Errichtung der erneuerbaren Energien eine Wertschöpfung in der Region und eine Stärkung des ländlichen Raumes, so dass Kapitalabflüsse aus der Region minimiert werden können. Mit dieser Begründung spielen erneuerbare Energien in der kommunalen Energiepolitik eine zunehmend große Rolle und werden von der Lokalpolitik häufig gefördert.
Auch durch das dezentrale Anlernen von Hilfskräften kann die Energiewende beschleunigt werden. Als Beispiel dienen sogenannte Solarcamps zur Mobilisierung von Quereinsteigern.

#### Zentrale Konzeptbestandteile

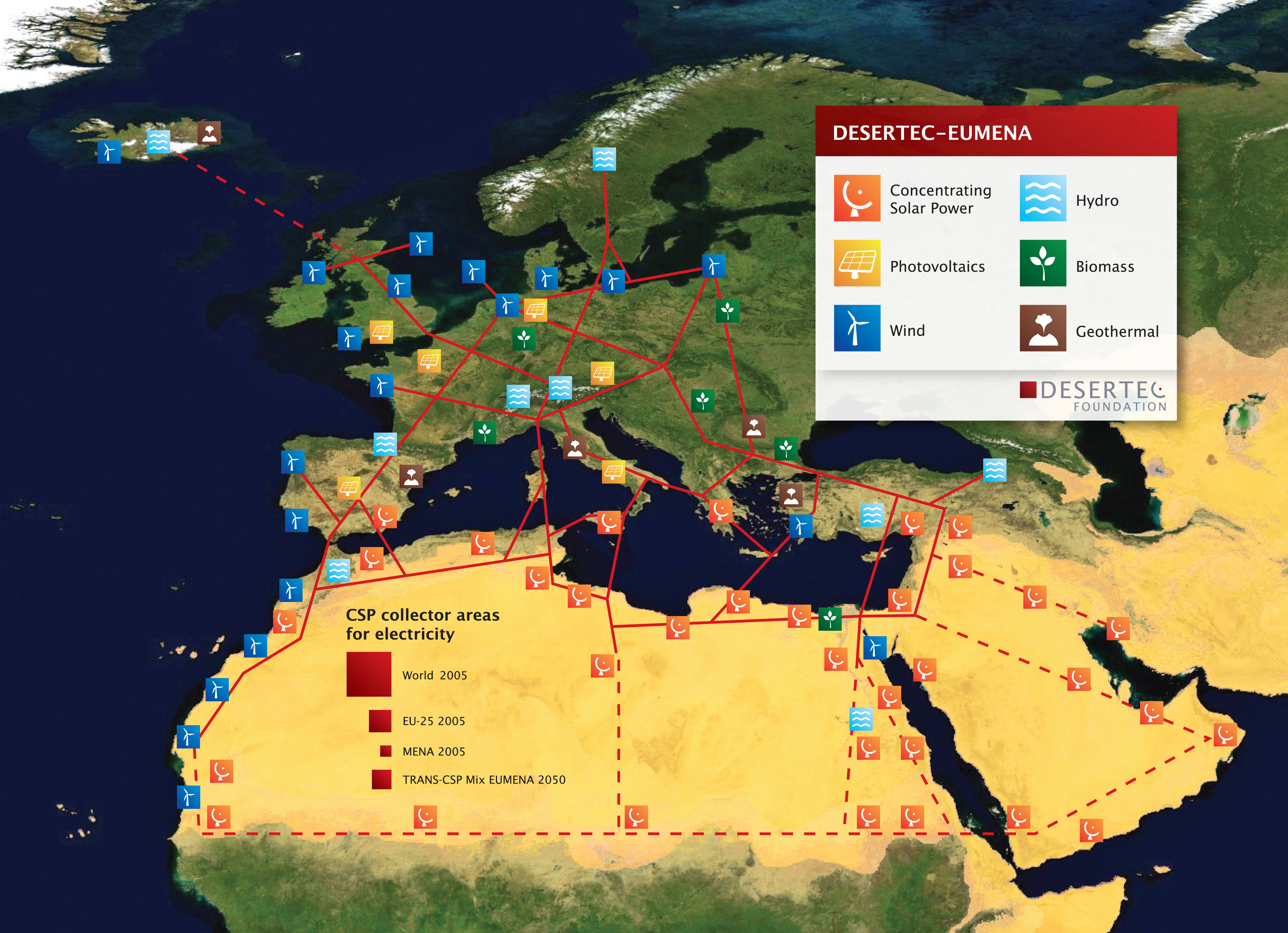
Desertec: Skizze einer möglichen Infrastruktur für eine nachhaltige Stromversorgung in Europa, dem Nahen Osten und Nord-Afrika

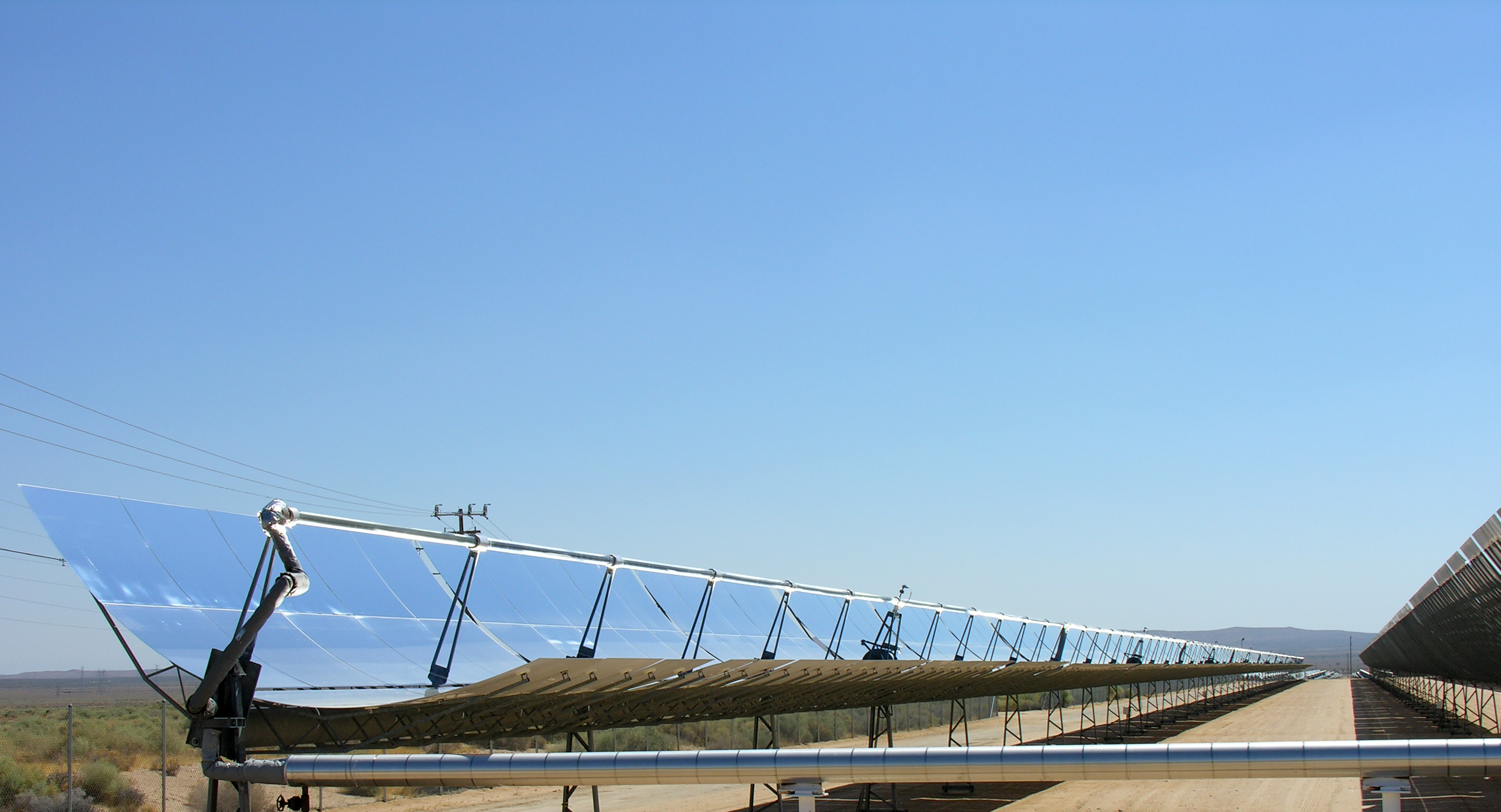
Parabolrinnenkraftwerk zur Erzeugung von elektrischem Strom in Kramer Junction, Kalifornien

Eine andere Strömung sieht hingegen die Energiewende als rein technologisches Projekt, das durch Ausnutzung maximaler Skaleneffekte sowie hoch zentralisierter Strukturen möglichst effizient gestaltet werden sollte. Vertreter dieser Strömung sprechen sich für die Konzentration von Windparks in Küstennähe sowie die Errichtung von Offshore-Windparks, einen starken Stromnetzausbau inklusive leistungsfähiger transkontinentaler Leitungen sowie den Stromimport aus Nordafrika aus.
Zugleich wird betont, dass eine Integration verschiedener Produktionsräume in einem großflächigen Verbundnetz Vorteile gegenüber einem rein dezentralen System bietet, da somit durch Stromaustausch über weiter entfernte Regionen die Fluktuationen in der Erzeugung von Wind- und Sonnenenergie reduziert und somit der Speicherbedarf verringert werden kann. Während im nationalen Kontext vorwiegend Drehstromleitungen zum Einsatz kommen sollen, sind zur Verknüpfung weiter entfernter Gebiete Stromleitungen auf Basis von Hochspannungs-Gleichstrom-Übertragungs-Technik vorgesehen, die zu sogenannten Supergrids zusammengeschlossen werden sollen. Im Gegensatz zu Wechselstromleitungen können HGÜs als Freileitung, als unterirdisches Stromkabel oder als Seekabel ausgeführt werden und ermöglichen durch sehr niedrige Übertragungsverluste Transportentfernungen von mehreren 1000 km; denkbar sind sogar globale Netze.
Da die Variabilität der erneuerbaren mit zunehmender Entfernung abnimmt, gelten derartige Supergrids als sehr wichtig für eine günstige Netzintegration erneuerbarer Energien. Weltweit sind einige Supergrids vorgeschlagen worden oder befinden sich bereits in der Planungsphase. Hierzu zählt die Kopplung Europas an Afrika, der Aufbau eines Offshore-Supergrids in der Nordsee und eine Vernetzung Australiens und Tasmaniens.
Darüber hinaus existieren verschiedene Projekte und Visionen, bei denen erwogen wird, die Stromproduktion aus regelbaren solarthermischen Kraftwerken in Südeuropa, Nordafrika und dem Nahen Osten massiv auszubauen und Überschüsse, die in diesen Regionen nicht zur Eigenversorgung benötigt werden, zu exportieren. Zugleich würden in den Exportstaaten Arbeitsplätze geschaffen, während in Europa die Abhängigkeit von fossilen Energieträgern reduziert werden könnte. Durch die besonderen Charakteristika von solarthermischen Kraftwerken, die mit günstigen Wärmespeichern ausgerüstet auch nachts weiter Strom produzieren können, würde zudem in Europa der Speicherbedarf reduziert. Zudem besteht die Möglichkeit der Hybridisierung, d. h. der Wärmeerzeugung durch Erdgas bzw. perspektivisch durch synthetische Brennstoffe, Wasserstoff oder Biogas, womit solarthermische Kraftwerke wie auch konventionelle Kraftwerke vollständig grundlastfähig sind. Bekanntester Vertreter dieser Vorhaben ist das Desertec-Projekt, dessen Umsetzung mittlerweile fraglich ist.

## Ökonomische Betrachtung
Ökonomische Prognosen zur Energiewende sind mit großen Unsicherheiten behaftet, da es sich bei der Energiewende um einen Prozess handelt, der sich über mehrere Jahrzehnte erstreckt, und zugleich bei der Prognose eine Reihe technologischer, ökonomischer und gesellschaftlicher Variablen betrachtet werden müssen, deren Entwicklung nur teilweise abschätzbar ist. Hierzu zählen beispielsweise die Entwicklung der Stromgestehungskosten konventioneller und regenerativer Erzeuger, die Preistendenz der Energierohstoffe und ggf. Verschmutzungsrechte, Veränderungen in der Demografie und dem Energieverbrauch oder die gewählte zukünftige Energieinfrastruktur (eher zentral oder eher dezentral?). Zusätzliche Kostenfaktoren gegenüber der konventionellen Energieversorgung ergeben sich durch den im Rahmen der Energiewende notwendigen Umbau der Energieinfrastruktur wie dem Netzausbau und der Integration von Energiespeichern, während die Vermeidung von Treibhausgasausstoß, Klimawandelfolgeeffekten und Gesundheitsschäden infolge von Schadstoffbelastung durch die Verbrennung fossiler Energieträger eine volkswirtschaftliche Kostenersparnis zur Folge hat. Je nach Gewichtung der unterschiedlichen Faktoren ergeben sich z. T. unterschiedliche Ergebnisse, die gerade in der öffentlichen Debatte in Deutschland bisweilen kontrovers diskutiert werden.

### Volkswirtschaftliche Betrachtung
| Energieträger | ct/kWh |
| ------------- | ------ |
| Braunkohle    | 8,7    |
| Steinkohle    | 6,8    |
| Heizöl        | 6,1    |
| Erdgas        | 3,9    |
| Photovoltaik  | 0,8    |
| Wasserkraft   | 0,4    |
| Windenergie   | 0,1    |
| Strommix 2005 | 5,8    |

Bei der Energieerzeugung fallen sowohl innere (d. h. betriebswirtschaftliche) als auch äußere, volkswirtschaftliche Kosten an. Während die inneren Kosten im Wesentlichen aus Bau, Betrieb und Rückbau von Kraftwerken sowie der Brennstoffbeschaffung bestehen, die zumeist den Marktmechanismen unterliegen, äußern sich externe Kosten vor allem in Form von Umweltverschmutzung, Gesundheits- und Klimaschäden, die nicht von den Verursachern, sondern der Allgemeinheit getragen werden. Die tatsächlichen Vollkosten der Energieerzeugung sind daher nur schwierig zu bestimmen; in manchen Fällen übersteigen die sozialen und ökologischen Kosten der konventionellen Energiegewinnung sogar die Endkundenpreise der Stromverbraucher.
Für die USA liegen eine Reihe von Untersuchungen zu den externen Kosten vor. Shindell beispielsweise beziffert die Umweltschäden aus der Elektrizitätsproduktion in den USA auf 330–970 Mrd. US-Dollar pro Jahr, wobei diese größtenteils auf die Verbrennung fossiler Energieträger zuzuführen sind. Machol und Rizk kamen zu dem Ergebnis, dass alleine die durch Verbrennung fossiler Energieträger zurückzuführenden Gesundheitsschäden einen ökonomischen Gesamtschaden in Höhe von ca. 362 bis 887 Mrd. US-Dollar pro Jahr verursachen. Dies ergäbe Gesundheitsfolgekosten von 14 bis 35 US-Cent/kWh, womit diese die dortigen Endkundenpreise für Strom deutlich übersteigen. Jacobson et al. hingegen untersuchten die externen Kosten des gesamten Energiesektors (Strom, Wärme und Verkehr) und bezifferten die eingesparten externen Kosten bei einer vollständigen Energiewende bis 2050. Demnach würde ein Umstieg der USA auf eine zu 100 % erneuerbare Energieversorgung im Jahr 2050 gegenüber dem Status quo jährlich ca. 600 Mrd. Dollar an Gesundheitskosten und ca. 3,3 Billionen Dollar an Klimaschäden einsparen.
Wird eine Vollkostenrechnung angestellt, die bei den jeweiligen Technologien auch externe Kosten mit einbezieht, sind viele erneuerbare Energien bereits heute preiswerter als konventionell erzeugter Strom. Zwar fallen auch bei diesen externe Kosten an, diese sind jedoch deutlich geringer als bei fossilen Energieträgern. Da die externen Kosten bei der konventionellen Energiegewinnung in den Preisen fossiler Energieträgern jedoch bisher nicht abgebildet werden, kommt es in der Praxis jedoch zu einem Marktversagen zugunsten der konventionellen Energiewirtschaft. Das Marktprinzip führt somit unter den aktuellen wirtschaftlichen Rahmenbedingungen zu einer suboptimalen Nutzung von Energieressourcen: fossile Energieträger erscheinen aufgrund nicht berücksichtigter Externer Kosten günstiger, als sie volkswirtschaftlich sind. Soll jedoch, wie mit der Liberalisierung angestrebt, der Markt die volkswirtschaftlich effizienteste Produktionsweise finden, so müssen hierfür zwingend alle wettbewerbsverzerrenden Faktoren vermieden und eine Kostenwahrheit durch Internalisierung aller externen Faktoren hergestellt werden. Geschieht dies nicht, können die Effizienzvorteile eines liberalisierten Marktes durch negative Effekte auf die Umwelt zunichtegemacht werden. Möglichkeiten zur Herstellung dieser Kostenwahrheit in Bezug auf die Globale Erwärmung sind Lenkungsabgaben wie z. B. eine CO2-Steuer oder ein Emissionshandel.
Bisher (April 2014) ist eine Internalisierung dieser externen Effekte nur zu einem kleinen Teil erfolgt, eine vollständige Internalisierung ist nicht absehbar. So zieht z. B. der Jahresbericht Energieverbrauch in Deutschland im Jahr 2013 der AG Energiebilanzen das Fazit, dass „die mit dem Emissionshandel intendierten Anreize für ein emissionsminderndes Verhalten bei derartigen Zertifikatspreisen [von ca. 5 Euro/Tonne] nicht zu erwarten“ seien. Die fehlende Internalisierung externer Kosten gilt als entscheidender Hemmschuh für das Vorankommen der Energiewende.
Dazu werden die Stromgestehungskosten stark durch Subventionen für einzelne Technologien verzerrt, wobei konventionelle Energieträger um ein Mehrfaches höhere Subventionen erhalten als regenerative Energien, die dadurch an Wettbewerbsfähigkeit verlieren. 2011 wurden fossile Energien weltweit mit 523 Mrd. US-Dollar subventioniert, während erneuerbare Energien mit ca. 100 Mrd. Dollar gefördert wurden. Inklusive externer Kosten beliefen sich die Subventionen fossiler Energien in diesem Jahr nach Jiang und Lin auf ca. 1,9 Billionen US-Dollar. Der Internationale Währungsfonds nennt hingegen höhere Zahlen. Demnach betrugen die Subventionen bei Einberechnung der ökonomischen Kosten von Umwelt- und Gesundheitsschäden 2011 insgesamt 4,2 Billionen US-Dollar und 2013 4,9 Billionen US-Dollar. Für 2015 werden die Subventionen auf 5,3 Billionen US-Dollar geschätzt, was 6,5 Prozent des Welt-Bruttosozialprodukts entspricht und damit höher liegt als die globalen Ausgaben im Gesundheitssektor. Zugleich würden diese Subventionen für Öl, Kohle und Gas die Energiepreise künstlich niedrig halten, den Ausbau der erneuerbaren Energien verlangsamen und klimaschädliche Emissionen um 17 % erhöhen. Ausgehend von diesen Zahlen wurde die Produktion einer Tonne Kohlenstoffdioxid im Energiesektor im Jahr 2013 weltweit mit mehr als 150 US-Dollar subventioniert.

### Betriebswirtschaftliche Betrachtung
| Energieträger                              | Stromgestehungskosten in ct/kWh | Stromgestehungskosten in ct/kWh |
| Energieträger                              | 2018                            | 2021                            |
| ------------------------------------------ | ------------------------------- | ------------------------------- |
| Braunkohle                                 | 4,59–7,98                       | 10,38–15,34                     |
| Steinkohle                                 | 6,27–9,86                       | 11,03–20,04                     |
| Erdgas-GuD                                 | 7,78–9,96                       | 7,79–13,06                      |
| Erdgas-Gasturbinenkraftwerk                | 11,03–21,94                     | 11,46–28,96                     |
| Wind/Onshore                               | 3,99–8,23                       | 3,94–8,29                       |
| Wind/Offshore                              | 7,49–13,79                      | 7,23–12,13                      |
| Biogas (ohne Wärmeauskopplung 3,84 ct/kWh) | 10,14–14,74                     | 8,45–17,26                      |
| Photovoltaik-Kleinanlage Dach              | 7,23–11,54                      | 5,81–11,01                      |
| Photovoltaik-Großanlage Dach               | 4,95–8,46                       | 4,63–9,78                       |
| Photovoltaik-Großkraftwerk Freifläche      | 3,71–6,77                       | 3,12–5,70                       |

Ignoriert man die externen Kosten der konventionellen und alternativen Energiegewinnung und betrachtet nur die betriebswirtschaftlichen Kosten, dann wiesen die meisten erneuerbaren Energien noch 2018 in Deutschland etwa ähnliche Stromgestehungskosten auf wie konventionelle Energien. Aufgrund gestiegener CO2 Zertifikatspreise sind seit 2018 die Stromgestehungskosten von Kohlekraftwerken erheblich angestiegen, während insbesondere bei Photovoltaik und Onshore-Windenergie ein kontinuierliches Sinken der Stromgestehungskosten festzustellen ist. Ausgelöst wurde dies durch eine starke Ausweitung der Produktion und durch daraus resultierende Skaleneffekte, die starke Konkurrenz und technische Weiterentwicklungen (‚Lernkurve‘), z. B. durch eine Verbesserung des Wirkungsgrades. 2021 waren daher die Stromgestehungskosten bei konventionellen Energien durchgehend höher als bei alternativer Energiegewinnung.
Es wird bei alternativer Energiegewinnung mit weiter sinkenden Stromgestehungskosten gerechnet, während bei konventionellen Energien der gegenteilige Effekt beobachtet wird.
Allerdings müssen für einen Vergleich von fossilem und regenerativem Energiesystem ebenfalls noch Kosten für einen stärkeren Netzausbau sowie die Stromspeicherung berücksichtigt werden, die in einem regenerativen Energiesystem zusätzlich anfallen. Unter der Annahme, dass Elektrizität zum Austausch regionaler Schwankungen primär über ein staatenübergreifendes, intelligentes Supergrid verteilt wird, kommen Jacobson und Delucchi zu dem Ergebnis, dass diese zusätzlichen Kosten wahrscheinlich 2 US-Cent/kWh nicht übersteigen. Angesichts langfristig weiter steigender Kosten für fossile Energieträger wird daher davon ausgegangen, dass langfristig betrachtet die Energiekosten in einem regenerativen Energiesystem auf gleichem Niveau wie in einem fossil-nuklearen Energiesystem liegen oder günstiger als in diesem sein werden.
Bereits seit Beginn der Stromproduktion ist die Wasserkraft aufgrund ihrer niedrigen Produktionskosten ein fester Bestandteil des Strommixes; seit wenigen Jahren sind auch Windkraftanlagen an guten Onshore-Standorten ohne Förderung mit konventionellen Kraftwerken konkurrenzfähig. Es wird erwartet, dass in Zukunft die Konkurrenzfähigkeit mit Kohlekraftwerken auch an schlechteren Standorten gegeben sein wird und sich die Windenergie zur günstigsten Form der Stromproduktion entwickeln wird. Zudem kommen immer mehr ältere Windkraftanlagen in ein Alter, in dem sie abgeschrieben sind bzw. aus der gesetzlichen Förderung fallen und dann aus diesem Grund günstiger Strom produzieren können. Diese Konstellation ist allerdings nur möglich, sofern die Lebensdauer einer Windkraftanlage den Förderungszeitraum übersteigt.
Auch weltweit sind die Stromgestehungskosten insbesondere von Windkraftanlagen und Photovoltaikanlagen stark gefallen; ein Trend, der nach Walwyn und Brent bis mindestens 2030 anhalten soll. An den besten Standorten liegen die Stromgestehungskosten von Windkraftanlagen mittlerweile bei 40–50 US-Dollar/MWh (34,7-43,4 Euro/MWh), wenn diese auch stark abhängig sind von der Standortqualität und den Finanzierungsbedingungen. In den USA sind Onshore-Windkraftanlagen nach gasbefeuerten GuD-Anlagen bereits die zweitgünstigsten Kraftwerke. Ähnliches gilt für die Photovoltaik, bei der die Modulpreise zwischen Januar 2011 und Dezember 2012 um 60 % fielen, und für die ein weiterer Preisrückgang erwartet wird. Insgesamt sanken die Modulpreise von 6–7 US-Dollar/Watt im Jahr 2000 auf 0,5–0,6 $/Watt im Jahr 2013. Bei der Photovoltaik wird in der Industrie mittlerweile von Swansons Gesetz gesprochen, wonach der Preis der Solarmodule mit der Verdopplung der ausgelieferten Module um 20 % fällt.
Photovoltaikanlagen, Sonnenkollektoren und zum Teil auch Windkraftanlagen und Biogasanlagen können als Kleinkraftwerke direkt beim Endverbraucher installiert werden. Da der Eigenverbrauch nicht mit Steuern und Netzentgelten belastet wird, müssen derartige Kraftwerke nicht oder nur teilweise mit Großhandelspreisen konkurrieren, stattdessen wird die Rentabilität durch die Endkundenpreise für Strom und ggf. Wärme bestimmt. So wurde in vielen Staaten bei der Photovoltaik schon vor wenigen Jahren die Netzparität für Privathaushalte, Kommunen und die meisten Wirtschaftsunternehmen erreicht, auch wenn die Stromgestehungskosten weiterhin über denen konventioneller Kraftwerke liegen. In Deutschland wurde die Netzparität von Photovoltaik-Strom 2012 erreicht. Es wird davon ausgegangen, dass sich durch die fallenden Preise von Solarstrom in Zukunft starke Veränderungen im Stromsektor ergeben werden.

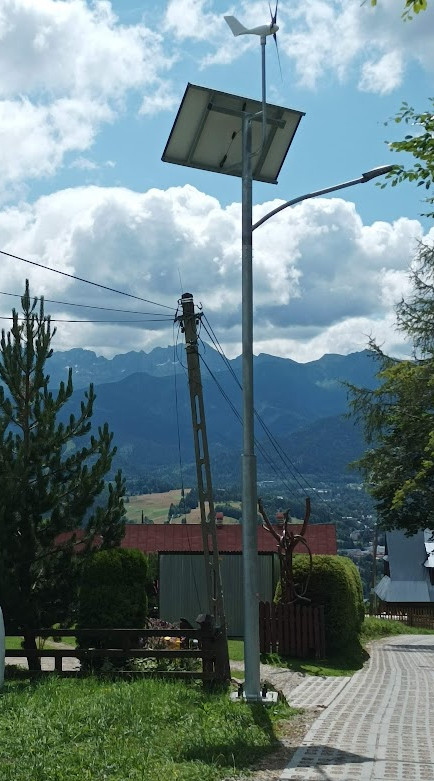
Straßenlaterne mit Solar und Windversorgung in der Hohen Tatra

In vielen Staaten der Welt sind zudem in ländlichen Gegenden Photovoltaik-Insel-Systeme mit Batteriespeicher die günstigste Form der Elektrizitätsversorgung für einzelne Gebäude oder Siedlungen. Aus ökonomischer wie auch ökologischer Sicht schneiden solche Anlagen besser ab als die Alternativen Dieselgenerator oder Elektrifizierung durch Anschluss an ein Stromnetz.

## Flächenbedarf

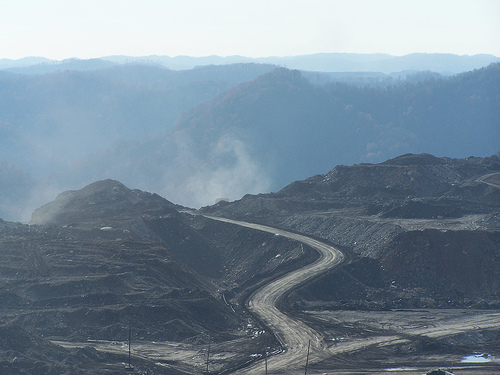
Mountaintop removal mining

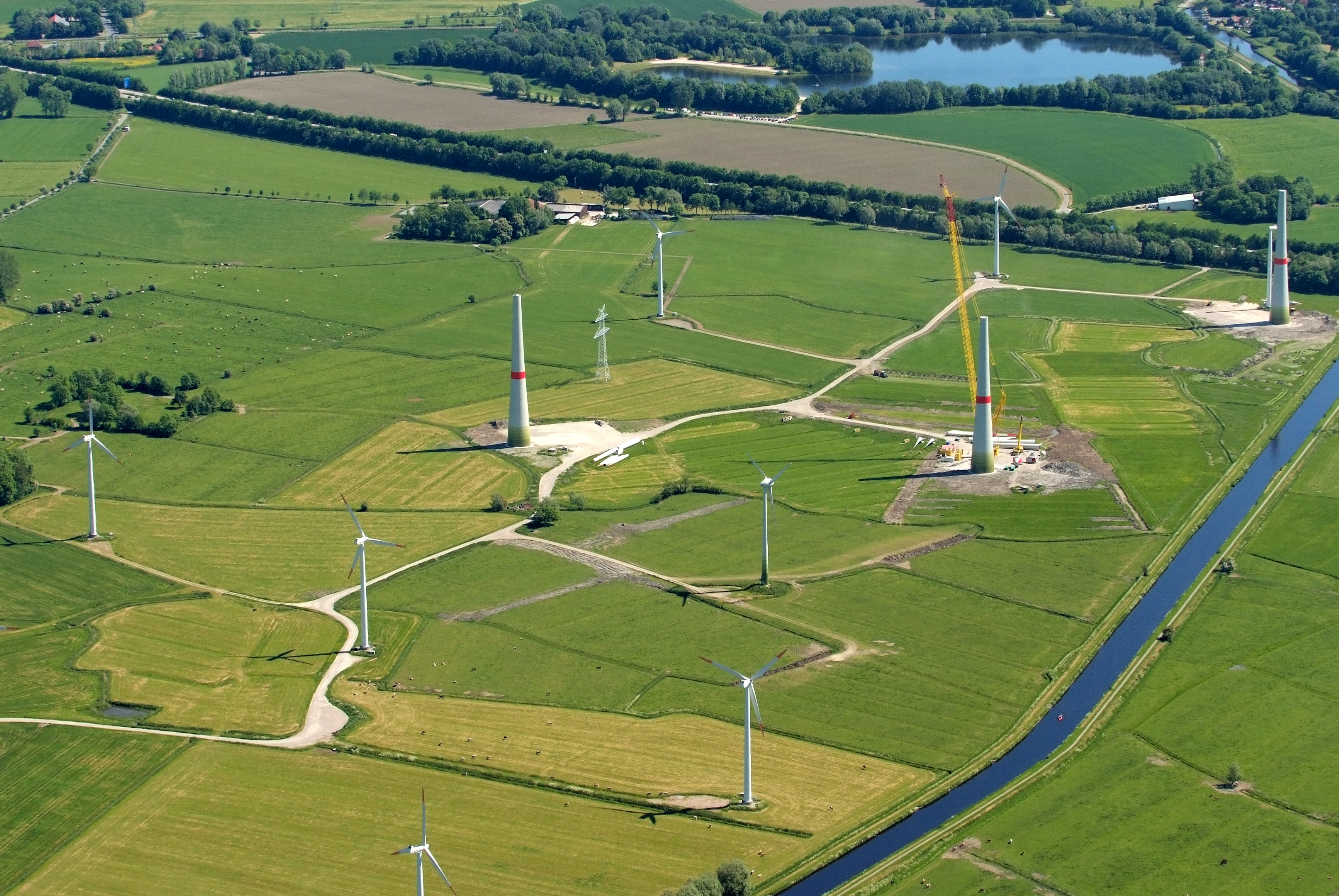
Luftbild eines Windparks in Norddeutschland. Gut erkennbar ist der temporäre Flächenbedarf während der Bauzeit für den Kran sowie die Bauteile, während bei den (kleineren) Bestandsanlagen nur eine sehr geringe Fläche dauerhaft nicht genutzt werden kann.

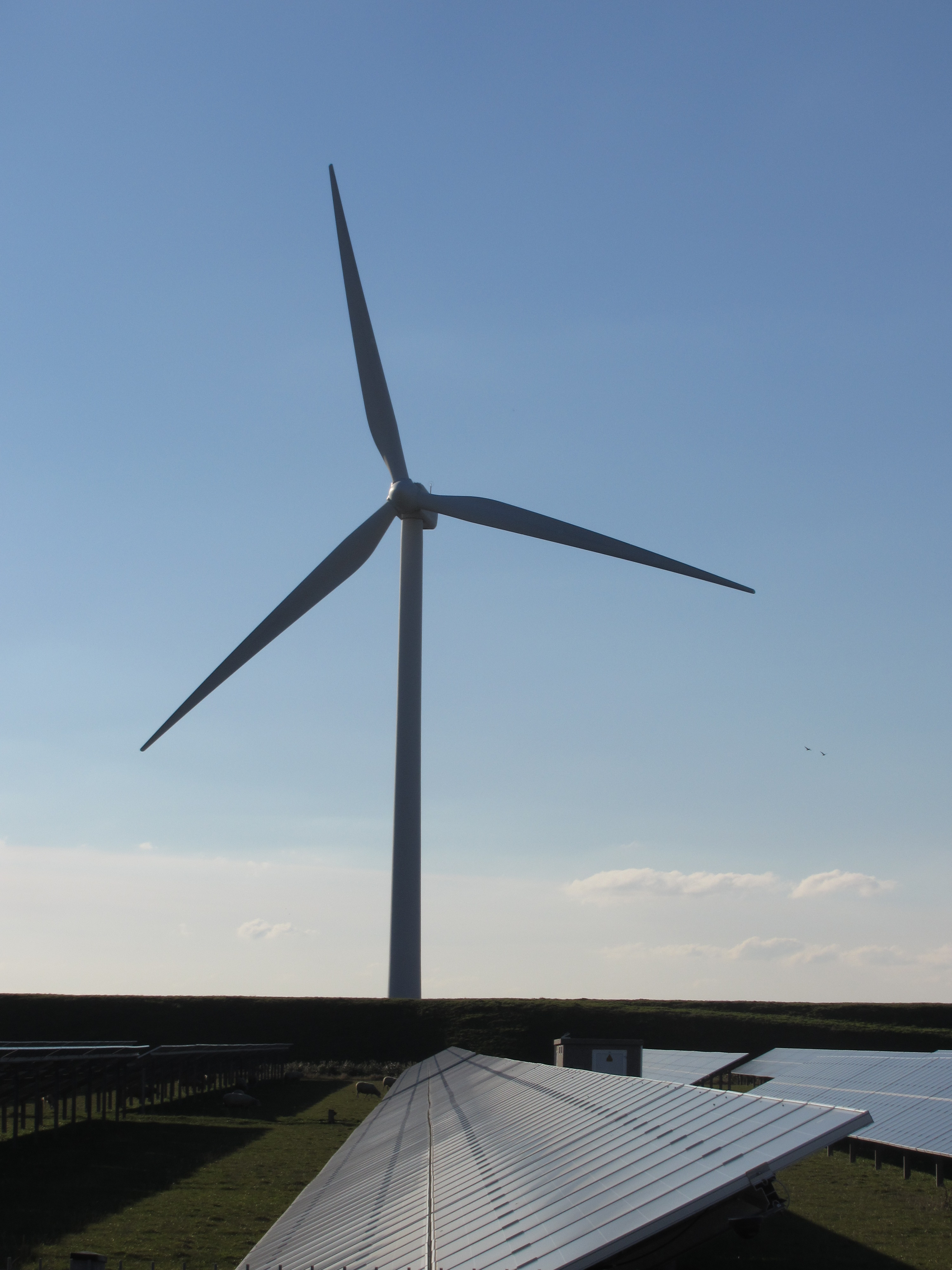
In Freiflächen-Photovoltaikanlagen sind oft Sekundärnutzungen wie z. B. eine extensive Weidewirtschaft möglich, beispielsweise mit Schafen.

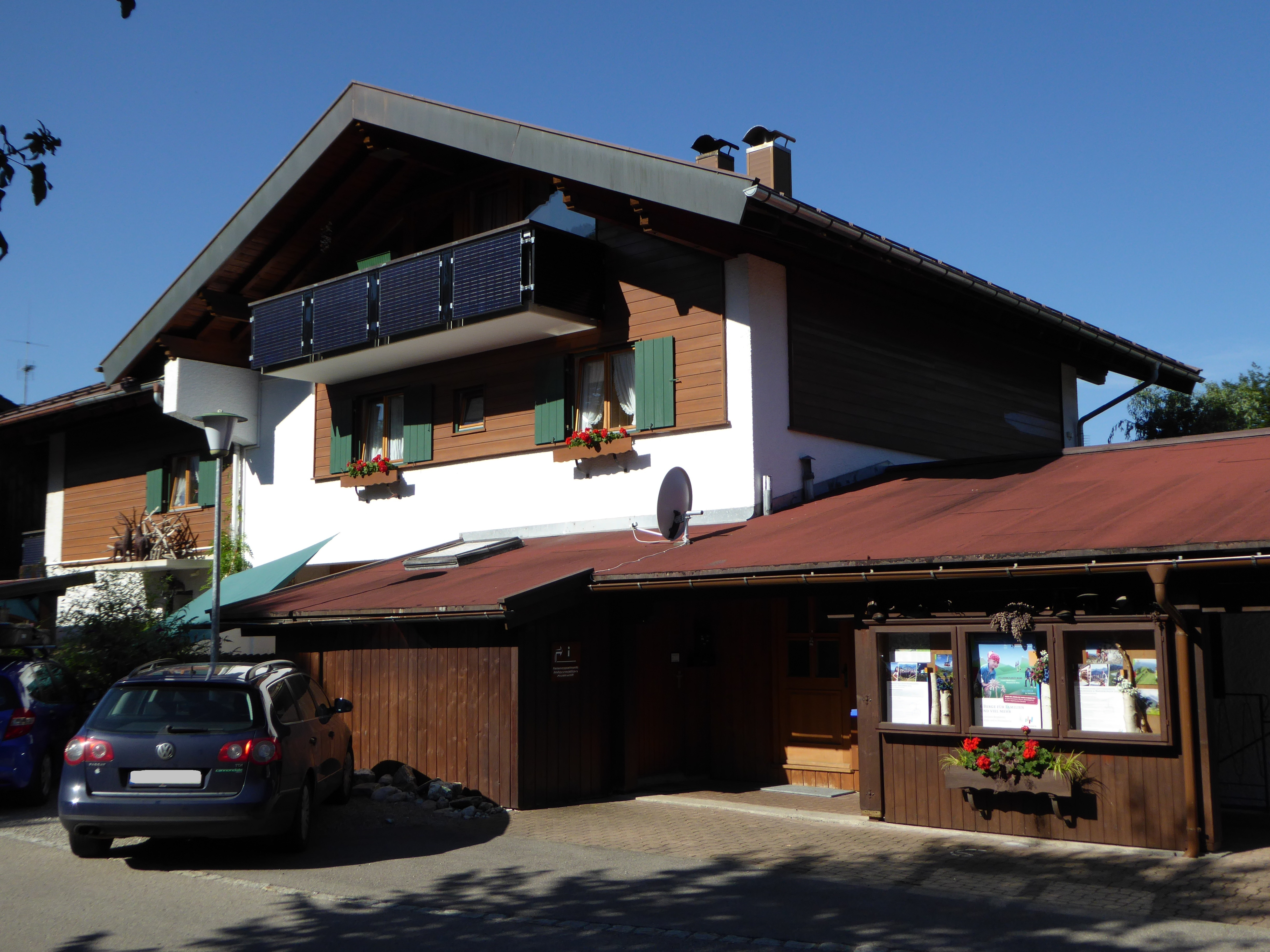
Kreative Installation einer Photovoltaikanlage: Integration in die Balkonverkleidung

Die Ablösung fossiler und nuklearer Stromerzeugungstechnologien durch erneuerbare Energien führt zu einer umfassenden Wandlung der Flächennutzung. Zur Bereitstellung fossiler Energieträger wird eine große Fläche benötigt, insbesondere Braunkohle, in vielen Teilen der Welt aber auch Steinkohle werden im Tagebau oder dem gerade in den USA häufig praktizierten Mountaintop Removal Mining gewonnen. Alleine durch das Mountaintop Mining wurde in den USA eine Fläche von 1,4 Mio. Acre (ca. 5700 km²) vollständig umgestaltet und zudem rund 2000 Meilen (ca. 3200 km) Fließgewässer unter Abraum begraben. Diese gravierenden Eingriffe in Umwelt und Natur, die beim Tagebau von Kohle entstehen, können nur teilweise wieder rückgängig gemacht werden. Auch das Landschaftsbild wird massiv und dauerhaft verändert. Häufig müssen auch Menschen umgesiedelt werden. In Deutschland wurden z. B. alleine in Braunkohletagebaue rund 2.300 km² Fläche bewegt und verbraucht.

### Wind- und Solarenergie
Verglichen dazu ist der Eingriff durch Windkraft- und Solaranlagen, die in einem regenerativen Energiesystem die Hauptlast tragen werden, deutlich geringer. Allerdings findet er im Gegensatz zur konventionellen Energienutzung nicht punktuell oder regional statt, sondern ist durch den dezentralen Charakter der regenerativen Energien für viel größere Bevölkerungsschichten vor Ort sichtbar.
Beispielsweise betrug der Flächenverbrauch von Windkraftanlagen in Deutschland im Jahr 2011 mit rund 100 km² nur einen Bruchteil des Flächenverbrauchs der Braunkohletagebaue, allerdings sind die flächig über ganz Deutschland verteilten Windkraftanlagen im Gegensatz zu diesen viel präsenter in der visuellen Wahrnehmung. Zu berücksichtigen ist hierbei, dass der tatsächliche Flächenverbrauch von Windkraftanlagen, d. h. die durch das Fundament versiegelte Fläche, nicht mit den Abstandsflächen zwischen den einzelnen Windturbinen sowie zu Wohnbebauung verwechselt werden darf. Während das Fundament abhängig von der Anlagengröße maximal wenige 100 m² misst, umfassen die Abstandsflächen pro Anlage einige Hektar. Dadurch können üblicherweise fast 99 % der von einem Windpark beanspruchten Fläche weiterhin einschränkungslos für Ackerbau usw. genutzt werden.
Deshalb weist die Energieerzeugung aus Windenergie insgesamt einen vergleichsweise niedrigen Flächenbedarf auf, während die von ihr ausgehende Flächenversiegelung auch verglichen mit konventionellen Energiegewinnungsformen sehr gering ist. Beispielsweise liegt der Energieertrag bei einer modernen 3-MW-Anlage mit 300 m² Standfläche und einer Stromproduktion von 6,4 GWh bei ca. 21.000 kWh pro m² Fundamentfläche und Jahr. Dieser Wert liegt geringfügig oberhalb des entsprechenden Wertes von Steinkohlekraftwerken (inklusive Nebengebäude), selbst wenn die Fläche für den Kohlebergbau bei Letzteren nicht mit einbezogen wird. Kontrovers beurteilt werden hingegen die Auswirkungen auf das Landschaftsbild.
Photovoltaikanlagen werden üblicherweise auf Gebäuden errichtet und haben damit keinen zusätzlichen Flächenbedarf zur Folge. Zusätzlicher Flächenverbrauch tritt aber bei Photovoltaik-Freiflächenanlage auf. Zwar wird durch die übliche Aufständerung kaum Fläche versiegelt, da die Fundamente der Gestelle nur wenig Fläche benötigen, jedoch können die Flächen in Solarparks entweder gar nicht mehr oder nur noch für extensive Landwirtschaft genutzt werden, beispielsweise als Weidefläche für Schafe. Ebenfalls möglich ist die Anlage von Sekundärbiotopen unter den Modulen, die gegenüber intensiver Landwirtschaft eine ökologische Aufwertung darstellen. Wesselak et al. geben für Freiflächen-Photovoltaikanlagen einen Flächenbedarf von knapp 38 m² pro kWp an. Hierbei ist der Flächenbedarf für Wechselrichter, Wege und Abstandsflächen bereits mit inbegriffen. Zukünftig könnte ein Einsatz von Schwimmenden Photovoltaikanlagen, die auf nicht anderweitig genutzten Wasserflächen errichtet würden, dazu beitragen, eine potentielle Flächenkonkurrenz zur Landwirtschaft zu vermeiden. Von derartigen Anlagen wurden mittlerweile eine Reihe von Prototypen realisiert, allerdings befindet sich die Technologie bisher noch in einem frühen Stadium der Entwicklung und Markteinführung (Stand 2014).
Dazu kommt der bei diesen Energiegewinnungsformen notwendige Ausbau von Stromnetzen und Energiespeichern, der ebenfalls berücksichtigt werden muss. So haben z. B. Pumpspeicherkraftwerke einen großen Flächenverbrauch, während Druckluftspeicherkraftwerke deutlich weniger Fläche als Pumpspeicher benötigen und zugleich weniger Ansprüche an die Topographie stellen, jedoch auch einen niedrigeren Wirkungsgrad haben. Langfristspeicher wie die Herstellung von Wasserstoff oder synthetischem Methan können auf Speicherkapazitäten in der bereits vorhandenen Erdgasinfrastruktur zurückgreifen und benötigen deshalb mit Ausnahme der Anlagen zur Herstellung des Wasserstoffs bzw. Methans keine zusätzliche Fläche. Allerdings erhöhen der geringere Wirkungsgrad dieser Anlagen und damit einhergehend die höheren Energieverluste während der Speicherung wiederum den Bedarf an regenerativer Erzeugungskapazität, d. h. Windkraft- und Solaranlagen.
Insgesamt würden nach Jacobson und Delucchi bei einer vollständig regenerativen Energieversorgung der gesamten Weltwirtschaft, die vollständig auf Windkraft, Solarenergie und Wasserkraft sowie geringen Anteilen von Geothermie basiert, zwischen 0,41 und 0,74 % der Erdoberfläche dauerhaft benötigt. Zusätzliche 0,59 bis 1,18 % würden als Abstandsflächen von Windkraftanlagen benötigt, könnten aber weiter landwirtschaftlich genutzt werden. Der Flächenbedarf gilt daher nicht als Hindernis für eine globale Energiewende.

### Biomasseanbau

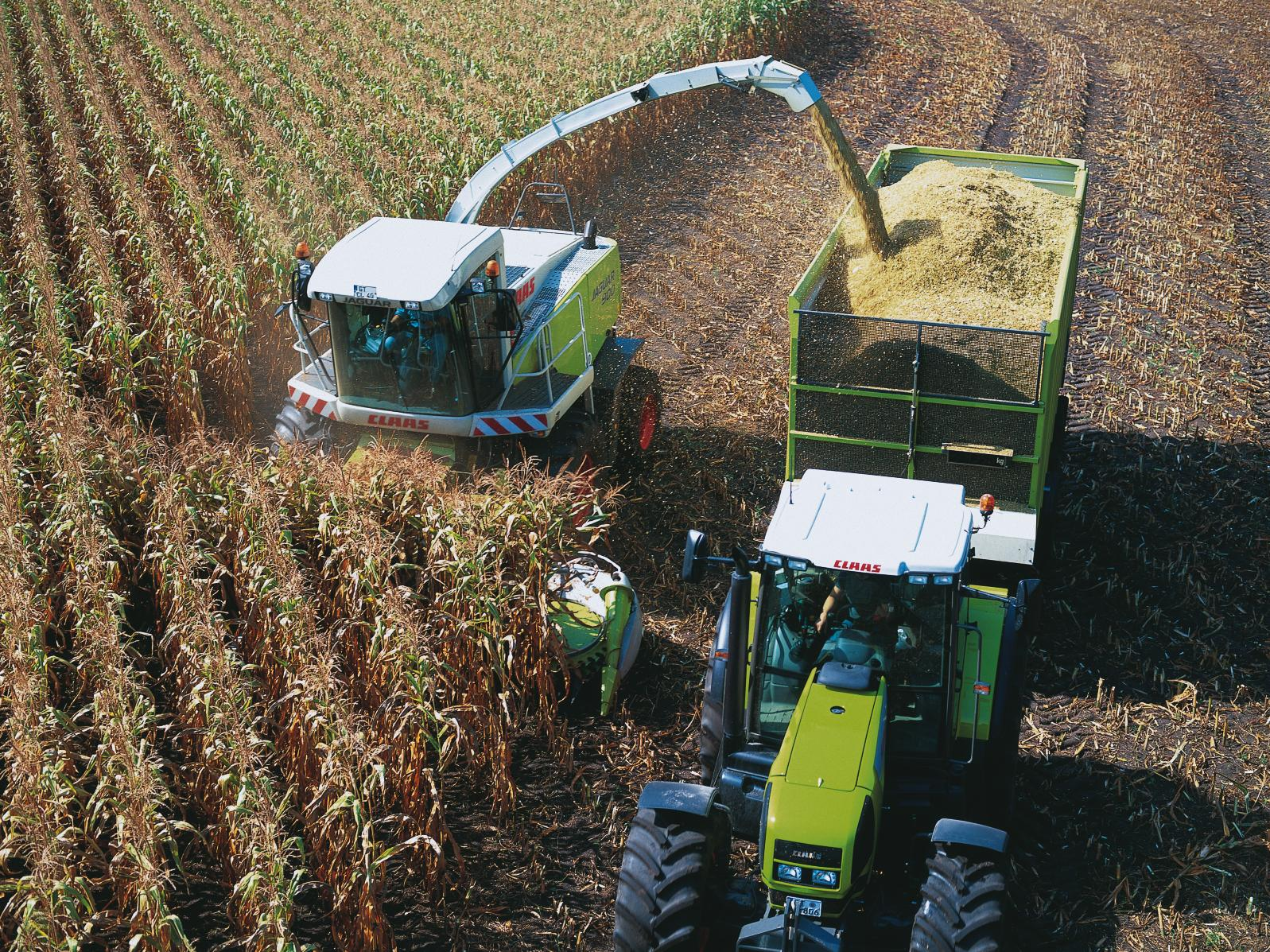
Mais ist wichtiger Rohstoff für die Biogas- und die Bioethanolherstellung.

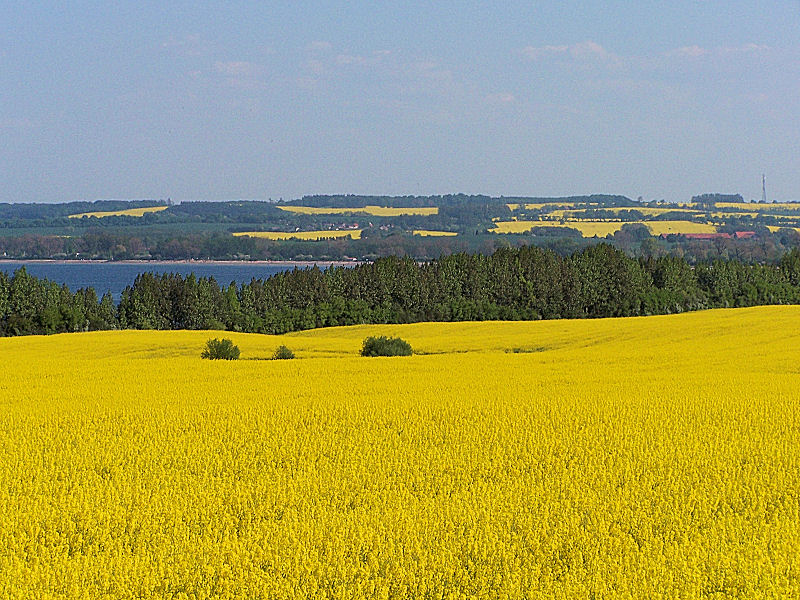
Raps, hier während der Blüte, ist einer der Hauptrohstoffe für die Biodieselproduktion.

Laut Rechnungen des Umweltbundesamtes kann Bioenergie auf gleicher Fläche verglichen mit Photovoltaik nur ein Vierzigstel des Stromes produzieren. Damit ist ihre Flächeneffizienz auch bei Berücksichtigung von Speicherverlusten immer deutlich geringer als die der Photovoltaik. Der spezifische Flächenbedarf für die Erzeugung von Bioenergieträgern ist, verglichen mit anderen Energiegewinnungsformen, extrem hoch. Bei der Nutzung von Energiemais als Substrat für Biogasanlagen ergeben sich pro Jahr nutzbare Biomethanausbeuten von ca. 45 MWh pro ha bzw. 4,5 kWh pro m² und Jahr. Mit Stand 2017 wurden weltweit auf einer Ackerfläche von rund 14 Mio. ha Bioenergieträger angebaut, was etwa 1 % der weltweiten Ackerfläche entspricht.
Weiter nachteilig ist die Flächen- und Nutzungskonkurrenz zwischen Nahrungsmittelproduktion, Energiepflanzenanbau und der Gewinnung nachwachsender Rohstoffe für die stoffliche Nutzung. Deswegen ist der Anbau von Energiepflanzen trotz seiner geringen Flächenversiegelung umstritten. Als sinnvoller als eine direkte Biomassenutzung zur Energieproduktion wird daher eine sog. Kaskadennutzung gehalten, bei der zunächst die stoffliche Nutzung pflanzlicher Rohstoffe im Vordergrund steht und erst nach Ende dieser Nutzung die energetische Verwertung.
Während die Nutzung von landwirtschaftlichen Rest- und Abfallstoffen wie z. B. Stroh als ökologisch und sozialpolitisch als unproblematisch gesehen wird, ist hingegen insbesondere die Herstellung von Biotreibstoffen umstritten. Darüber hinaus kann eine zu starke Nutzung von Biotreibstoffen nicht nur die Ernährungssicherheit gerade in wenig entwickelten Staaten beeinträchtigen, sondern zusätzlich stark negative Auswirkungen auf die Ökologie, Biodiversität und naturnahe Lebensräume haben. Aufgrund dessen wird das Potential der Bioenergie insgesamt in aktuelleren Studien deutlich geringer geschätzt als in älteren Studien. Ging z. B. die IEA in der Vergangenheit davon aus, dass die Bioenergie im Optimalfall 700 EJ/a an Energie liefern könnte, was 60 % des geschätzten Weltenergiebedarfs im Jahr 2050 entspräche, beziffern neuere Studien das Biomassepotenzial nur noch auf etwa 180 EJ/a bzw. 15 % des Weltenergiebedarfs 2050. Um die nachhaltige Nutzung der Biomasse zu gewährleisten, wird in einigen neueren Arbeiten, die eine regenerative Vollversorgung ausschließlich mittels erneuerbarer Energien modellieren, der Einsatz von Bioenergie deutlich limitiert oder sogar vollständig ausgeschlossen.
Grundsätzlich gilt, dass Biomasse alleine nicht das Potential besitzt, fossile Energieträger vollständig zu ersetzen. Beispielsweise wäre Deutschland nach Volker Quaschning selbst bei vollständiger Nutzung der inländischen Ackerfläche für den Rapsanbau zur Biodieselproduktion gerade einmal in der Lage, ein Drittel des deutschen Dieselverbrauchs mittels Biodiesel zu decken. Die Nutzung der Elektromobilität gilt daher als deutlich vielversprechender als die Nutzung von Biotreibstoffen. Das Potenzial der Biotreibstoffe wird hingegen vor allem in Bereichen gesehen, wo der Einsatz von Elektrofahrzeugen auch längerfristig nicht praktikabel ist.

## Filme
- Die 4. Revolution – Energy Autonomy (2010), Der Filmtitel bezeichnet nach der Agrarrevolution, der industriellen Revolution und der digitalen Revolution die Energiewende als vierte Revolution.
- ARTEde: Europa. Kontinent im Umbruch auf YouTube, 1. Juni 2022 (Verfügbar bis 26. Mai 2023).

### Fachbücher
- Steven Engler, Julia Janik, Matthias Wolf (Hrsg.): Energiewende und Megatrends. Wechselwirkungen von globaler Gesellschaftsentwicklung und Nachhaltigkeit, transcript, Bielefeld 2020, ISBN 978-3-8376-5071-6 zum PDF-Download.
- Peter Hennicke, Jana Rasch, Judith Schröder, Daniel Lorberg: Die Energiewende in Europa. oekom 2019, ISBN 978-3-96238-144-8 (online, PDF)
- Gregor Kungl: Die großen Stromkonzerne und die Energiewende. Campus, Frankfurt am Main 2018, ISBN 978-3-593-50942-6.
- Volker Quaschning: Erneuerbare Energien und Klimaschutz. 4. Auflage. Hanser, München 2018, ISBN 978-3-446-45703-4.
- Michael Sterner, Ingo Stadler (Hrsg.): Energiespeicher – Bedarf, Technologien, Integration. 2. Auflage. Berlin/Heidelberg 2017, ISBN 978-3-662-48892-8.
- Viktor Wesselak, Thomas Schabbach, Thomas Link, Joachim Fischer: Handbuch Regenerative Energietechnik. 3., aktualisierte und erweiterte Auflage, Berlin/Heidelberg 2017, ISBN 978-3-662-53072-6.
- Günther Brauner: Energiesysteme: regenerativ und dezentral. Strategien für die Energiewende. Wiesbaden 2016, ISBN 978-3-658-12754-1.
- Sebastian Giacovelli (Hrsg.): Die Energiewende aus wirtschaftssoziologischer Sicht: Theoretische Konzepte und empirische Zugänge. Springer VS, Wiesbaden 2016, ISBN 978-3-658-14344-2
- Josef Gochermann: Expedition Energiewende. Springer Spektrum 2016, ISBN 3-658-09851-1.
- Matthias Günther: Energieeffizienz durch Erneuerbare Energien. Möglichkeiten, Potenziale, Systeme, Wiesbaden 2015, ISBN 978-3-658-06753-3.
- Franz-Josef Brüggemeier: Sonne, Wasser, Wind: Die Entwicklung der Energiewende in Deutschland. (PDF; 0,6 MB) Friedrich-Ebert-Stiftung, Bonn 2015,ISBN 973-8-95861-238-9.
- Volker Quaschning: Regenerative Energiesysteme. 9. Auflage. Hanser, München 2015, ISBN 978-3-446-44267-2.
- Achim Brunnengräber, Maria Rosaria du Nucci (Hrsg.): Im Hürdenlauf zur Energiewende. Von Transformationen, Reformen und Innovationen. Zum 70. Geburtstag von Lutz Mez, Wiesbaden 2014, ISBN 978-3-658-06787-8.
- Henrik Lund: Renewable Energy Systems: A Smart Energy Systems Approach to the Choice and Modeling of 100 % Renewable Solutions, Academic Press 2014, ISBN 978-0-12-410423-5.
- Holger Rogall: 100%-Versorgung mit erneuerbaren Energien. Bedingungen für eine globale, nationale und kommunale Umsetzung. Marburg 2014, ISBN 978-3-7316-1090-8.
- Felix Ekardt: Jahrhundertaufgabe Energiewende: Ein Handbuch. Berlin 2014, ISBN 978-3-86153-791-5.
- Nicola Armaroli, Vincenzo Balzani: Powering Planet Earth – Energy Solutions for the Future. Wiley-VCH 2013, ISBN 978-3-527-33409-4.
- Martin Kaltschmitt, Wolfgang Streicher, Andreas Wiese (Hrsg.): Erneuerbare Energien. Systemtechnik, Wirtschaftlichkeit, Umweltaspekte. Springer Vieweg, Berlin/Heidelberg 2013, ISBN 978-3-642-03248-6.
- Nicola Armaroli, Vincenzo Balzani: Energy for a Sustainable World – From the Oil Age to a Sun-Powered Future. Wiley-VCH, 2011, ISBN 978-3-527-32540-5.
- Peter Hennicke, Susanne Bodach: Energierevolution: Effizienzsteigerung und erneuerbare Energien als neue globale Herausforderung, herausgegeben vom Wuppertal Institut für Klima, Umwelt, Energie. Oekom, München 2010, ISBN 978-3-86581-205-6.
- Hermann Scheer: Der energethische Imperativ: 100 Prozent jetzt. Wie der vollständige Wechsel zu erneuerbaren Energien zu realisieren ist. Kunstmann, München 2010, ISBN 978-3-88897-683-4.
- Heinz-J. Bontrup, Ralf-Michael Marquardt: Energiewende, Verteilungskonflikte, Kosten und Folgen. Köln 2015, ISBN 978-3-89438-574-3.
- Heinz-J. Bontrup, Michael Brodmann, Christian Fieberg, Markus Löffler, Ralf-Michael Marquardt, Andreas Schneider, Andreas Wichtmann: Energie- und Klimawende zwischen Anspruch und Wirklichkeit. Studie des Westfälischen Energieinstituts (WEI), Gelsenkirchen 2022.

### Fachaufsätze
- Nicola Armaroli, Vincenzo Balzani: Towards an electricity-powered world. In: Energy and Environmental Science. Bd. 4, 2011, 3193–3222, doi:10.1039/c1ee01249e.
- Antje Boetius, Ottmar Edenhofer, Bärbel Friedrich, Gerald Haug, Frauke Kraas, Wolfgang Marquardt, Jürgen Leohold, Martin J. Lohse, Jürgen Renn, Frank Rösler, Robert Schlögl, Ferdi Schüth, Christoph M. Schmidt, Thomas Stocker 2019: Klimaziele 2030: Wege zu einer nachhaltigen Reduktion der CO2-Emissionen. Stellungnahme der Nationalen Akademie der Wissenschaften Leopoldina.
- Christian Breyer et al.: On the History and Future of 100% Renewable Energy Systems Research. In: IEEE Access. Band 10, 2022, S. 78176–78218, doi:10.1109/ACCESS.2022.3193402.
- Hans-Martin Henning, Andreas Palzer: A comprehensive model for the German electricity and heat sector in a future energy system with a dominant contribution from renewable energy technologies—Part I: Methodology. In: Renewable and Sustainable Energy Reviews. Bd. 30, 2014, 1003–1018, doi:10.1016/j.rser.2013.09.012.
- Andreas Palzer, Hans-Martin Henning: A comprehensive model for the German electricity and heat sector in a future energy system with a dominant contribution from renewable energy technologies—Part II: Results. In: Renewable and Sustainable Energy Reviews. Bd. 30, 2014, 1019–1034, doi:10.1016/j.rser.2013.11.032.
- Kenneth Hansen et al.: Status and perspectives on 100 % renewable energy systems. In: Energy. Band 175, 2019, S. 471–480, doi:10.1016/j.energy.2019.03.092.
- Olav Hohmeyer, Sönke Bohm: Trends toward 100 % renewable electricity supply in Germany and Europe: a paradigm shift in energy policies. In: Wiley Interdisciplinary Reviews: Energy and Environment. Bd. 4, 2015, 74–97, doi:10.1002/wene.128.
- Mark Z. Jacobson, Mark A. Delucchi: Providing all global energy with wind, water, and solar power, Part I: Technologies, energy resources, quantities and areas of infrastructure, and materials. In: Energy Policy 39, Vol. 3, 2011, S. 1154–1169, doi:10.1016/j.enpol.2010.11.040.
- Mark A. Delucchi, Mark Z. Jacobson: Providing all global energy with wind, water, and solar power, Part II: Reliability, system and transmission costs, and policies. In: Energy Policy 39, Vol. 3, 2011, S. 1170–1190, doi:10.1016/j.enpol.2010.11.045.
- Henrik Lund et al.: From electricity smart grids to smart energy systems – A market operation based approach and understanding. In: Energy 42, Issue 1, 2012, S. 96–102, doi:10.1016/j.energy.2012.04.003.
- Brian Vad Mathiesen et al.: Smart Energy Systems for coherent 100 % renewable energy and transport solutions. In: Applied Energy. Bd. 145, 2015, 139–154, doi:10.1016/j.apenergy.2015.01.075.